# Aix-les-Bains
Vous lisez un « article de qualité » labellisé en 2008.
Pour les articles homonymes, voir Aix.
Aix-les-Bains (prononcée [ɛks.le.bɛ̃] voire [ɛks.lɛ.bɛ̃] ), nommée localement Aix, est une commune, station balnéaire et thermale française, située dans le département de la Savoie en région Auvergne-Rhône-Alpes.
Ville porte du parc naturel régional du massif des Bauges et bordée par le plus grand lac naturel d'origine glaciaire de France, le lac du Bourget, Aix est la deuxième commune la plus peuplée du département, avec plus de 30 000 habitants.
Considérée comme l'une des plus anciennes cités de la Savoie, née de ses sources chaudes, cette ville d'eau fait partie des importantes communes thermales françaises. Elle fut par ailleurs un haut-lieu de villégiature à la Belle Époque pour les familles princières et fortunées. Aujourd'hui, cette station classée de tourisme diversifie ses activités à l'échelle de son agglomération de 75 000 habitants avec la marque Aix-les-Bains Riviera des Alpes.
Aix possède aussi d'autres atouts comme son festival de musique Musilac, son patrimoine historique et naturel ou bien une eau minérale exploitée. Le territoire aixois abrite également quelques grosses industries, comme General Electric, les sièges de Léon Grosse, ABB Process Engineering (Cellier) ou bien Aixam. Selon le classement « Où fait-il bon vivre en France ? » réalisé par Les Échos en 2015, le bassin d'emplois de Chambéry/Aix-les-Bains est au 6e rang sur 304 zones répertoriées.

## Géographie

### Localisation
Aix-les-Bains se situe dans le quart sud-est de la France, près des contreforts des Alpes du Nord.
La ville est localisée dans l'ouest du département de la Savoie, à une dizaine de kilomètres de Chambéry, préfecture du département, et à moins d'une trentaine de kilomètres d'Annecy, préfecture de la Haute-Savoie.
Implantée dans un couloir entre le mont Revard, premier rempart naturel du massif des Bauges, à l'est et le lac du Bourget, plus grand lac naturel de France, à l'ouest, la ville est établie à environ 83 kilomètres à vol d'oiseau de Lyon, préfecture régionale et à 60 kilomètres de Genève, en Suisse. Elle est également dotée du plus grand port de plaisance en eau douce de France : le port de plaisance d'Aix-les-Bains.
La ville s'étend principalement sur un axe nord-sud. Son extension est telle que son agglomération se confond peu à peu avec celle de Chambéry.

### Communes limitrophes
La commune d'Aix-les-Bains est limitrophe de neuf communes. Au nord-ouest, la commune touche le territoire de Brison-Saint-Innocent. Puis au nord-est, Aix-les-Bains est bordée par la ville de Grésy-sur-Aix. Ensuite à l'est, dans la continuité des hauteurs aixoises, on trouve la commune de Pugny-Chatenod suivie de la commune de Mouxy. Plus au sud-est, Aix-les-Bains partage les limites de son territoire avec pour ville voisine Drumettaz-Clarafond. Il s'ensuit au sud la commune du Viviers-du-Lac. Pour finir à l'ouest, La Chapelle-du-Mont-du-Chat et Tresserve. L'une des spécificités des limites du territoire communal de la ville d'Aix-les-Bains, sur son flanc ouest, est l'existence de limites immergées au sein du lac du Bourget. Cette limite de territoire est partagée avec quatre autres communes que sont Bourdeau, Brison-Saint-Innocent, La Chapelle-du-Mont-du-Chat et Tresserve.
| Brison-Saint-Innocent, La Chapelle-du-Mont-du-Chat | Brison-Saint-Innocent | Grésy-sur-Aix         |
| La Chapelle-du-Mont-du-Chat                        | Aix-les-Bains         | Pugny-Chatenod, Mouxy |
| Tresserve                                          | Viviers-du-Lac        | Drumettaz-Clarafond   |

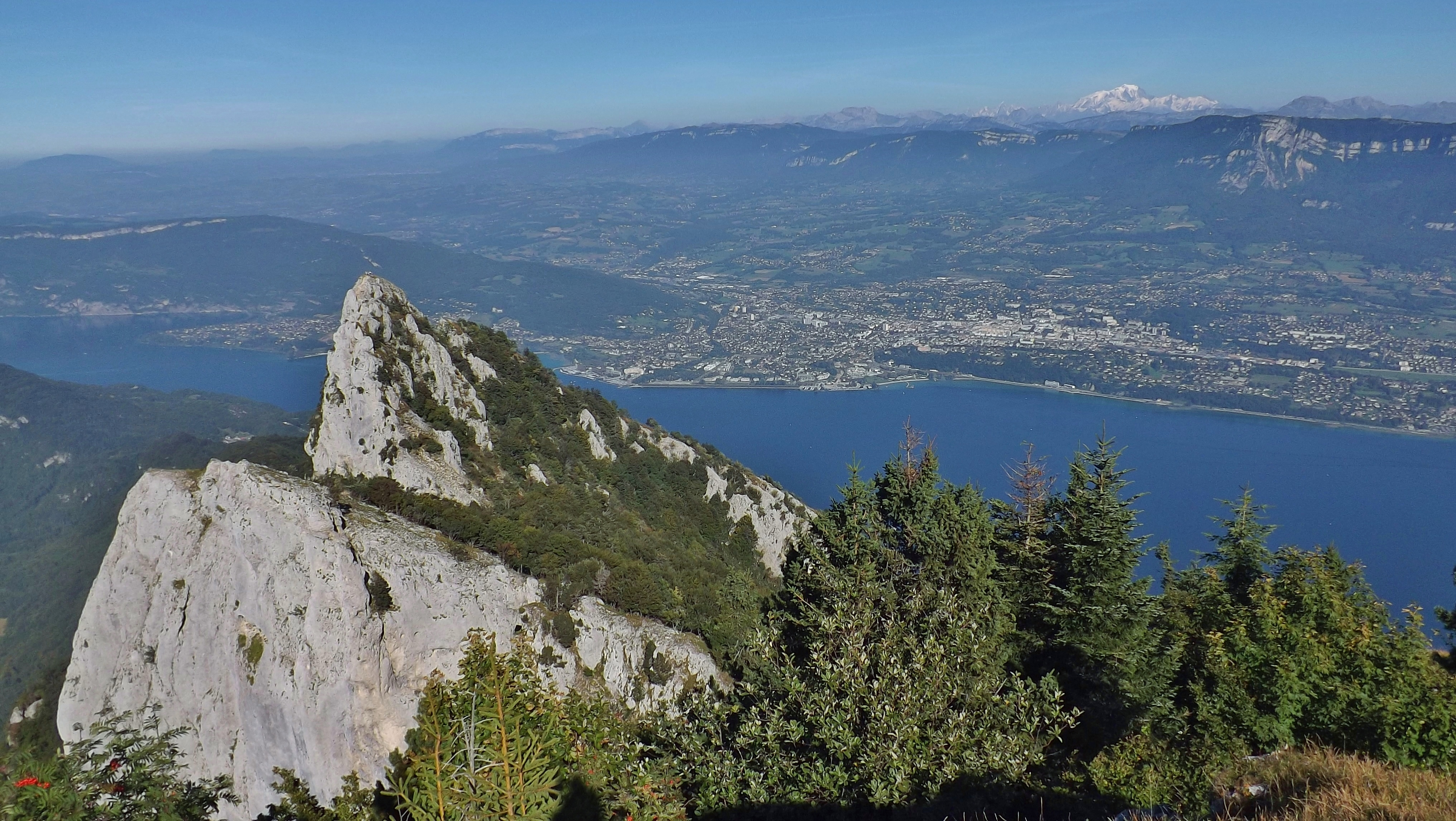
Aix-les-Bains à l'arrière-plan de la Dent du Chat.
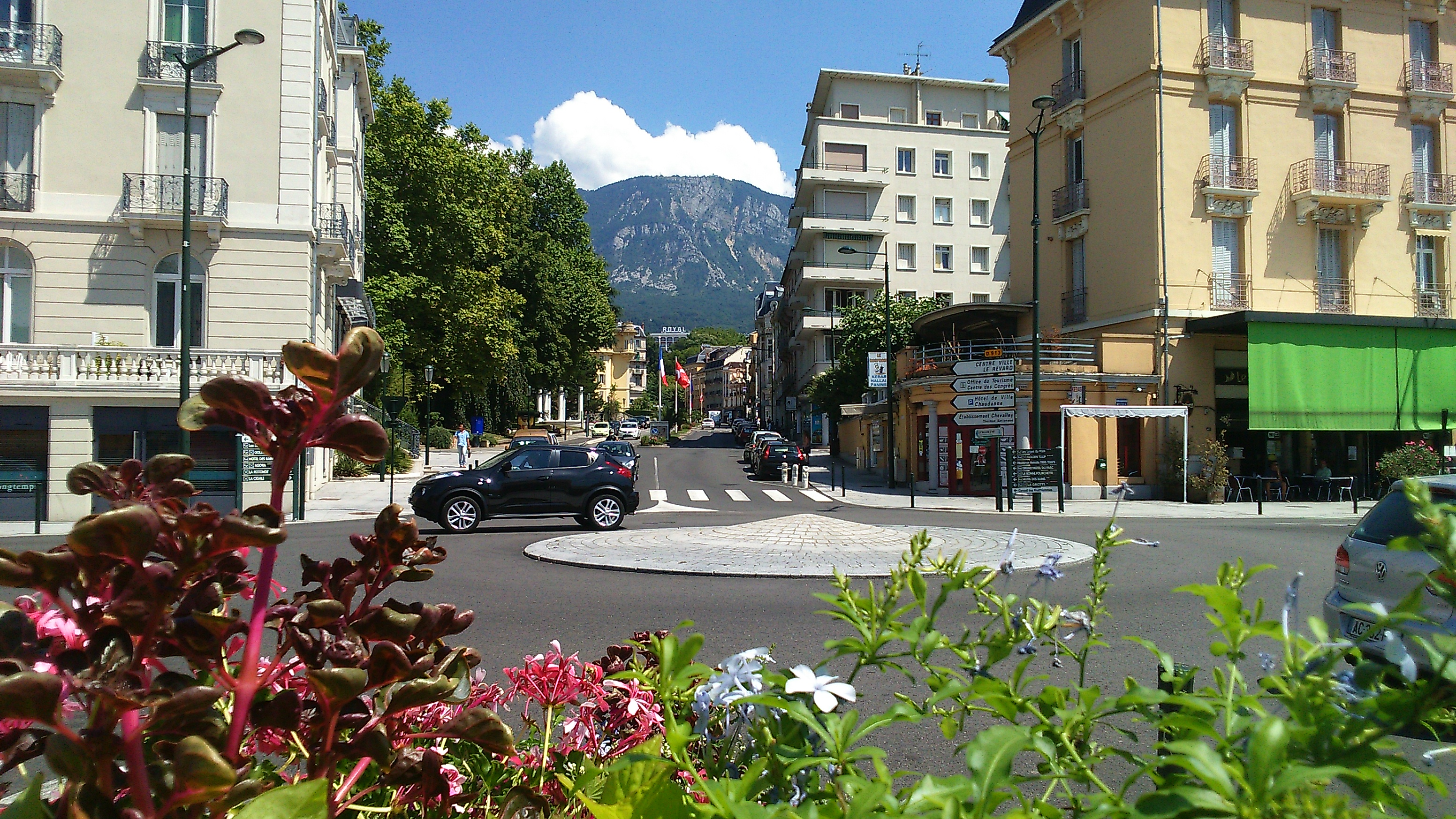
Vue sur le mont Revard depuis le centre d'Aix-les-Bains.
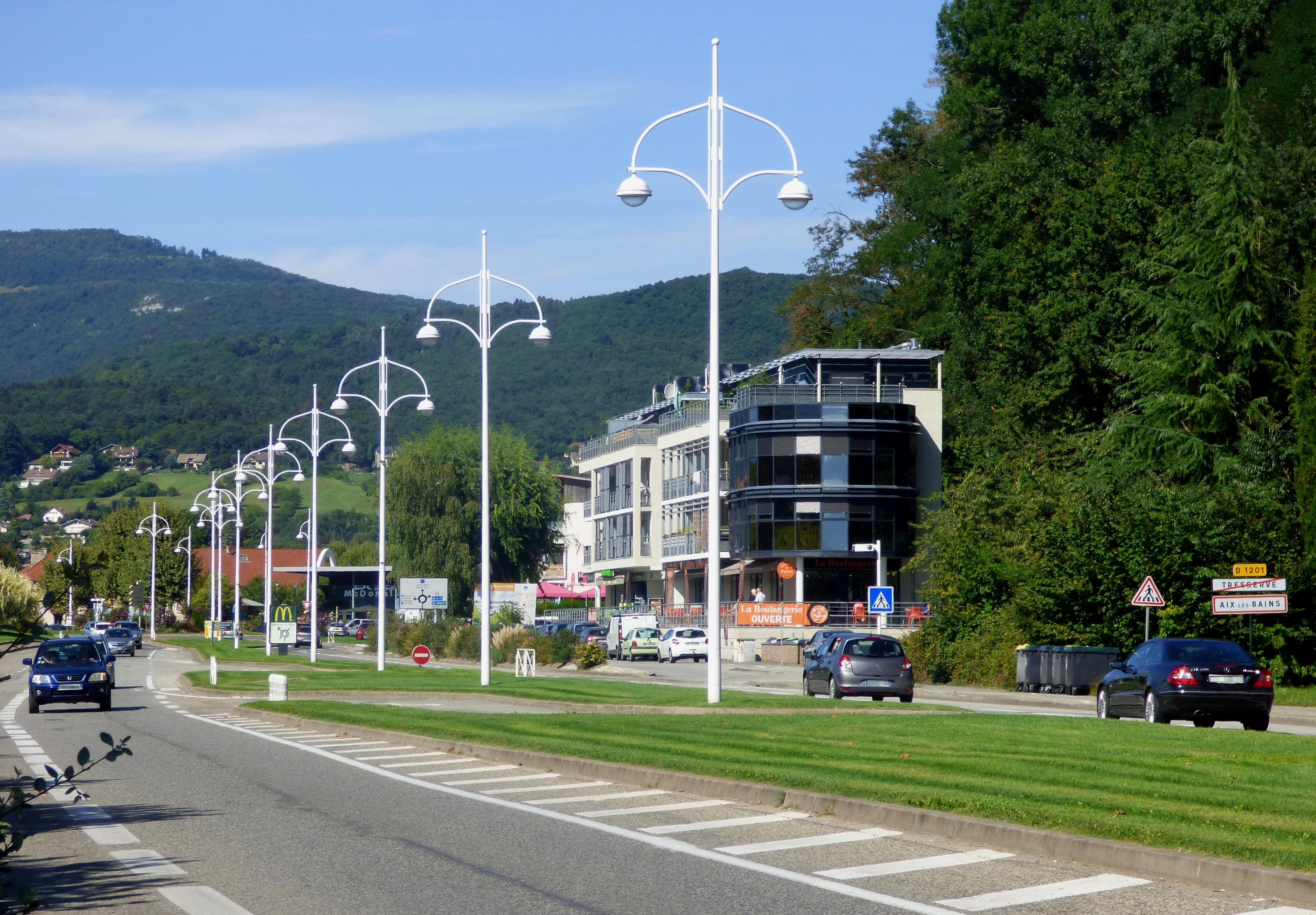
L'entrée sur la ville par les bords du lac du Bourget.

#### Distances des grandes villes françaises
Le tableau ci-dessous présente les distances en kilomètre entre Aix-les-Bains et les dix plus grandes villes françaises.
| Paris  | Marseille | Lyon   | Toulouse | Nice   | Nantes | Strasbourg | Montpellier | Bordeaux | Lille  |
| ------ | --------- | ------ | -------- | ------ | ------ | ---------- | ----------- | -------- | ------ |
| 531 km | 354 km    | 114 km | 557 km   | 379 km | 696 km | 448 km     | 342 km      | 666 km   | 714 km |

### Quartiers

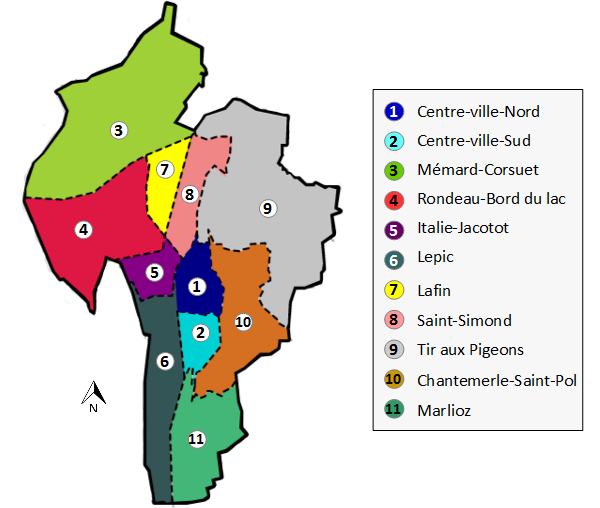
Quartiers administratifs d'Aix-les-Bains.

La ville comprend plusieurs quartiers communément utilisés comme Chantemerle, Boncelin, Sierroz, Liberté, Bords du lac, Marlioz, Lepic, Franklin-Roosevelt et bien d'autres. Ces diverses entités constituaient, jadis, des hameaux relatifs au territoire communal. Saint-Sigismond (Saint-Simond) était même une ancienne commune unie à Aix au début du XVIIIe siècle.

### Géologie et relief

Carte géologique simplifiée d'Aix-les-Bains.
Mairie et limites communales
Hauterivien (n3)
Barrémien inférieur (n4a)
Urgonien (n5-4)
Aquitanien (g3)
Burdigalien supérieur (m1b)
Alluvions modernes (Fz)

Le bassin aixois est situé sur une large dépression qui s'étend entre les communes d'Aix-les-Bains et de Chambéry, soit sur une partie du sillon molassique périalpin. La dépression du bassin est dominée par le chaînon du mont Revard, où une importante faille est présente : le chevauchement frontal des Bauges. Les calcaires crétacés (Hauterivien, Barrémien et Urgonien), n'affleurent plus qu'au nord (vers Grésy-sur-Aix) et au sud-est où ils séparent Aix de Mouxy. Ailleurs, ce sont les terrains miocènes (Aquitanien) qui dominent dans la ville haute à l'est alors que la ville basse, à l'ouest, en bordure du lac du Bourget et dans la vallée terminale du Tillet, est établie sur des alluvions quaternaires.
La superficie de la commune est de 1 262 hectares ; son altitude varie de 224  à   524 mètres.
La commune est traditionnellement divisée en deux, la ville basse qui occupe les berges du lac à l'ouest et la ville haute, où se trouve le centre-ville, surplombant le lac du Bourget. La cité s'est d'abord construite sur les hauteurs afin d'éviter les nombreuses crues du lac avant que celui-ci ne soit régulé notamment par le barrage de la Compagnie nationale du Rhône (CNR) entre le Rhône et le déversoir naturel du lac, le canal de Savières. L'altitude moyenne de la ville est d'environ 320 mètres, alors que la partie basse de celle-ci ne se trouve qu'à 224 mètres, soit au niveau du lac.

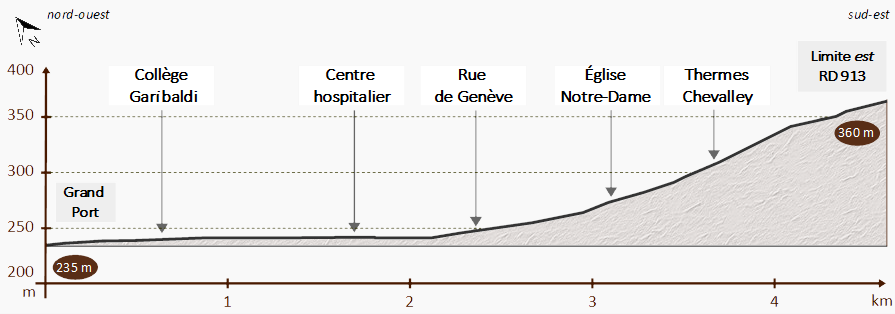
Coupe topographique nord-ouest/sud-est d'Aix-les-Bains.

### Hydrographie

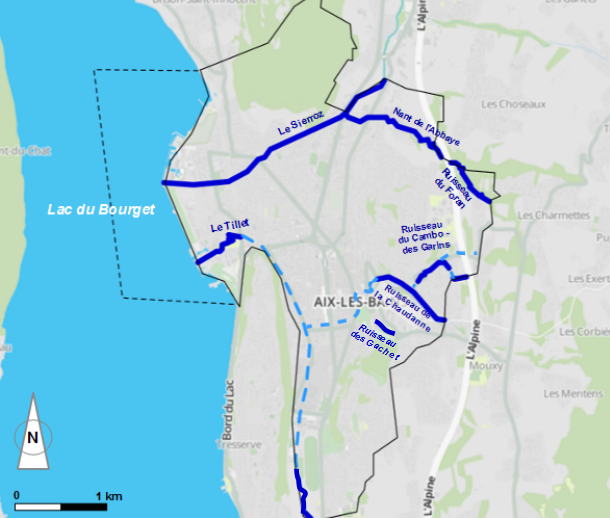
Carte des cours d'eau d'Aix-les-Bains.

Le bassin versant de 588 km2 du lac du Bourget est occupé par la station thermale d’Aix-les-Bains, qui le borde sur sa rive est sur environ 3,45 km,. Le lac est principalement alimenté au sud par les eaux de la Leysse, et, à l'est, par celles du Tillet et du Sierroz, tous deux passant sur le territoire aixois. L'esplanade du Lac est délimitée au nord et au sud par respectivement le « Grand port » et le « Petit port » constituant ainsi le port de plaisance aixois qui est le plus vaste d’eau douce du pays avec plus de 1 500 emplacements pour les plaisanciers du lac, les bateaux trouvant un emplacement estival ou annuel.
D'autres petits cours d'eau traversent également le territoire aixois, principalement visibles en dehors de sa partie très urbanisée : le ruisseau de la Chaudanne, le ruisseau du Cambo-Garins, le ruisseau du Foran, le ruisseau des Gachet, le Nant de l'Abbaye et le Nant des Fougères (en bordure avec Grésy-sur-Aix),.

### Climat
Pour des articles plus généraux, voir Climat d'Auvergne-Rhône-Alpes et Climat de la Savoie.
En 2010, le climat de la commune est de type climat des marges montargnardes, selon une étude du Centre national de la recherche scientifique s'appuyant sur une série de données couvrant la période 1971-2000. En 2020, Météo-France publie une typologie des climats de la France métropolitaine dans laquelle la commune est exposée à un climat de montagne ou de marges de montagne et est dans la région climatique Alpes du nord, caractérisée par une pluviométrie annuelle de 1 200 à 1 500 mm, irrégulièrement répartie en été.
Pour la période 1971-2000, la température annuelle moyenne est de 10,9 °C, avec une amplitude thermique annuelle de 18,7 °C. Le cumul annuel moyen de précipitations est de 1 274 mm, avec 10,1 jours de précipitations en janvier et 8,2 jours en juillet. Pour la période 1991-2020, la température moyenne annuelle observée sur la station météorologique de Météo-France la plus proche, « Trévignin », dans la commune de Trévignin à 4 km à vol d'oiseau, est de 9,8 °C et le cumul annuel moyen de précipitations est de 1 517,3 mm,. Pour l'avenir, les paramètres climatiques de la commune estimés pour 2050 selon différents scénarios d'émission de gaz à effet de serre sont consultables sur un site dédié publié par Météo-France en novembre 2022.
| Mois                                  | jan.           | fév.           | mars            | avril         | mai             | juin           | jui.           | août           | sep.           | oct.            | nov.            | déc.            | année      |
| ------------------------------------- | -------------- | -------------- | --------------- | ------------- | --------------- | -------------- | -------------- | -------------- | -------------- | --------------- | --------------- | --------------- | ---------- |
| Température minimale moyenne (°C)     | −1,7           | −1,5           | 1,5             | 4,3           | 8,2             | 11,9           | 13,9           | 13,7           | 10,2           | 6,8             | 2,1             | −0,9            | 5,7        |
| Température moyenne (°C)              | 1              | 2              | 5,7             | 9             | 13              | 16,9           | 19             | 18,7           | 14,5           | 10,3            | 5,1             | 1,8             | 9,8        |
| Température maximale moyenne (°C)     | 3,8            | 5,4            | 10              | 13,7          | 17,8            | 21,9           | 24,2           | 23,7           | 18,8           | 13,9            | 8,1             | 4,6             | 13,8       |
| Record de froid (°C) date du record   | −12,9 28.01.05 | −17,8 05.02.12 | −15 01.03.05    | −7 08.04.03   | −1,1 15.05.1995 | 2,5 13.06.1998 | 5,5 13.07.1993 | 4,9 31.08.1995 | 0,9 30.09.1995 | −4,8 31.10.1997 | −9,2 27.11.10   | −15,3 20.12.09  | −17,8 2012 |
| Record de chaleur (°C) date du record | 15,2 10.01.15  | 18,1 23.02.20  | 23,2 22.03.1990 | 25,4 21.04.18 | 29,8 24.05.09   | 33,6 27.06.19  | 34,5 31.07.20  | 36,2 13.08.03  | 28,2 14.09.20  | 24 20.10.14     | 19,8 06.11.1997 | 21,5 18.12.1989 | 36,2 2003  |
| Précipitations (mm)                   | 114,7          | 99,7           | 113,5           | 123,3         | 138,5           | 125,7          | 126,7          | 127,7          | 133,4          | 138,9           | 137,1           | 138,1           | 1 517,3    |

#### Relevés de températures annuels
Le tableau ci-dessous montre l'évolution des températures entre 1980 et 2015 à un intervalle régulier de cinq ans sur Aix-les-Bains et ses alentours. On a néanmoins indiqué les relevés de la dernière année achevée, c'est-à-dire 2019, à titre de comparaison.
|                       | 1980 | 1985  | 1990 | 1995 | 2000 | 2005 | 2010  | 2015 | 2019 |
| --------------------- | ---- | ----- | ---- | ---- | ---- | ---- | ----- | ---- | ---- |
| Maximale extrême (°C) | 31,0 | 34,1  | 33,6 | 33,8 | 34,2 | 35,2 | 37,4  | 38,8 | 38   |
| Maximale moyenne (°C) | 14,7 | 15,1  | 16,9 | 16   | 17,1 | 16,3 | 16    | 17,8 | 18,1 |
| Moyenne moyenne (°C)  | 10,3 | 9,9   | 10,8 | 11,1 | 12   | 11,2 | 11    | 12,4 | 12,6 |
| Minimale moyenne (°C) | 6,0  | 5,1   | 6,5  | 6,9  | 6,8  | 6,1  | 6,2   | 7,1  | 7,2  |
| Minimale extrême (°C) | -9,0 | -18,3 | -8,3 | -8   | -9,7 | -12  | -11,4 | -5,5 | -5,6 |

 Graphique de l'évolution des températures moyennes annuelles à Chambéry/Aix (1980-2014) 
Par ailleurs, la température moyenne sur Chambéry/Aix-les-Bains pour la période 1974 - 2018 est de 11,5 °C. Entre 1900 et 2015, selon certains indicateurs du réchauffement des températures dans les Alpes françaises, on peut constater une augmentation d'environ 2,05 °C dans les Alpes du Nord.

#### Plan climat
La communauté d'agglomération Grand Lac a l'obligation d'établir un plan climat-air-énergie territorial (PCAET), sa population étant supérieure à 20 000 habitants. Selon l'article R. 229-51, « le plan climat-air-énergie territorial prévu à l'article L. 229-26 est l'outil opérationnel de coordination de la transition énergétique sur le territoire. Il comprend un diagnostic, une stratégie territoriale, un programme d'actions et un dispositif de suivi et d'évaluation ». Ainsi, six thématiques de travail sont mises en avant : ambitions de l'agglomération, bâtiments économes, évolution des déplacements, soutien des ressources locales, développement de nouvelles énergies et qualité de l'air. Lors de la concertation réalisée entre septembre et octobre 2019, 81 avis ont été recueillis auprès des habitants.

### Paysages
L'intérêt paysager d'Aix et de ses alentours est important : il soulève des enjeux variés au sein d'un milieu naturel à partager avec des dynamiques anthropiques.
Une charte architecturale et paysagère concernant le territoire d’Aix-les-Bains a été réalisée entre 2010 et 2011 par le conseil d'architecture, d'urbanisme et de l'environnement (CAUE) de la Savoie. Elle met en avant différentes unités paysagères autour du lac du Bourget et du massif des Bauges, donc celle concernant l'« agglomération d’Aix-les-Bains ». Il est alors précisé qu'« au sein d’une architecture généralement banalisée, se trouvent de nombreux éléments remarquables, essentiellement dus au luxe et à la modernité de la Belle Époque et des Années folles, sinon au caractère traditionnel d’anciens hameaux ».
Plus largement, le schéma de cohérence territoriale (SCoT) Métropole Savoie (2016) insiste sur le fait que « la sauvegarde de la qualité paysagère de notre territoire est l’un des objectifs fondamentaux du SCOT, ne serait-ce que pour pérenniser son attractivité économique et touristique ». En effet, selon le document, certains paysages qui étaient caractéristiques entre le lac et le mont Revard « ne sont plus qu’un souvenir ».
Pour garantir la protection des paysages existants, la loi littoral permet, par exemple, à l'échelle d'Aix, d'encadrer l'aménagement des côtes du lac. La commune est soumise à cette loi avec comme motif : « commune riveraine d'un lac de plus de 1000 hectares ».

### Milieux naturels et biodiversité

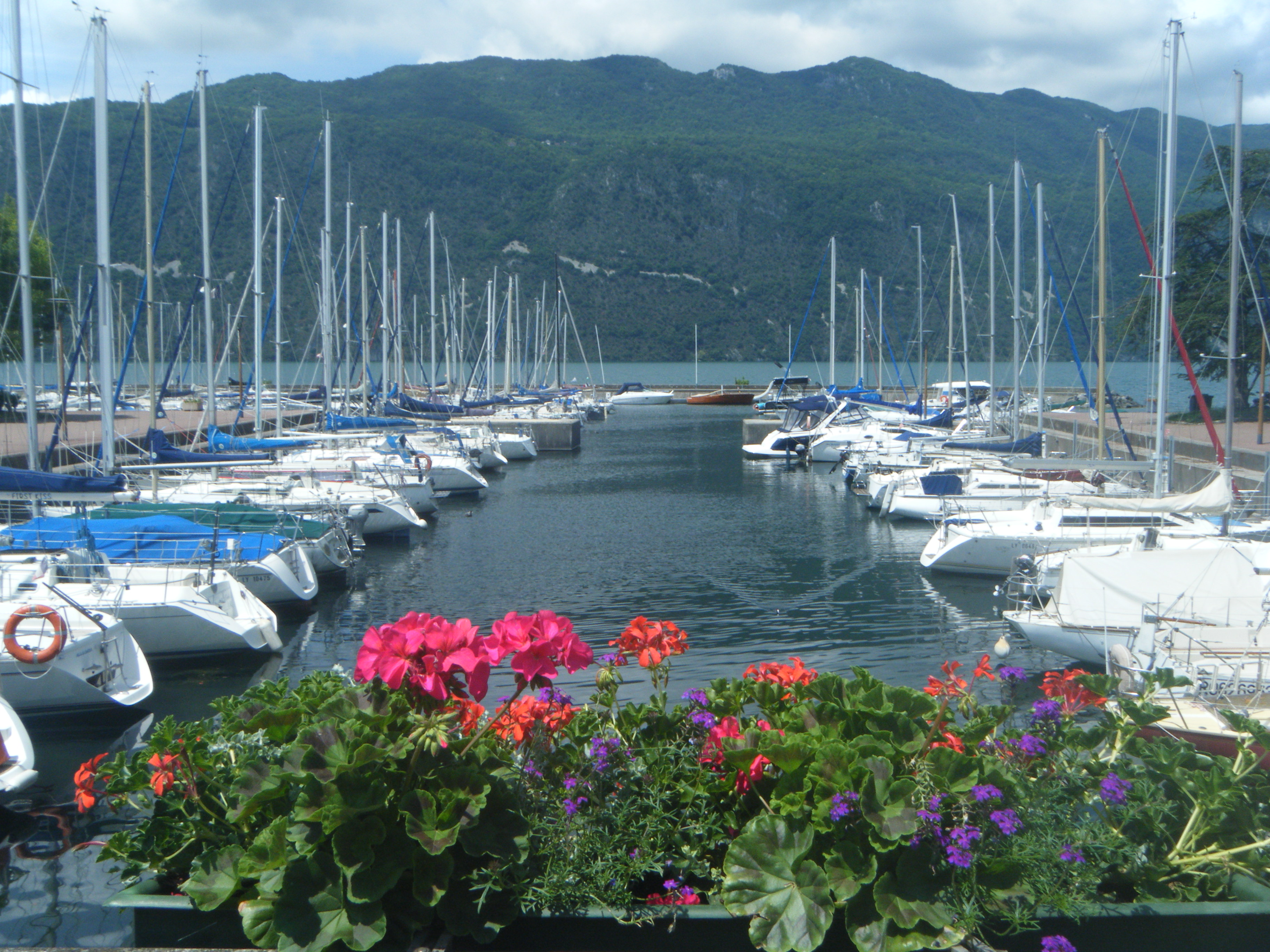
Port d'Aix-les-Bains, le lac et le col du Chat vers l'ouest.

Plusieurs zonages environnementaux concernent plus ou moins partiellement la commune d'Aix-les-Bains.

#### Site inscrit
La partie nord-ouest/ouest du territoire communal d'Aix-les-Bains appartient aussi au site inscrit d'intérêt national « Lac du Bourget et ses abords » créé en 1974. Sont notamment concernés les secteurs des Biâtres, Garibaldi, Puer, Mémard et Corsuet, où les travaux sont soumis à déclaration. Il s'agit en effet d'espaces naturels remarquables et il convient de structurer et de suivre les évolutions en termes d'apparence dans la zone concernée.

#### Site Natura 2000
Aix-les-Bains appartient au site Natura 2000 des « Zones humides et forêts alluviales de l’ensemble du lac du Bourget-Chautagne-Rhône ». Le site est composé du lac du Bourget, du Rhône ainsi que des marais attenants.

#### ZNIEFF
On retrouve quatre zones naturelles d'intérêt écologique, faunistique et floristique sur le territoire communal :
- La zone de type 2 « Ensemble fonctionnel formé par le lac du Bourget » (7 504 ha)[37] :

Cette zone a été mise en place pour la protection du lac du Bourget et de ses abords tant au niveau floristique qu'au niveau faunistique. De plus, l'ensemble présente un grand intérêt paysager, géomorphologique, hydrobiologique et climatique reconnu au niveau national. On peut retrouver dans cette zone le Cornifle nageant (Ceratophyllum demersum) ou la Gesse des marais (Lathyrus palustris). En ce qui concerne l'avifaune, on trouve par exemple la Gorgebleue à miroir (Luscinia svecica) ou la Bouscarle de Cetti (Cettia cetti). L'avifaune hivernante est par ailleurs très présente aux abords du lac. On peut aussi retrouver des espèces variées remarquables au niveau de l'entomofaune. Des mammifères sont aussi implantés comme le Castor d'Europe (Castor fiber L.) ou le Cerf élaphe (Cervus elaphus). Par ailleurs, des poissons propres au lac apparaissent tels l'Omble chevalier ou les truites de lac.
- La zone de type 1 « Baie de Mémard » (21,25 ha)[38] :

Située au nord-ouest de la ville, la baie de Mémard est un refuge majeur pour la faune et la flore aquatique. Grâce à la présence d'une importante roselière aquatique, de nombreuses espèces d'oiseaux passent et s'installent sur le lieu. Certains oiseaux sont très rares dans le département comme la Bouscarle de Cetti (Cettia cetti) ou la Rousserolle turdoïde (Acrocephalus arundinaceus).
- La zone de type 1 « Colonies méridionales des versants de la Chambotte et de la Montagne de Cesseins » (882,13 ha)[39] :

Aix-les-Bains et six autres communes partagent cette zone située principalement sur le nord du bassin aixois. La présence d'un climat exceptionnellement clément et chaud pour le département a favorisé l'installation d'animaux et végétaux originaux pour la Savoie. Le nombre d'espèces remarquables est tellement important que son recensement serait trop long. Des plantes méditerranéennes se retrouvent sur la colline comme le Rouvet Blanc (Osyris alba), la Fumana fausse-bruyère (Fumana ericoides) ou bien le Pistachier térébinthe (Pistacia terebinthus L.). Sur le plan faunistique, on peut citer que le site est fréquenté par le Faucon pèlerin (Falco peregrinus) et le Circaète Jean-le-Blanc (Circaetus gallicus).
- La zone de type 2 « Chaînon de la montagne des Princes, du gros Foug et de la montagne de Cessens » (7 691,35 hectares)[40] :

La ville partage cette zone avec pas moins de vingt autres communes. On précise que « Le zonage de type II souligne les multiples interactions existant au sein de cet ensemble dont les éléments les plus représentatifs en terme[s] d'habitats ou d'espèces remarquables sont retranscrits à travers plusieurs zones de type I (gorges, friches, versants) au fonctionnement fortement interdépendant. ». Ce site présente lui aussi un intérêt important au niveau paysager, géomorphologique et biogéographique. Le territoire abrite des très nombreuses espèces qu'elles soient faunistiques ou floristiques. En effet, on retrouve une abondance d'érables de Montpellier (Acer monspessulanum L.), de fougères Capillaire (Adiantum capillus-veneris) ou bien de Primevère oreille d'ours (Primula auricula) y est présente. On retrouve également côté faune le Hibou grand-duc d'Europe (Bubo bubo), l'Hirondelle de rochers (Ptyonoprogne rupestris) ou le Martinet à ventre blanc (Tachymarptis melba). Le lieu abrite aussi des Chamois (Rupicapra rupicapra).

Quelques spécimens de la flore et de la faune d'Aix-les-Bains.
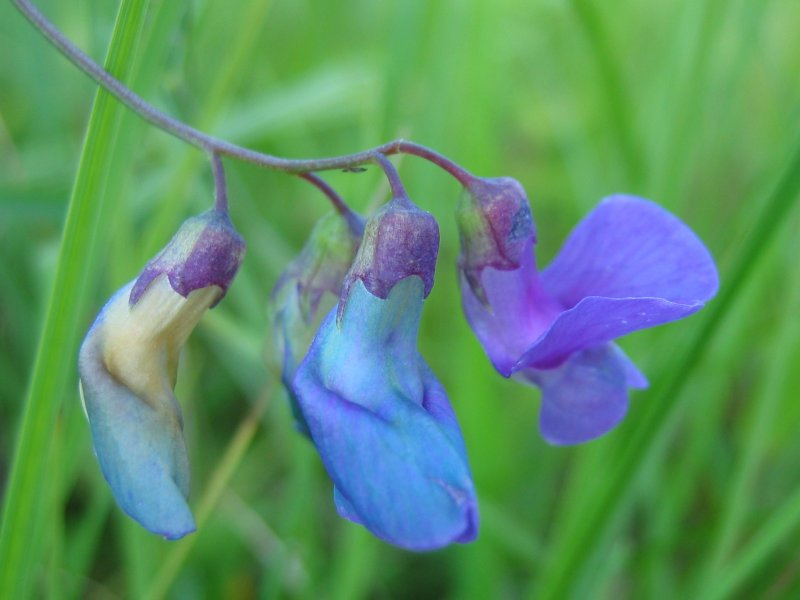
Gesse des marais.
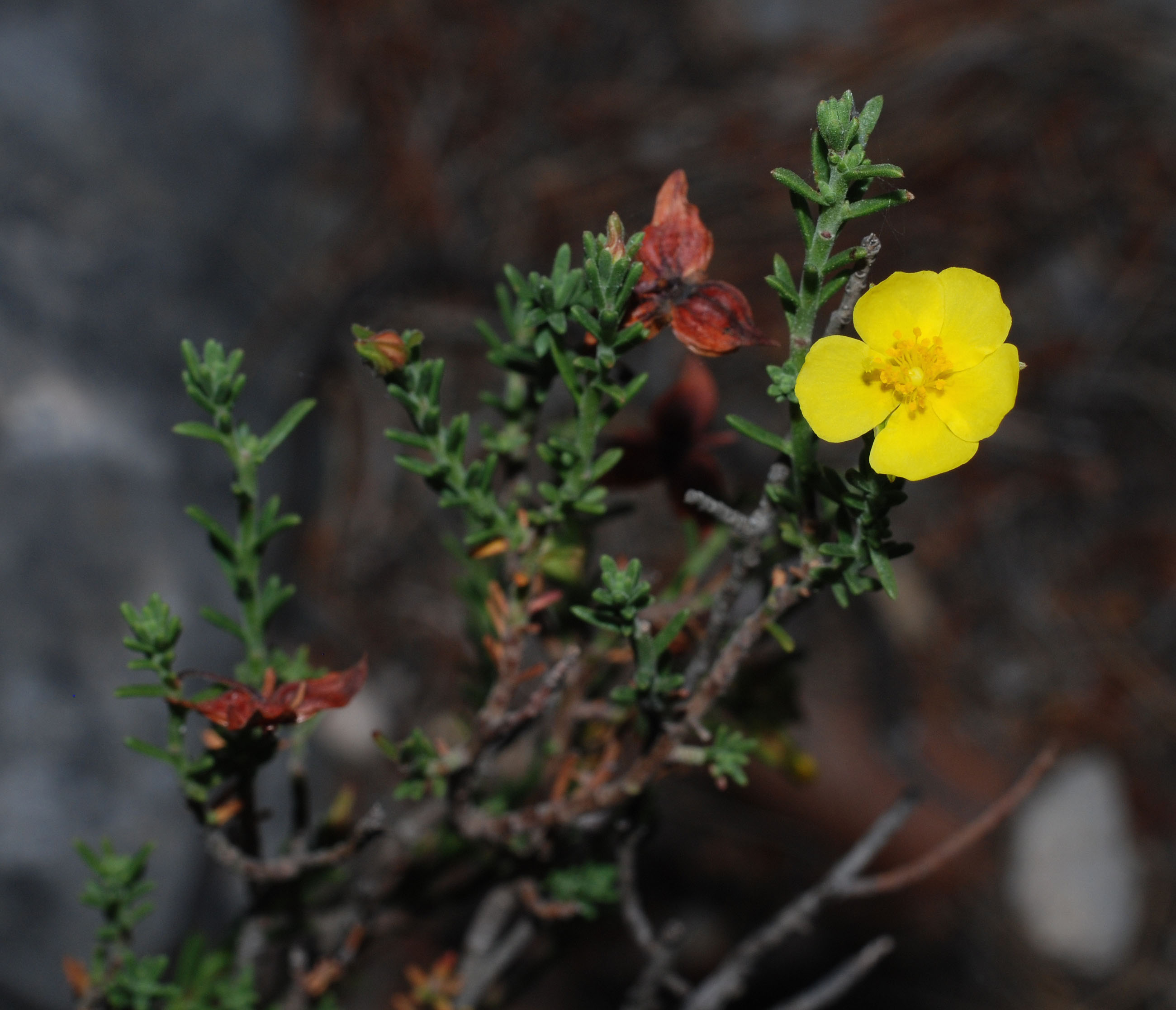
Fumana fausse bruyère.
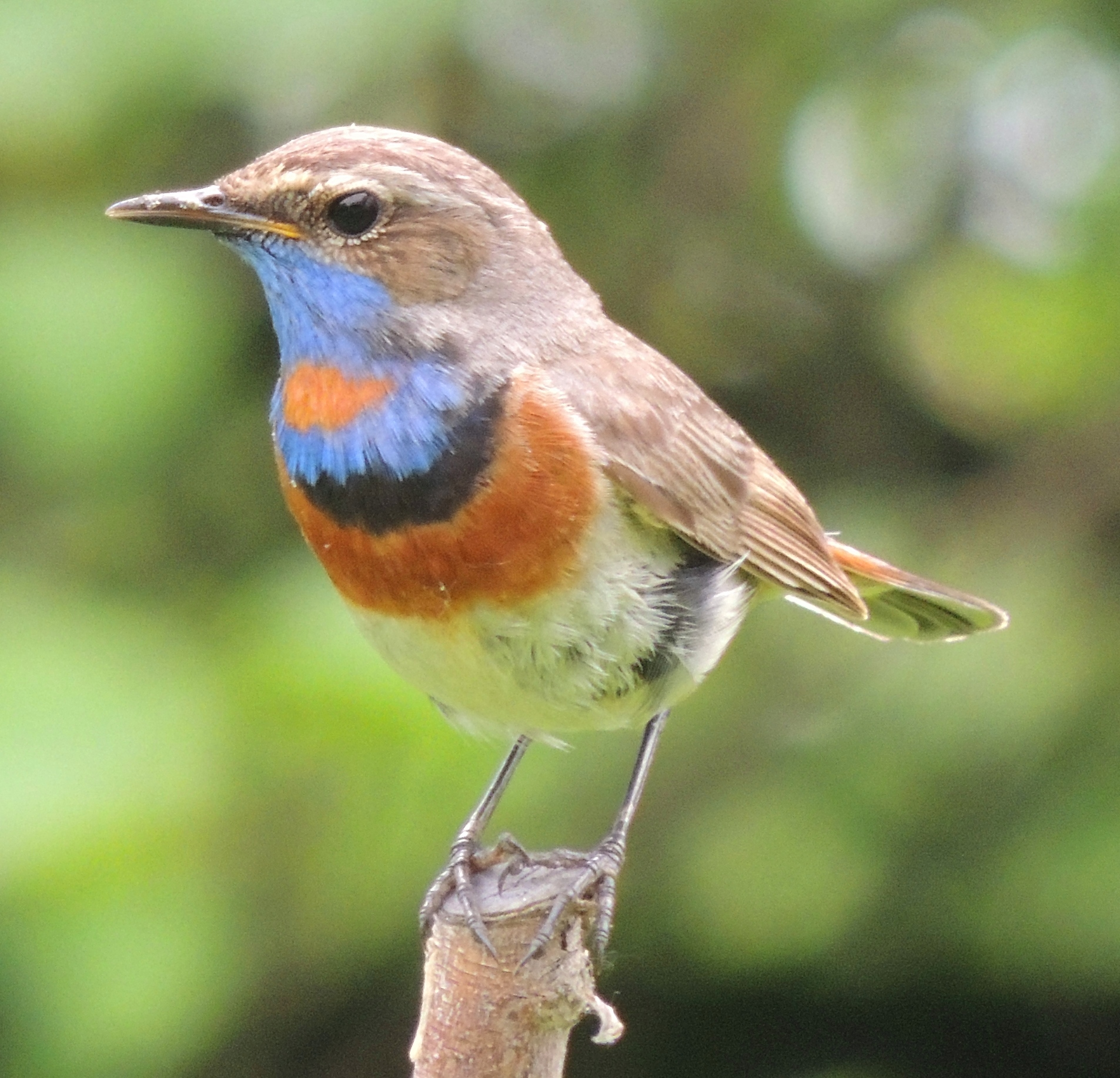
Gorgebleue à miroir.
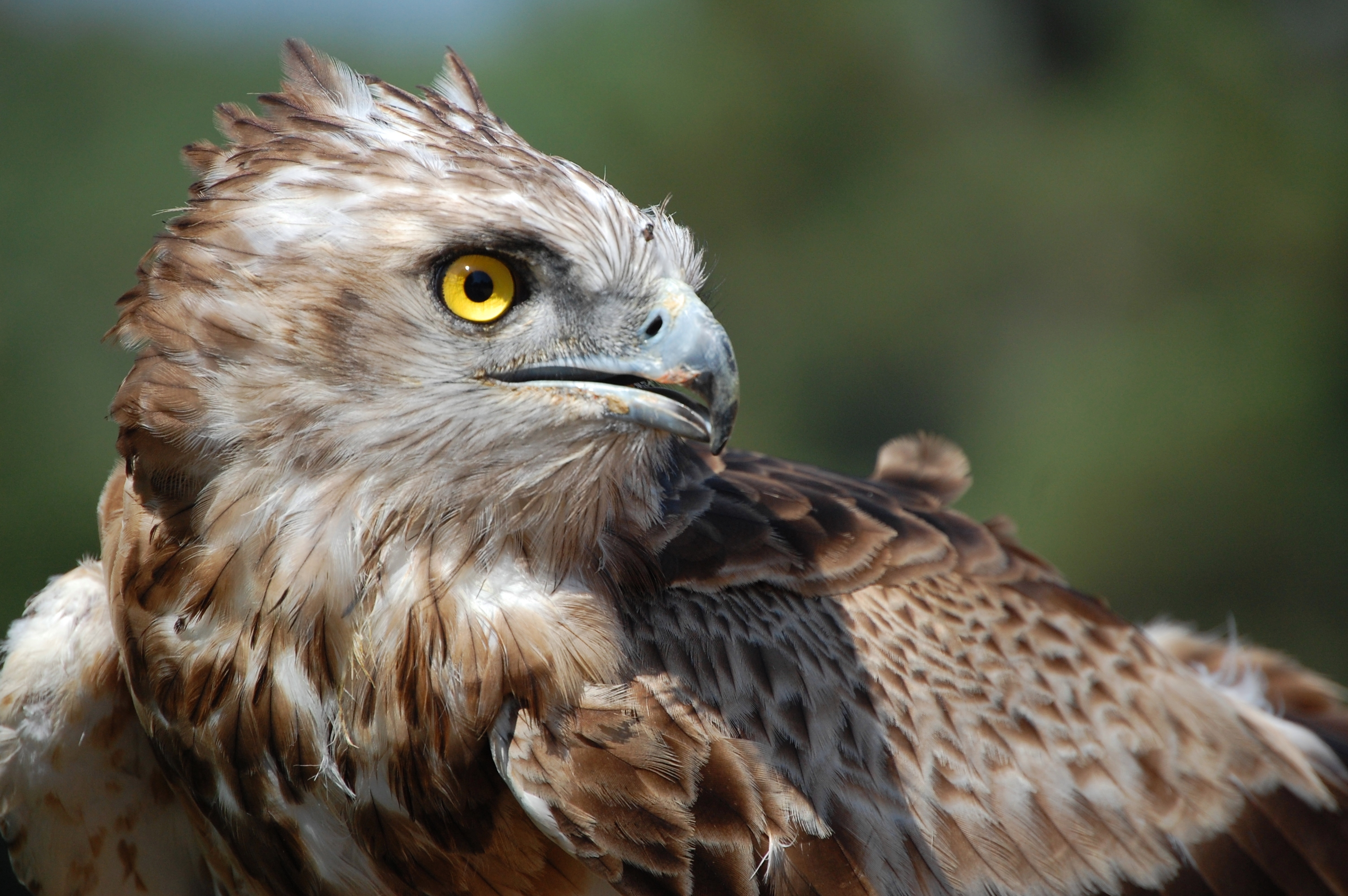
Circaète Jean-le-Blanc.
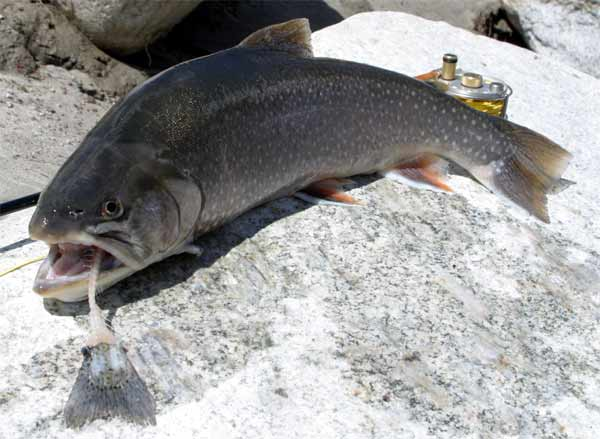
Omble chevalier.

#### Zones humides
Le Conservatoire d'espaces naturels de Savoie définit deux zones humides qui concernent la ville : les roselières aquatiques d'Aix-sud et la zone humide de la baie de Mémard.

## Urbanisme

### Typologie
Aix-les-Bains est une commune urbaine, car elle fait partie des communes denses ou de densité intermédiaire, au sens de la grille communale de densité de l'INSEE,,,.
Elle appartient à l'unité urbaine de Chambéry, une agglomération intradépartementale regroupant 35 communes et 190 279 habitants en 2017, dont elle est ville-centre,.
Par ailleurs la commune fait partie de l'aire d'attraction de Chambéry, dont elle est une commune de la couronne. Cette aire, qui regroupe 115 communes, est catégorisée dans les aires de 200 000 à moins de 700 000 habitants,.
La commune, bordée par un plan d’eau intérieur d’une superficie supérieure à 1 000 hectares, le lac du Bourget, est également une commune littorale au sens de la loi du 3 janvier 1986, dite loi littoral. Des dispositions spécifiques d’urbanisme s’y appliquent dès lors afin de préserver les espaces naturels, les sites, les paysages et l’équilibre écologique du littoral, comme le principe d'inconstructibilité, en dehors des espaces urbanisés, sur la bande littorale des 100 mètres, ou plus si le plan local d’urbanisme le prévoit,.
Selon les zonages d'étude définis par l'INSEE, la ville d'Aix-les-Bains appartient à l'unité urbaine de Chambéry (code 72601), à l'aire urbaine de Chambéry (code 045), à la zone d'emploi de Chambéry (code 8216) et au bassin de vie de Chambéry (code 73065).

### Morphologie urbaine

#### Aménagement et urbanisation

L'urbanisation d'Aix-les-Bains au et.

La ville d'Aix-les-Bains se trouve en grande partie sur ses hauteurs, là où se situent son centre-ville, poumon économique, et ses établissements thermaux (Les thermes nationaux de Chevalley et les Thermes de Marlioz). En effet, l'histoire de la ville a fait d'elle une station thermale. Les Aixois se sont organisés autour de cette activité qui fut initiée par les Romains. La partie basse de la ville, se trouvant sur les rives du lac, était délaissée en raison des risques d'inondation. Les terres étaient cultivées et on y trouvait des piscicultures. L'activité économique étant principalement sur la partie haute, la morphologie urbaine s'y est adaptée. Celle-ci a dû prendre en compte la desserte des lieux de vie (hippodrome, casino, thermes, palaces, gare, hôpital, golf…) et la géographie des lieux.
Avec l'expansion urbaine et l'accroissement démographique, Aix-les-Bains s'étend sans cesse un peu plus tout comme les communes voisines. Dès la fin du 19e siècle, les espaces ruraux, voire agricoles, disparaissent progressivement, pour, au 21e siècle, ne concerner qu'une infime partie du territoire communal. Peu à peu, on ne parle plus de la ville d'Aix-les-Bains en tant que telle, mais du bassin aixois englobant, sur le plan urbain, les communes proches de Tresserve, Grésy-sur-Aix, Mouxy, Méry, Drumettaz-Clarafond, Sonnaz ainsi que d'autres communes. Ce phénomène vaut également pour Chambéry, qui se situe plus au sud d'Aix-les-Bains et où l'on parle de bassin chambérien. La morphologie urbaine de ces deux bassins locaux tend à les rapprocher inexorablement pour n'en former plus qu'un. Afin de concilier le développement urbain des bassins aixois et chambérien, le syndicat mixte Métropole Savoie a été mis en place pour couvrir 95 communes. Il a pour mission de suivre le schéma de cohérence territoriale (SCoT) de la Combe de Savoie, de Chambéry et du lac du Bourget.

#### Occupation des sols
| Occupation de l'espace communal en 2012 | Surface |
| --------------------------------------- | ------- |
| Territoires artificialisés              | 67,7 %  |
| Surfaces en eau                         | 19,0 %  |
| Forêts et milieux semi-naturels         | 9,5 %   |
| Territoires agricoles                   | 3,9 %   |
| Zones humides                           | 0 %     |

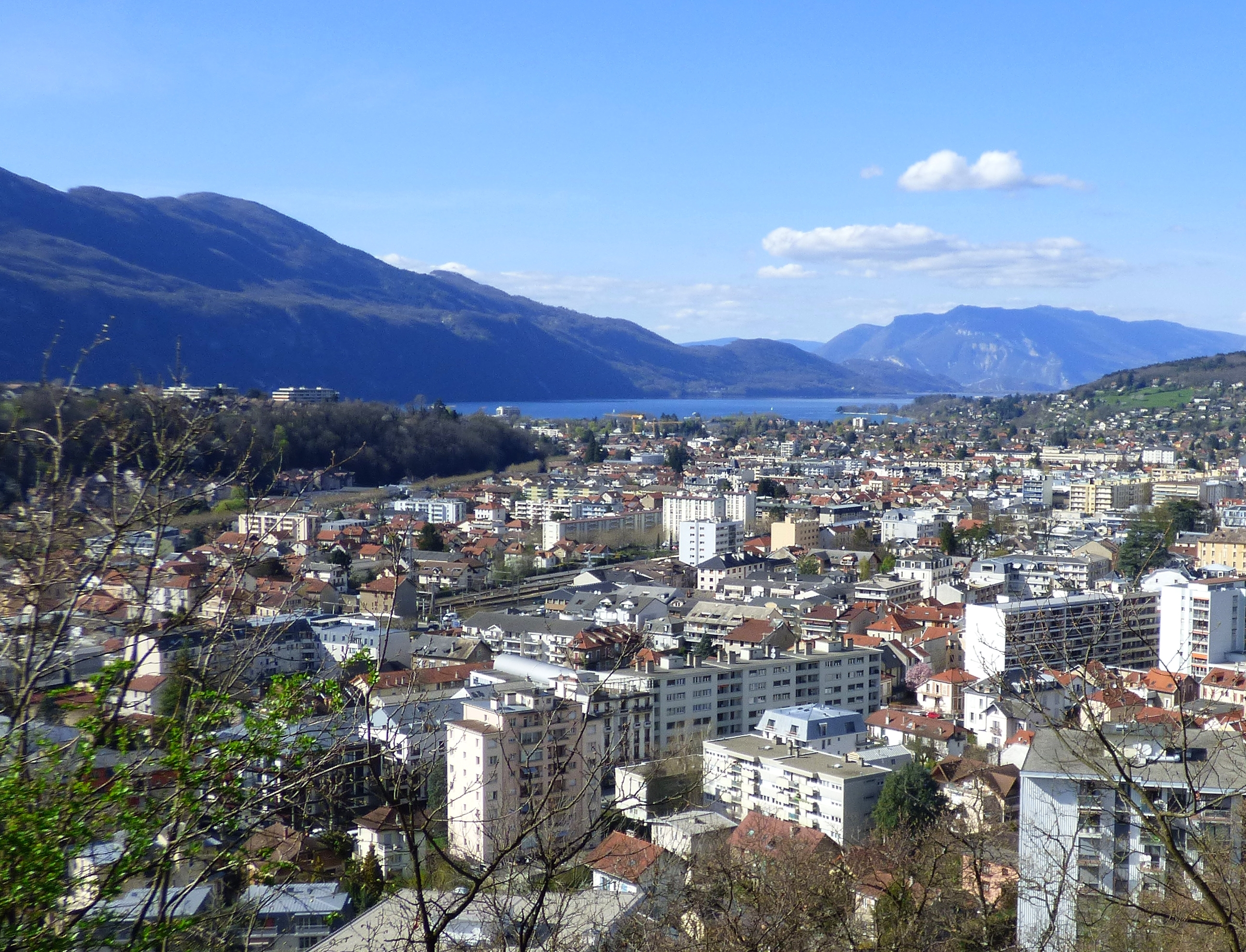
L'urbanisation de la ville d'Aix-les-Bains très visible depuis le bois Vidal.
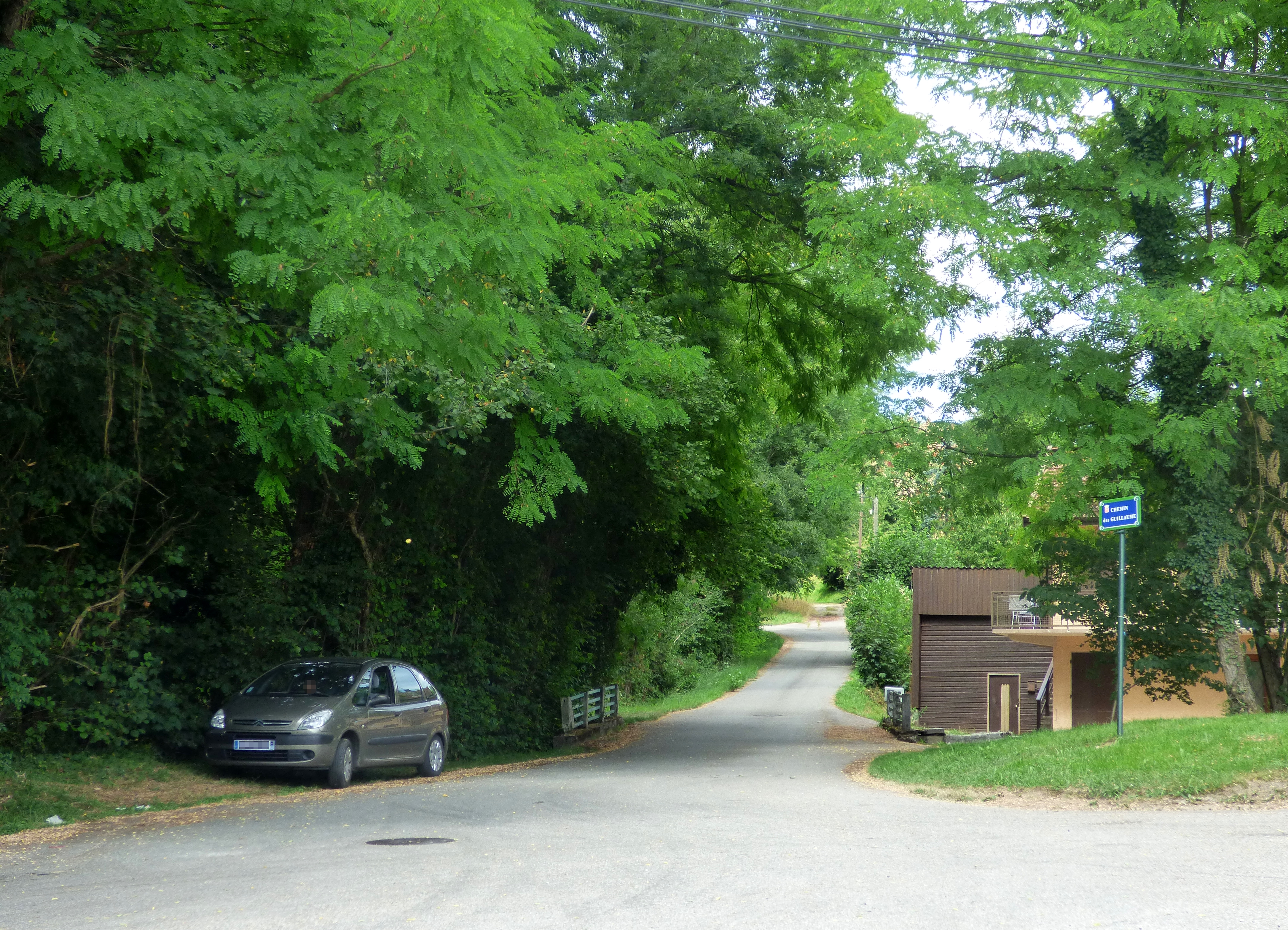
Des zones peu urbanisées sur les hauteurs de la ville.
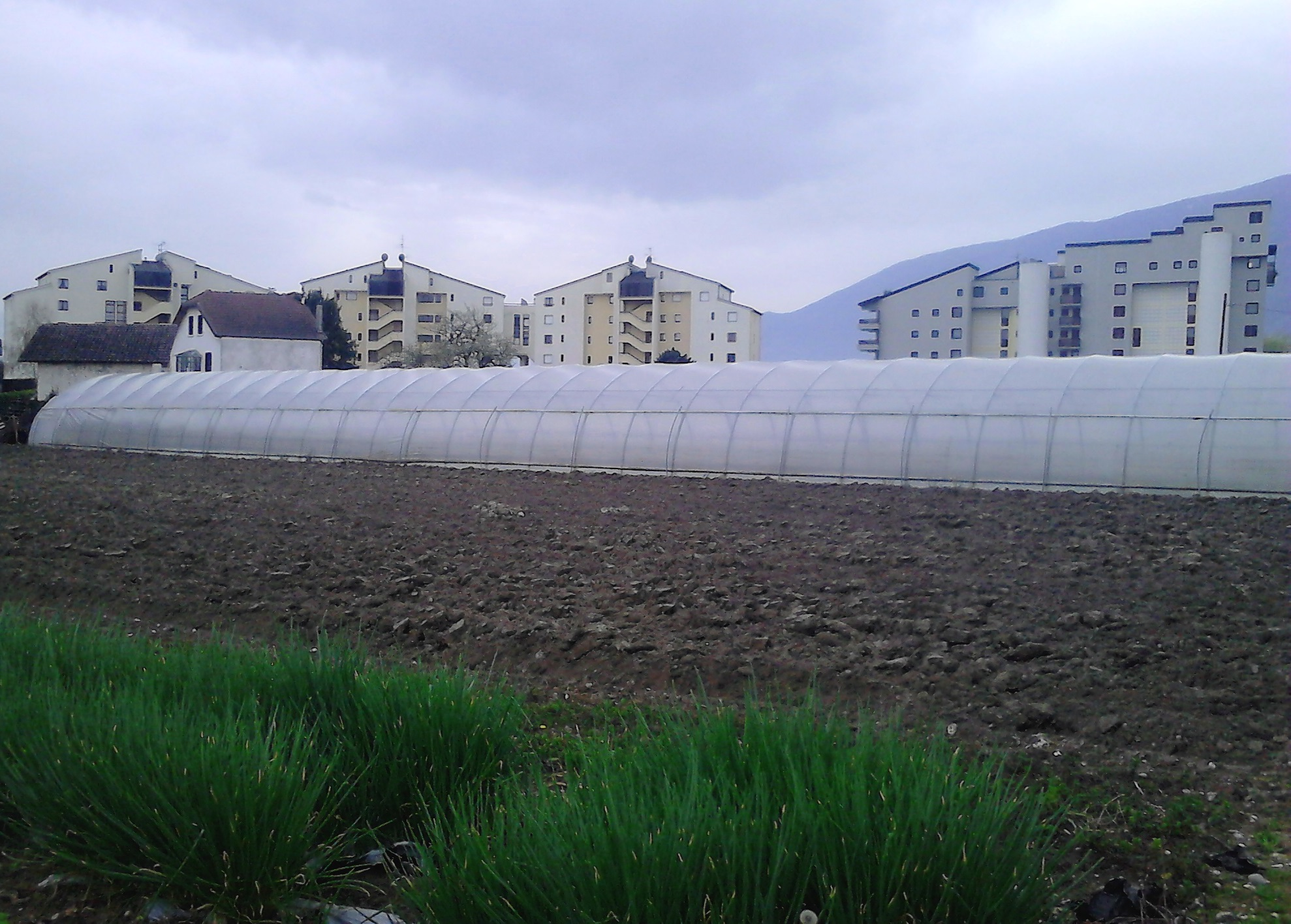
Un espace agricole à proximité du lac.

### Logement

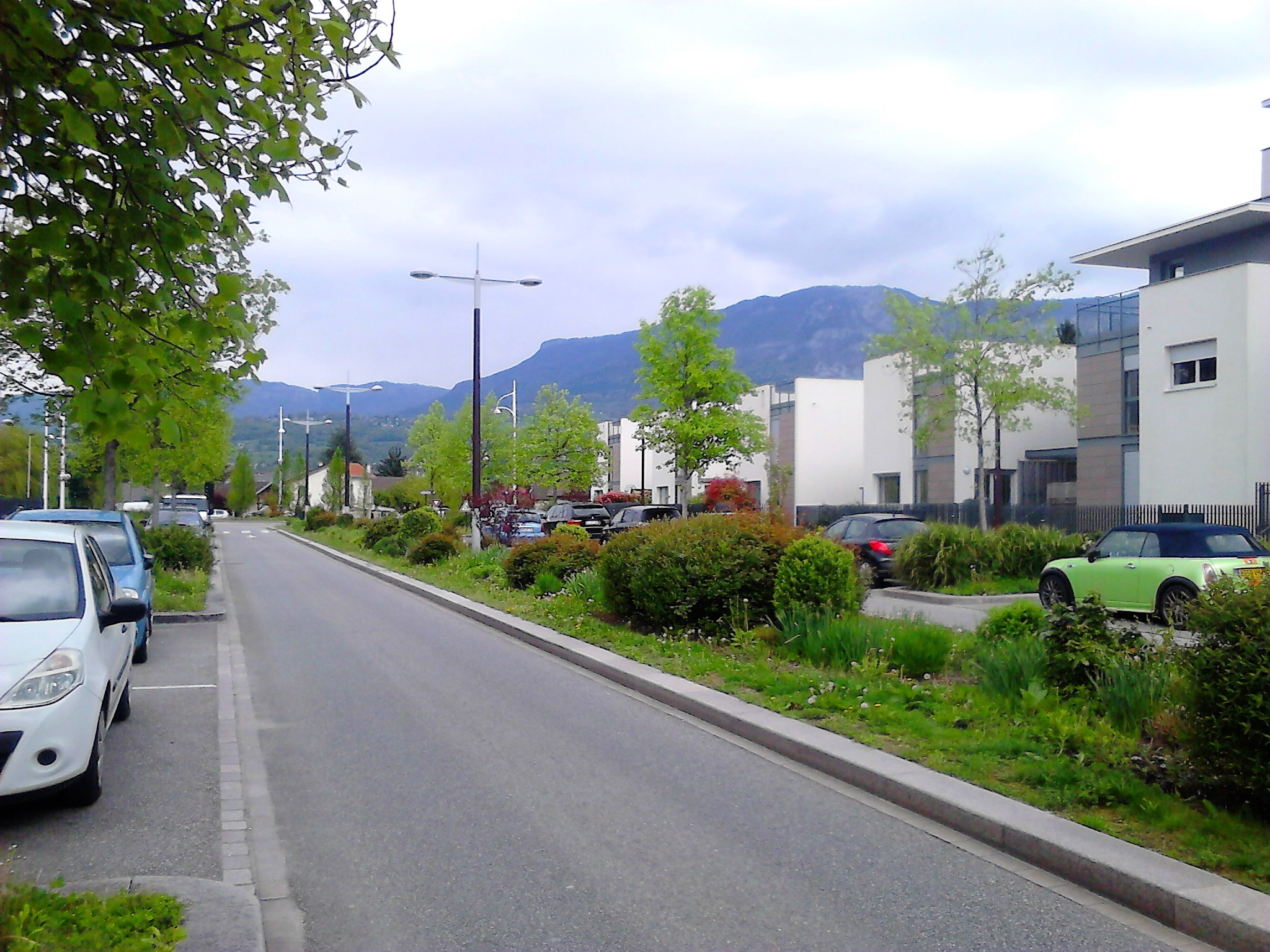
Un nouveau quartier résidentiel près des bords du lac.

En 2018, la demande de logements est supérieure à l'offre dans le bassin aixois. Le prix moyen du mètre carré à l'achat s'élève aux alentours des 2 500 € pour l'ancien et 4 000 € pour le neuf.
Aix-les-Bains compte 19 743 logements selon les dernières données INSEE de 2014 (+8,5 % par rapport à 2009). Les constructions les plus récentes (postérieures à 1990) représentent, en 2014, environ le quart du total des résidences principales (25,2 %). A contrario, environ une résidence principale sur cinq est antérieure à 1946 (19,8 %). Par ailleurs, la majorité des habitations possède au moins trois pièces. 76,6 % des logements sont des résidences principales. Les maisons individuelles représentent 22,7 % des habitations tandis que les appartements en représentent 75,8 %. 51,4 % des habitants sont propriétaires de leur logement pour 46,7 % de locataires.
D'anciennes maisons ou villas sont recensées dans l'inventaire régional pour leur architecture, souvent caractéristique de la Belle Époque, par exemple dans le quartier Chantemerle-Saint-Pol.

#### Logement social
La ville d'Aix-les-Bains comptabilise environ 20 % de logements sociaux au début de l'année 2018. La loi fixant à 25 % le nombre de logements sociaux actifs pour le territoire, la commune doit donc en construire environ 1 000 supplémentaires avant 2025.

#### Réactions liées aux constructions
Classée de type « urbain » par l'INSEE, la ville est désormais urbanisée dans sa quasi-totalité. En mars 2018, le conseil municipal organise une réunion inédite sur le thème de l'urbanisme, à la suite de nombreuses interrogations soulevées par la population et appuyées par quelques pétitions. Le maire Dominique Dord, dans la lettre municipale no 50 du même mois, précise que l'urbanisation ne peut pas ralentir dans le contexte actuel. « Les questions d’urbanisme […] cachent de vraies inquiétudes et certaines incompréhensions » comme celles des logements sociaux, où il est nécessaire de « relativiser cette crainte ». « La « Belle endormie » [Aix-les-Bains], telle
qu’elle était appelée par le passé, s’est réveillée ! » selon l'élu.

### Projets d'aménagement
On recense quelques projets d'aménagement sur la ville.

#### Extension de la zone d'activités de l'Échangeur

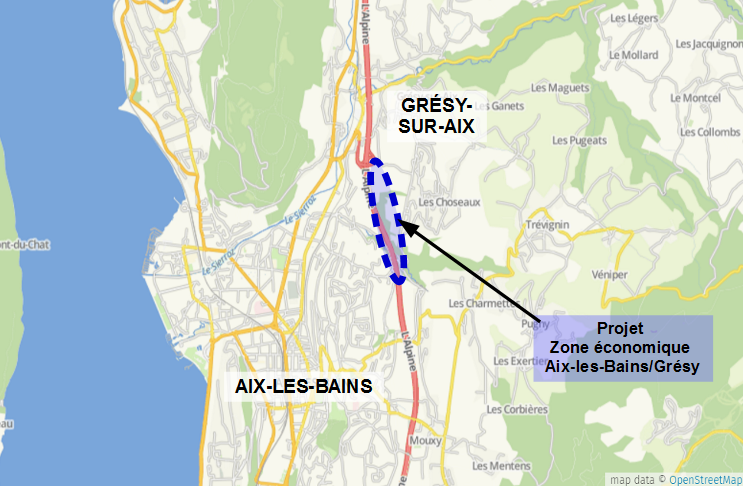
Situation de la future zone économique entre Aix-les-Bains et Grésy-sur-Aix.

Fin janvier 2016, des études techniques menées par Grand Lac ont mis en avant la création imminente d'ici à quelques années d'une nouvelle zone industrielle à l'extrême nord-est de la ville et sur le sud de Grésy-sur-Aix. Cette zone, dans le prolongement de la Zone d’activités de l’Échangeur, s'étendra sur une quinzaine d'hectares pour un coût total d'environ 10 000 000 d'euros. L'espace industriel s'étirera de l'actuelle zone située à proximité de l’échangeur autoroutier d'Aix nord, sur Grésy, pour arriver jusqu'au niveau du refuge animalier des Amis des Bêtes, sur Aix-les-Bains, en longeant l'autoroute A41. Selon L'Essor Savoyard, « Environ 60 % de la zone se trouveront sur le territoire de Grésy-sur-Aix, les 40 % restants étant à Aix-les-Bains ». Cette extension permet, dans le même temps, de créer une nouvelle voirie de quelques kilomètres entre Grésy et la zone des Combaruches, permettant notamment la fin des nuisances occasionnées par le transit de camions près de Saint-Simond. Les travaux débutent en fin d'année 2018 avec l'élargissement d'un tunnel, puis des déboisements et la création de deux giratoires en 2019. Par ailleurs, un projet de réaménagement du bas du chemin de la Baye (suppression du giratoire notamment) est parallèlement lancé en cette même année, afin de supprimer complètement l'accès aux camions.

#### Thermes nationaux
Depuis déjà plusieurs années, le maire Dominique Dord fait part d'un projet de restructuration et de restauration totale d'un bâtiment inscrit monument historique, racheté par la ville en mars 2012 à l'État. Il s'agit des anciens thermes nationaux implantés en face de l'hôtel de ville et de la place Maurice Mollard, sur une surface d'environ 50 000 m2, qui deviennent de plus en plus délabrés et qui ne sont qu'en partie occupés. Quelques projets sont dès lors proposés, mais rapidement rejetés, comme celui du groupe Patriarche & Co en 2013. En 2015, la municipalité annonce de nouvelles possibilités d'aménagement du lieu, avec un projet mené par Vinci ; ce dernier ne sera cependant pas retenu. Néanmoins, dès les premiers mois de l'année 2016, le groupe Bouygues, accompagné par la Société d’Aménagement de la Savoie (SAS), dévoile un nouveau projet avec une maquette. Ce dernier sujet semble davantage retenir l'attention de la municipalité bien qu'il crée polémique chez les habitants et commerçants locaux avec notamment la création de deux tours d'environ 100 logements sur le toit du bâtiment et l'aménagement d'une galerie commerciale,,. La vente du projet des anciens Thermes au groupe Bouygues est approuvée par la majorité du conseil municipal réuni le 30 juin 2016. Le maire est donc autorisé à signer une promesse de vente en deux axes (aile sud et le reste du bâtiment) et les actes de vente concernant les prix fixés. Au printemps 2017, le projet est ralenti. En effet, un accord, non trouvé, autour du prix de vente entre le groupe porteur du projet Bouygues, SAS et l'école privée « Peyreffite esthétique » installée à l'intérieur du site, perturbe le bon avancement du projet, tout comme le refus de l'école de déménager dans l'aile extrême-sud du bâtiment (ancienne piscine). De plus, l'architecte, porteur du projet, a démissionné. En 2018, le projet s'accélère avec l'organisation d'un conseil municipal spécifique à ce sujet en avril. À l'issue de ce dernier, le bâtiment est vendu à Bouygues immobilier (et la Société d’aménagement de la Savoie), contre une somme de 1,2 million d’euros. Tous les occupants doivent ainsi quitter les lieux avant le 30 juin 2020. L'opération de désamiantage, estimée à 2,5 millions d'euros, sera financée par la ville qui annonce lancer incessamment un concours d'architectes.
En 2019, le maire Renaud Berreti lance une consultation publique avec la mise en place d'un vote. Le projet écoresponsable de l'architecte Vincent Callebaut est retenu. Malgré des pétitions lancées par certains administrés, la livraison du nouveau bâtiment, comprenant espaces résidentiels, commerciaux et de services, est espérée vers 2025.

### Voies de communication et transport

#### Voies routières

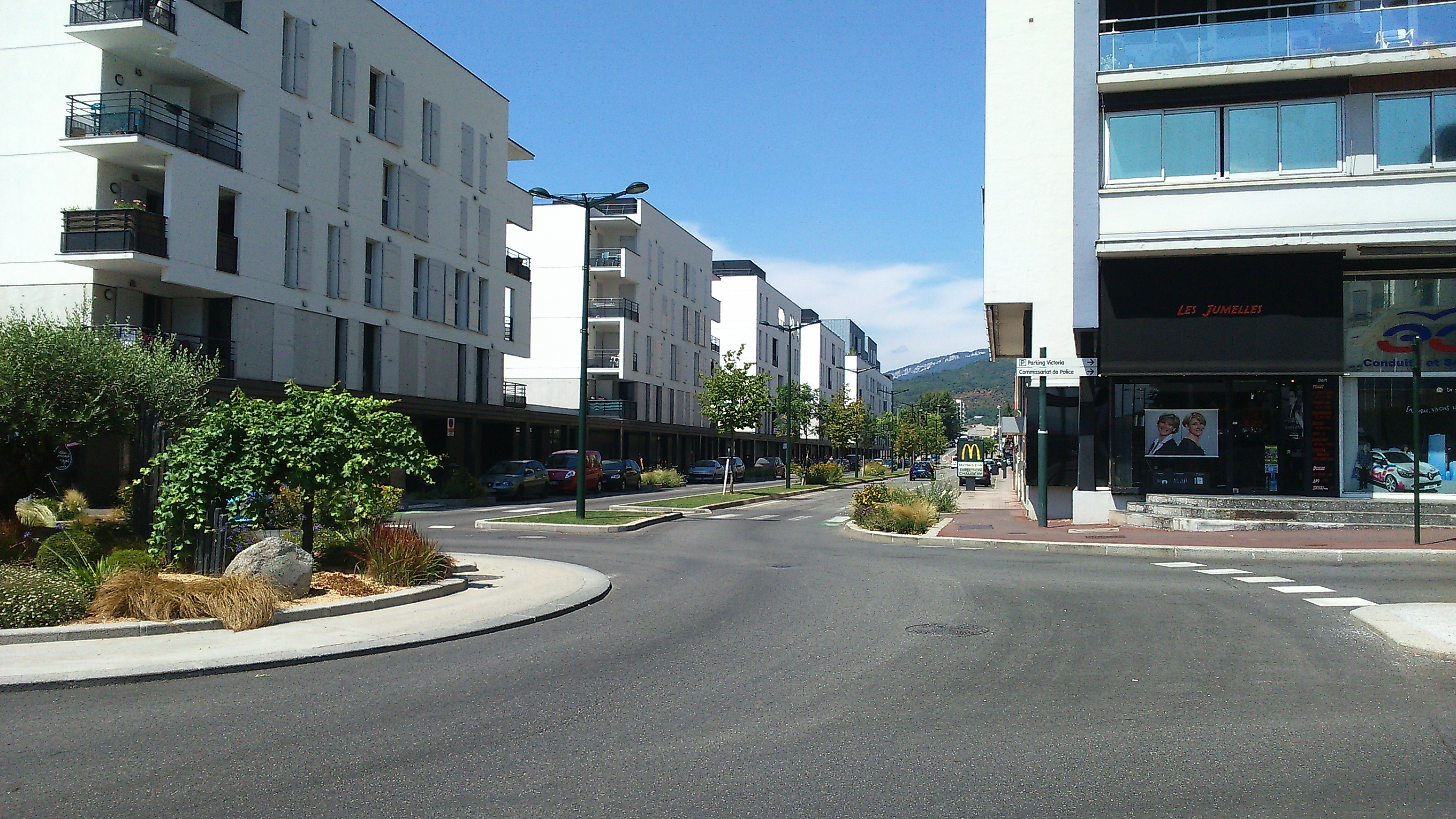
La route départementale 991 qui traverse la ville.

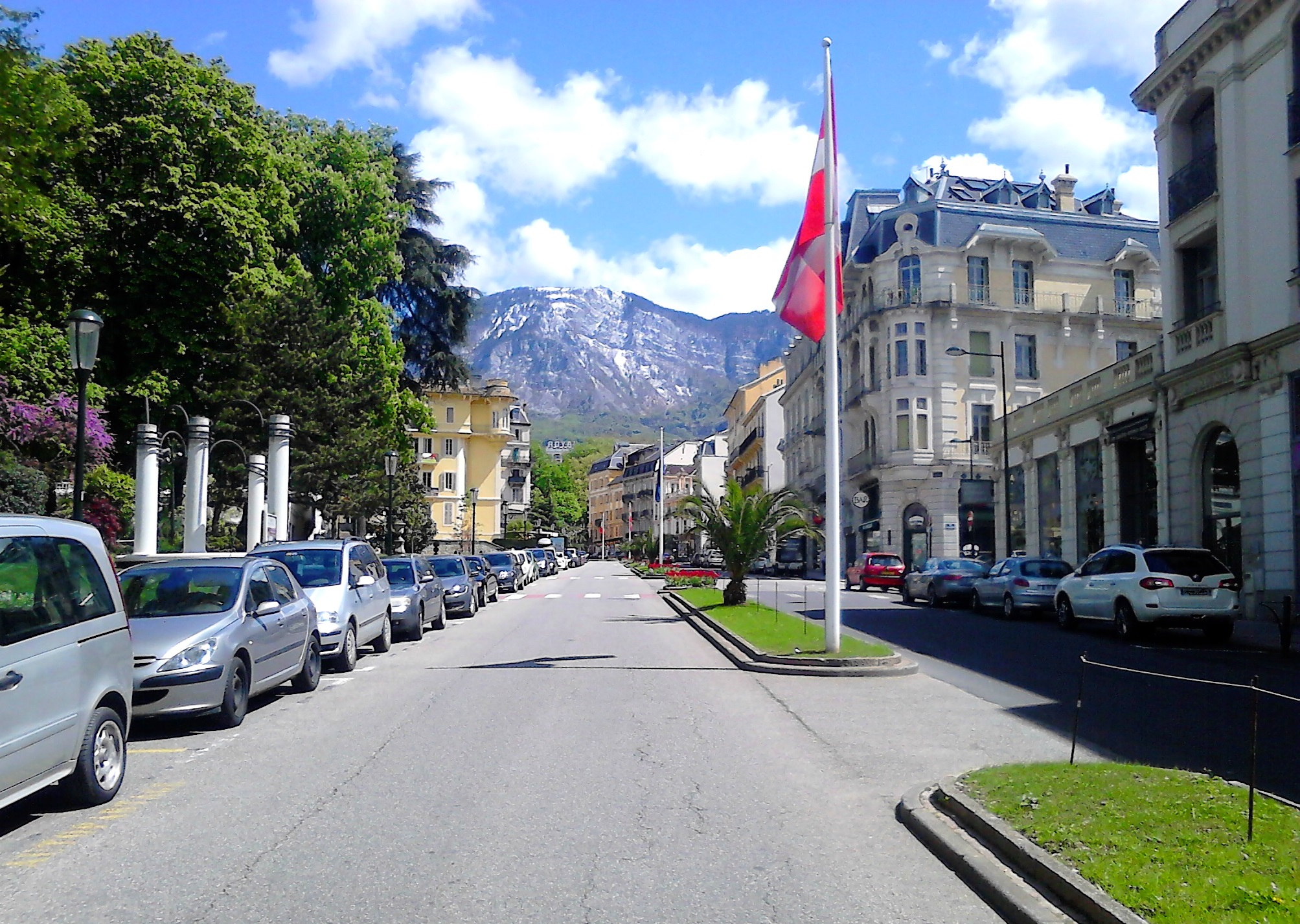
Avenue Charles de Gaulle, au fond le mont Revard.

Aix-les-Bains se situe sur l'axe majeur de communication entre Chambéry et Annecy. La branche nord de l'autoroute A41 passe à l'est de la ville, permettant un accès direct à Annecy puis plus loin par la continuité de l'A40, à la ville de Genève. Deux sorties (13 et 14) desservent la commune, l'une au sud, l'autre au nord.
Sur le réseau secondaire, la route départementale 991 traverse Aix-les-Bains et rejoint Viviers-du-Lac et Chambéry au sud. À l'ouest, la route départementale 1201 longe, en direction du sud-ouest, le lac du Bourget pour rejoindre la commune du Bourget-du-Lac et au centre la route départementale 991.

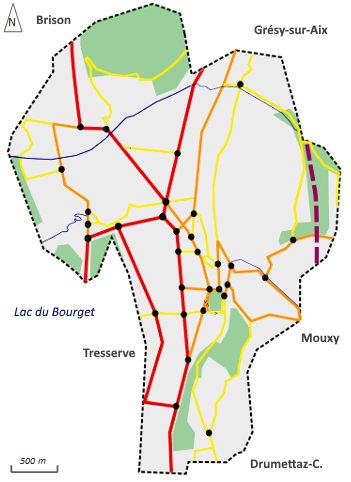
Carte du réseau routier principal d'Aix-les-Bains.
Autoroute
Axe principal
Axe secondaire
Axe tertiaire

Aix-les-Bains comprend 130 kilomètres de chaussées et 180 kilomètres de trottoirs. Outre les avenues, la ville compte plusieurs grands boulevards : on peut citer, par exemple, le boulevard Lepic, le boulevard de Russie, le boulevard du Docteur-Jean-Charcot, le boulevard du Président Wilson ou bien le boulevard Franklin Roosevelt. Ces boulevards sont larges et ouverts, contrairement aux rues du centre-ville qui sont plus étroites et aux autres axes qui sont soit plus tourmentés en raison de la proximité du massif des Bauges et de ses montées sinueuses, soit plus anarchiques car répondant à des exigences du moment sans prise en compte globale du tissu urbain.
En centre-ville, la voiture est l'un des moyens de transport privilégié des Aixois, malgré les efforts déployés par l'association Roue Libre chargée du développement du cyclisme urbain. En moyenne, près de 25 000 véhicules circulent quotidiennement sur Aix-les-Bains. En hypercentre, ce sont les rues de Genève et du Casino qui sont les plus fréquentées avec près de 10 000 véhicules qui y circulent quotidiennement. D'ailleurs, en 2020, une zone de rencontre est expérimentée dans ce secteur.
Outre l'activité touristique aux abords du lac, avec l'augmentation du trafic routier, ainsi que du transit des poids lourds, sur une voirie de type communale devenue inadaptée, des nuisances sont recensées par les riverains de certains quartiers, comme celui du Tir-aux-Pigeons ou de Saint-Simond.
La ville s'est par ailleurs engagée dans une démarche de qualité de vie en mettant tout l'hyper centre-ville, ainsi que certains quartiers résidentiels périphériques, en zone 30.
Autopartage
En avril 2023 six véhicules d'Autopartage opérés par Citiz Alpes Loire sont à disposition sur le territoire d'Aix les Bains

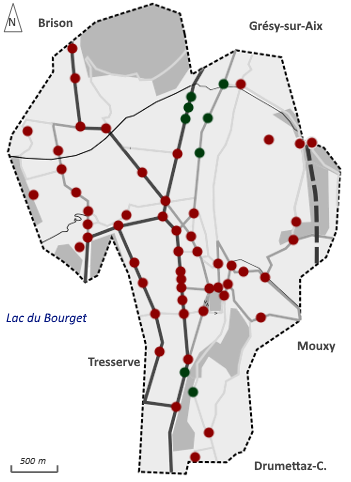
Localisation des giratoires et carrefours à feux tricolores d'Aix-les-Bains.
Carrefour à sens giratoire
Carrefour à feux tricolores

##### Carrefours giratoires et tricolores
Sur Aix-les-Bains, on constate depuis plusieurs années l'émergence de carrefours giratoires au détriment des feux tricolores. En effet, on ne compte pas moins de 52 carrefours giratoires sur la ville en 2017 contre 8 carrefours à feux tricolores, situés en dehors du centre-ville et qui permettent de « rythmer la circulation, en lâchant, en quelque sorte, les voitures au fur et à mesure » selon Renaud Beretti, alors premier adjoint. Dans un reportage réalisé par 8 Mont-Blanc en 2015, l'adjoint explique qu'il y a eu « une volonté municipale, du maire Dominique Dord, à partir de 2001 […], de supprimer un certain nombre de feux tricolores. […] C'est plus une volonté de fluidifier la circulation automobile à Aix-les-Bains ». Le responsable du service voirie, Daniel Caille, note par ailleurs la hausse du trafic automobile, à hauteur d'environ 3 % par an, qui « vient compenser tous les efforts [que la municipalité] a fait ces dernières années ».

#### Stationnement
La ville d'Aix-les-Bains, comme la plupart des villes françaises, souffre de difficultés de stationnement, principalement en centre-ville,, renforcées par l'attractivité du secteur. Pour lutter contre ces problèmes, différents projets d'aménagement ont été abordés sans être poursuivis, comme la création d'un parking de 500 places en sous-sol au centre-ville.
La ville recense 4 000 places de parking, dont 2 200 places de stationnement payant en centre-ville. Deux parkings couverts permettent le stationnement de 490 véhicules dans le centre historique. Celui de l'hôtel de ville a, par ailleurs, été totalement rénové en 2016 au niveau de son parc lumineux avec des éclairages LED novateurs. En décembre 2017, la municipalité confirme que ce parking sera agrandi dans le cadre du projet de rénovation et réhabilitation des anciens thermes nationaux.
Le stationnement de surface payant est réglementé en hyper-centre par deux zones de couleurs (vert et orange) afin d'éviter les stationnements à longue durée, comme supérieurs à deux heures.
Par ailleurs, selon L'Essor Savoyard, « La cité thermale fait figure de bon élève en termes de places de stationnement réservées aux personnes à mobilité réduite ». En effet, alors que la loi fixe un quota minimal de places de stationnement réservées aux personnes à mobilité réduite à hauteur de 2 %, Aix-les-Bains affiche un taux de 4,5 %.
En novembre 2016, la ville met en place un nouveau service de paiement à distance pour stationner. Il s'agit de l'application pour mobiles (voire ordinateurs) « Whoosh ». Elle permet d'obtenir un ticket de stationnement virtuel en créant un compte sur l'application.
Dès le 1er janvier 2018, avec le forfait post-stationnement, la municipalité fixe la redevance à 20 euros pour un défaut de paiement (ou dépassement) puis, si le contrevenant dépasse un délai de cinq jours, à 30 euros.

#### Transport ferroviaire

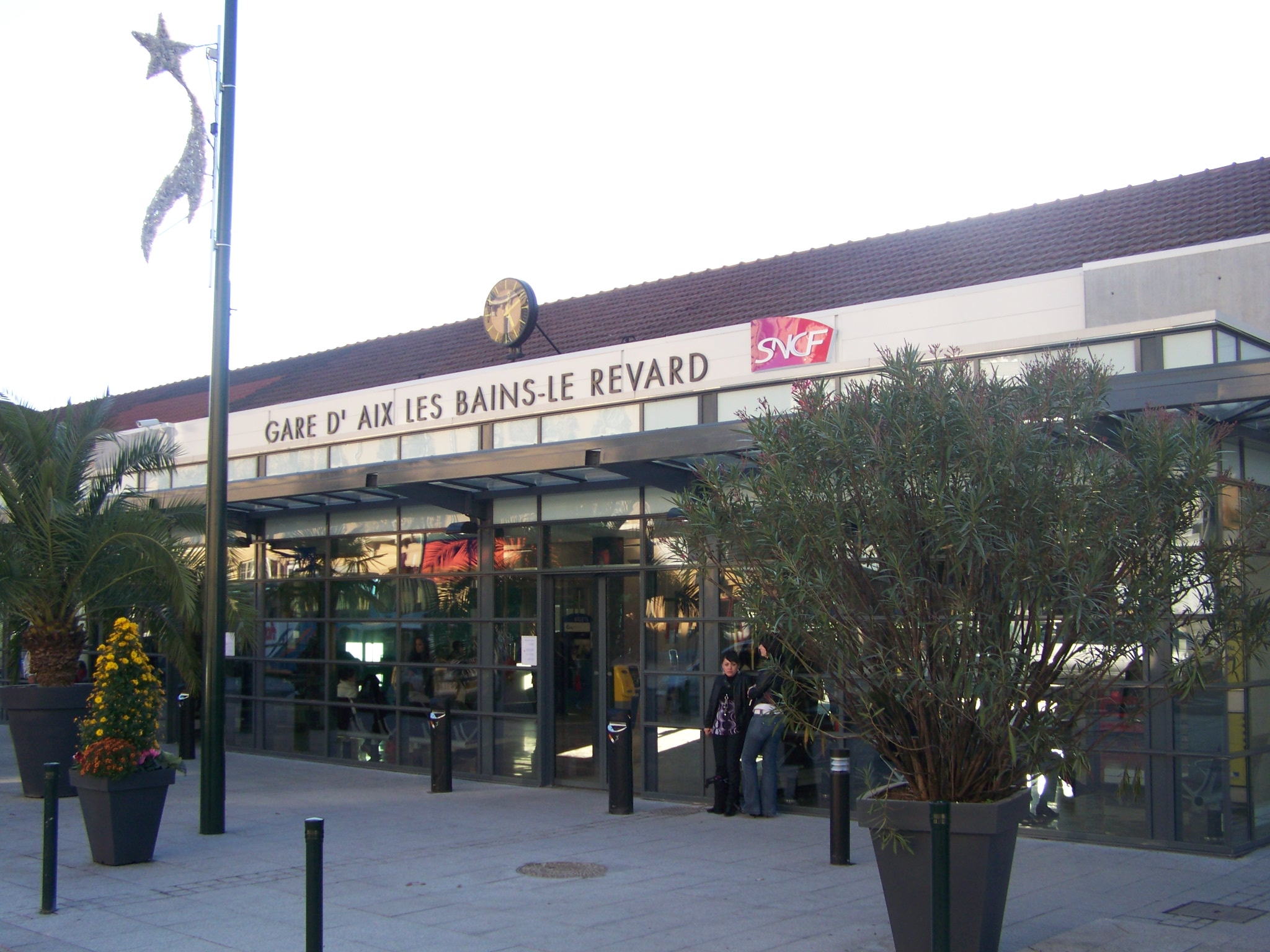
La gare d'Aix-les-Bains-Le Revard.

Aix-les-Bains est aussi accessible par le train. Elle fut l'une des premières communes européennes à accueillir un réseau ferré sur son territoire, lorsqu'elle était administrée par les ducs de Savoie,. Dès 1857, le chemin de fer faisait halte à la gare de Choudy (fermée depuis plus d'un siècle).
Aujourd'hui, la ville est reliée à Chambéry ainsi qu'à Annecy et Culoz. La liaison ferroviaire transalpine Paris-Milan va, dans les années à venir, rapprocher la ville de Paris, Lyon, Turin et Milan.
La gare d'Aix-les-Bains est dotée d'un pôle multimodal depuis 2007. Située à l'ouest du centre-ville sur le boulevard du Président-Wilson, la gare d'Aix-les-Bains-Le Revard est desservie par une ligne TGV, qui met la ville à environ trois heures de Paris.

#### Transport aérien
L'aéroport de Chambéry - Savoie, anciennement appelé Chambéry - Aix-les-Bains, est implanté au sud de la ville d'Aix-les-Bains, dans la commune de Voglans, à quelques dizaines de mètres seulement de la rive sud du lac du Bourget. Il dessert de nombreux pays dont la Grande-Bretagne (Manchester, Birmingham, Édimbourg, etc.), le Danemark (Copenhague, Billund, etc.), la Suède (Göteborg, etc.) et Paris Orly depuis 2013. Il y a de nombreuses lignes hivernales en raison de la proximité des stations de sport d'hiver. Trois compagnies à bas prix proposent des vols réguliers.

#### Transport en commun

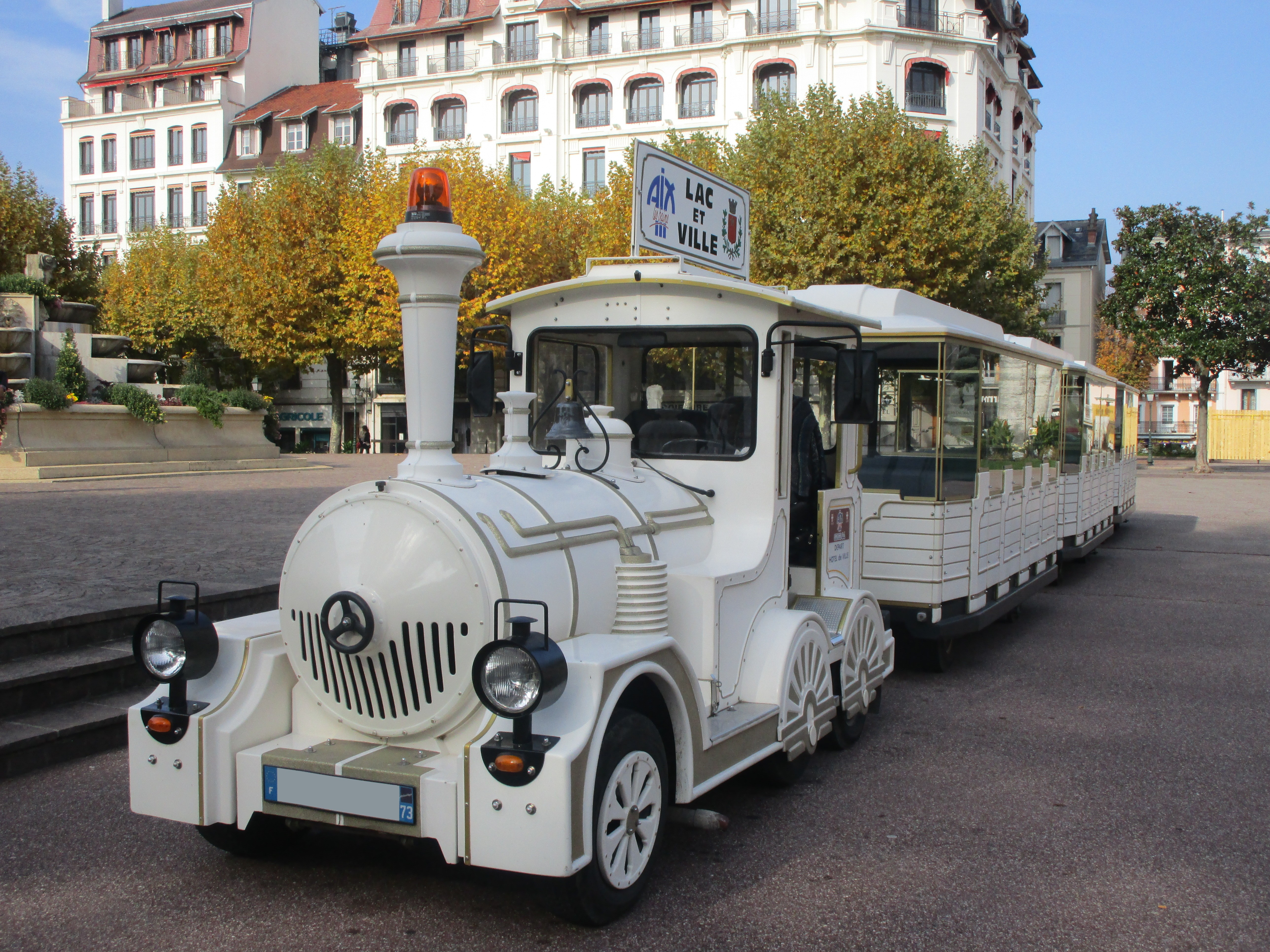
Le petit train touristique d'Aix-les-Bains.

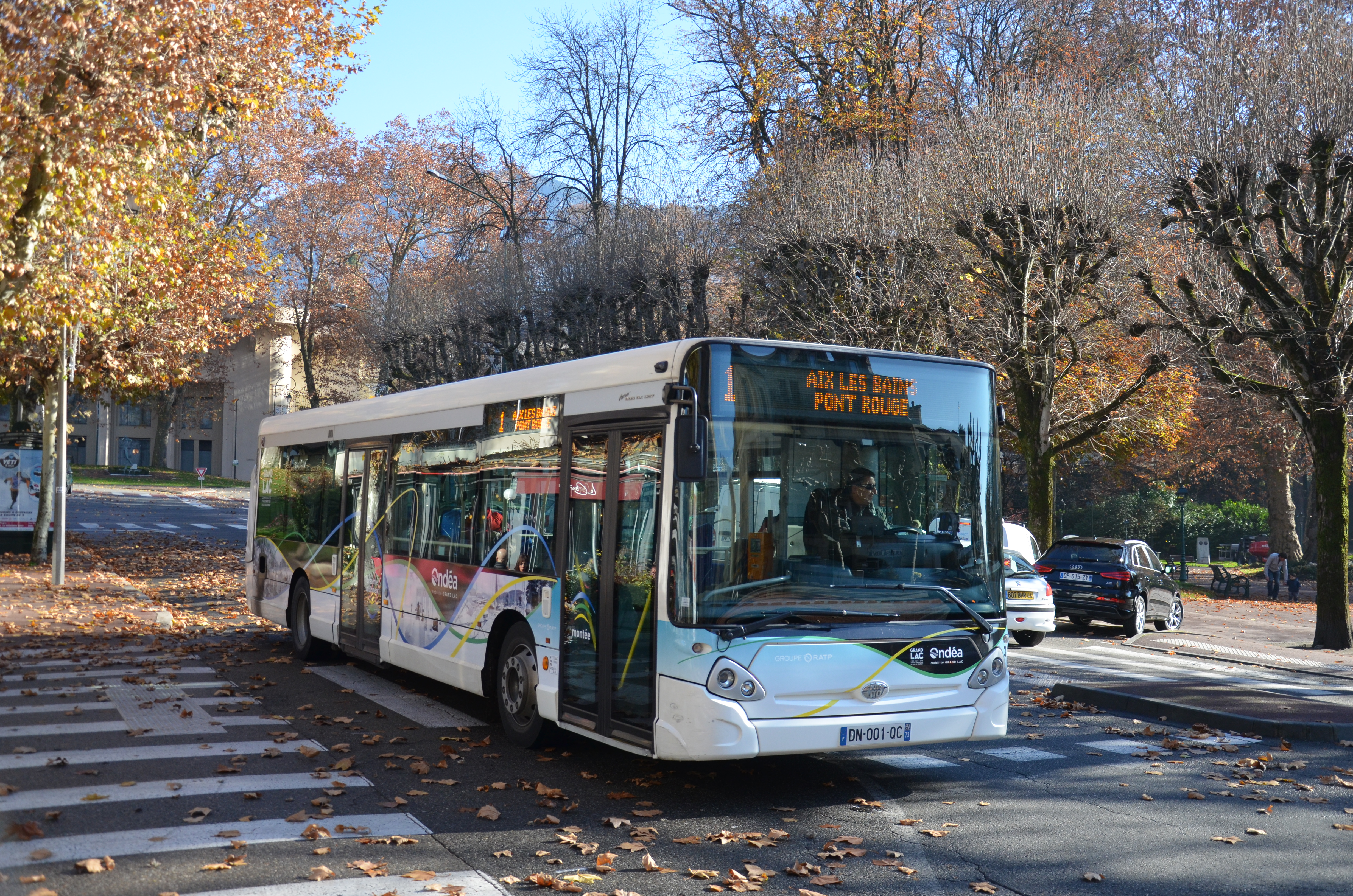
Autobus du réseau de transport en commun d'Aix-les-Bains.

Dès 1913, le service de transports en commun est assuré sur la ville à l'aide d'omnibus à traction automobile, après l'arrêt définitif du tramway en 1908. Désormais, en 2017, une vingtaine de lignes desservent l'agglomération dont trois principales circulant toute l'année et régulièrement et les autres uniquement en période scolaire. Le réseau d'autobus Ondéa est exploité depuis l'été 2015 par la Compagnie des transports du Lac du Bourget (CTLB), filiale de RATP Développement, pour la communauté d’agglomération Grand Lac dans le cadre d’une délégation de service public (DSP).

Pendant la période estivale, c'est-à-dire entre le mois d'avril et la fin octobre, la ville est desservie pour de courts trajets par un petit-train routier touristique circulant sur les axes routiers. Il circule entre l'esplanade du Lac et le centre-ville.

#### Voies cyclables
La commune d'Aix-les-Bains dispose d'environ 40 km de voies cyclables. La majorité de ces voies est composée de bandes cyclables (26 km répartis le long des chaussées), ainsi que 13 km de voies vertes. Contrairement à ce qui est mentionné sur le site de la ville, il s'agit bien de voies vertes, accessibles aux cycles mais aussi aux piétons et aux cavaliers, et non de pistes cyclables, voies uniquement réservées aux cycles. En pratique, la ville ne compte qu'une seule piste cyclable, unidirectionnelle, le long de la portion du boulevard Pierpont-Morgan, situé entre la rue Jean-Mermoz et le boulevard Garibaldi (environ 500 m). La ville a également mis en place des contresens cyclables, notamment dans l'hypercentre.
Avec la création d'une voie verte en 2010/2011 le long du lac du Bourget, il est possible de relier les communes d'Aix-les-Bains, du Bourget-du-Lac et de Chambéry jusqu'à la vallée du Grésivaudan, par un itinéraire aménagé et réservé aux modes de transports doux. Depuis 2011, Aix-les-Bains bénéficie du label Ville vélotouristique, qui permet de valoriser les actions des territoires s’engageant pour le développement de la pratique du tourisme à vélo,. La ville est en effet un point de départ vers de nombreux cols et montées (belvédère du Revard, col de la Chambotte, du Sapenay) et du tour du lac du Bourget.
Depuis le 3 février 2016, sous l'impulsion d'associations de promotion des déplacements doux, la ville s'est dotée d'un groupe de réflexion et de travail sur les aménagements cyclables (GTAC).

#### Accidents de camions

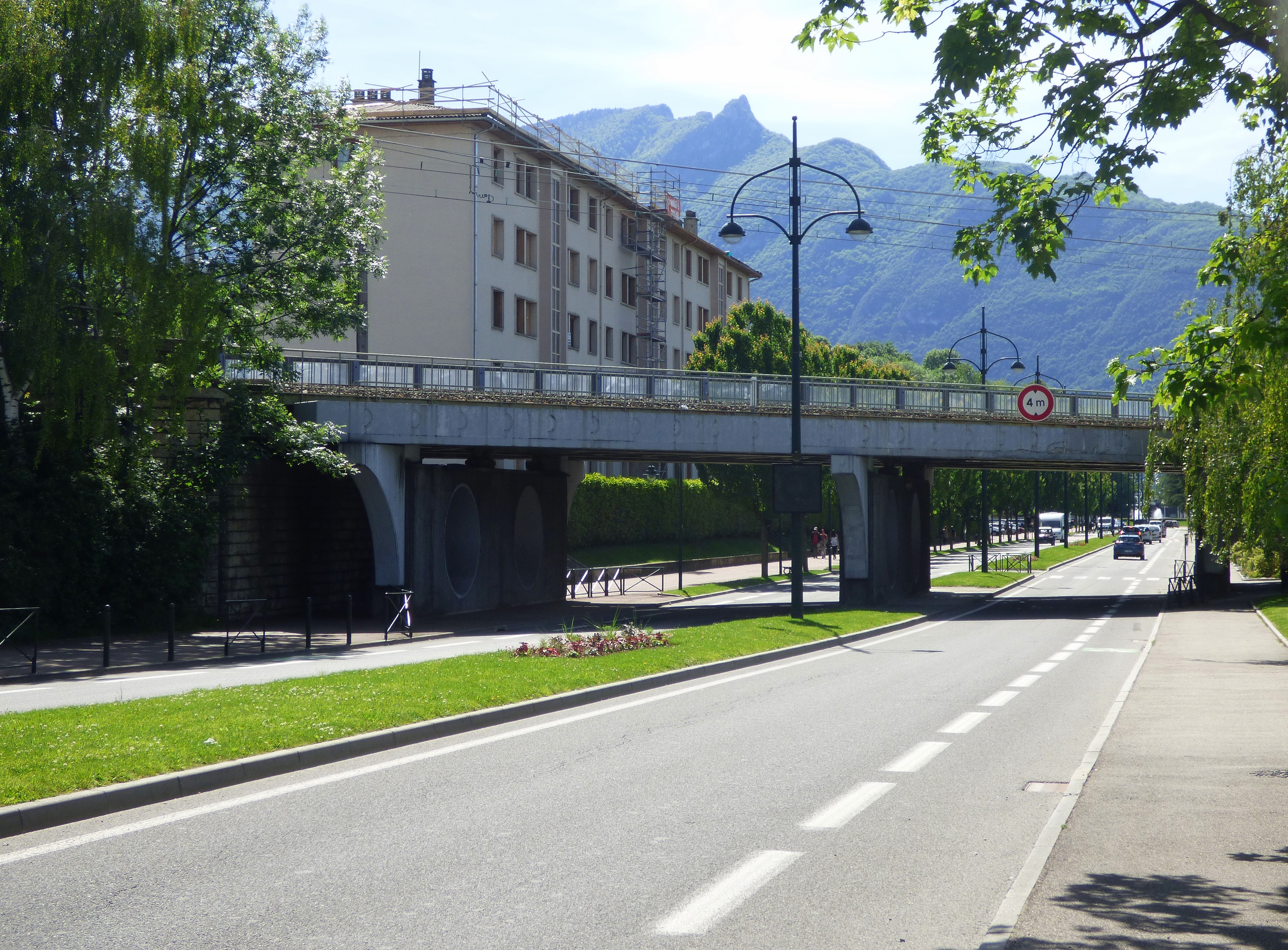
La chaussée de droite passant sous le pont ferroviaire où ont lieu les accidents, sur le tronçon Lyon - Culoz - Aix-les-Bains.

Un endroit précis de la commune, sur la route départementale 1201, est le théâtre de nombreux accidents de camions depuis plusieurs années,, le dernier en date remontant à février 2020. Il s'agit du passage sous un pont ferroviaire, limité à une hauteur de quatre mètres maximum, sur le boulevard du Maréchal-de-Lattre-de-Tassigny, un axe principal du département reliant Chambéry et l'Ain à Annecy et les pays frontaliers. En 2021, on recense une douzaine d'accidents en l’espace d'une décennie, très souvent dans le sens Annecy-Chambéry. Ces derniers se déroulent toujours de la même manière : le conducteur d'un camion qui pense pouvoir passer sans encombre sous l'ouvrage d'art est stoppé net en percutant frontalement le haut de sa benne. La plupart du temps, sous l'effet du choc, le véhicule se couche sur la chaussée et le trottoir, paralysant ainsi totalement le trafic routier. Néanmoins, la gravité corporelle de ces accidents reste, jusqu'à présent, faible. Le phénomène est assez régulier, et ce malgré l'avertissement par une signalisation de position et lumineuse implantée en amont du pont et renforcée à la suite des accidents successifs.

### Risques naturels et technologiques majeurs

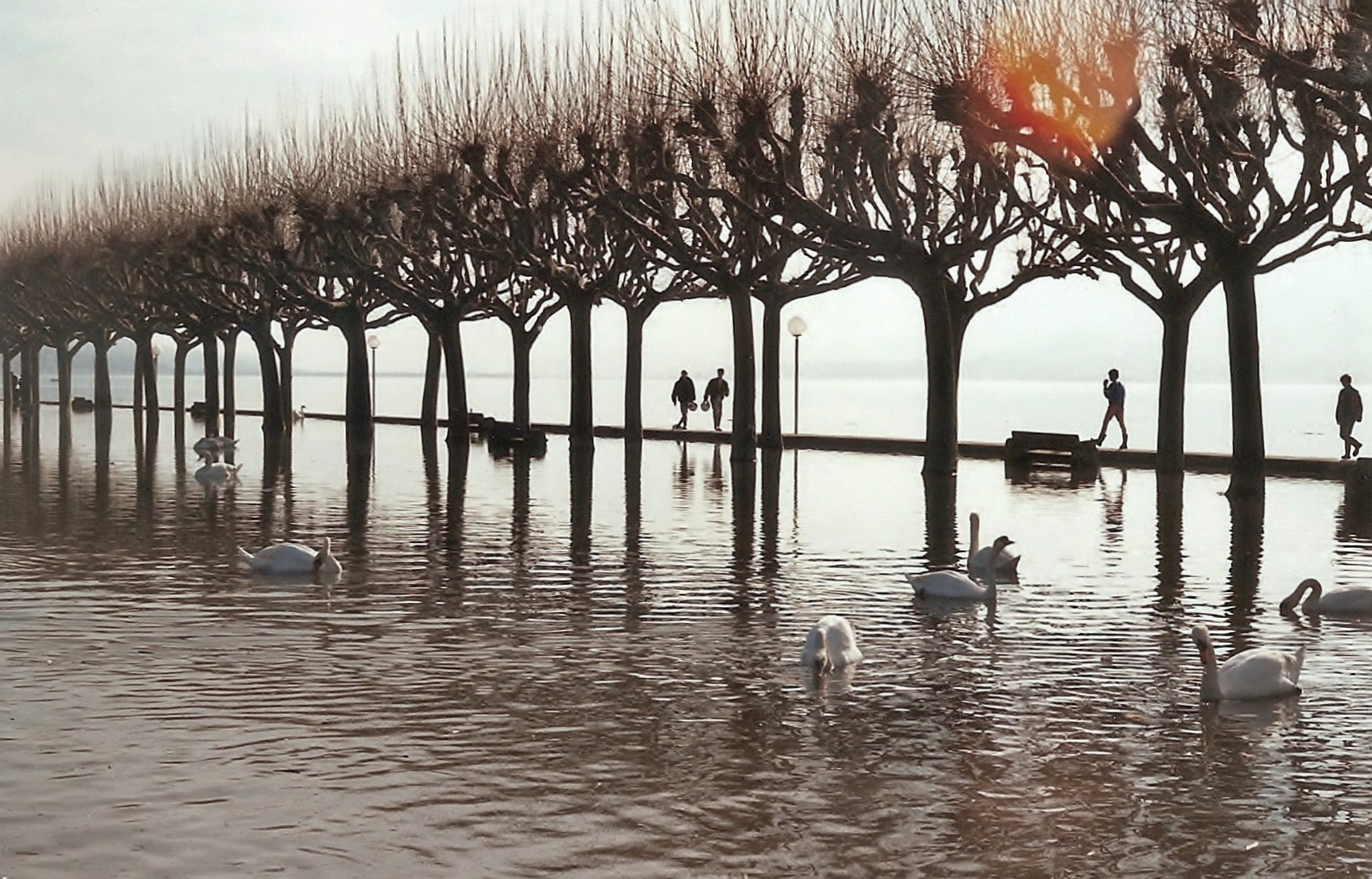
Inondation de l'esplanade du lac du Bourget en 1990.

Aix est exposée, en 2024, à sept risques naturels : inondation, séisme, mouvements de terrain, retrait-gonflement des argiles, feu de forêt, vents violents et radon. Elle également exposée au risque technologique suivant : pollution des sols.
Entre 1982 et 2024, la commune a fait l'objet de onze arrêtés de reconnaissance de catastrophe naturelle pour les motifs suivants (les années mentionnées sont celles des événements ayant abouti à la reconnaissance de la catastrophe naturelle) : en 1982 après des vents violents (tempête), en 1983 pour des inondations, des coulées de boue et des glissements de terrain, en 1985, 1990, 1992, 1995, 2023 et 2024 en raison d'inondations et de coulées de boue, en 2022 pour un épisode de sécheresse et enfin en 1996 et 2022 pour séisme.
Plus récemment, à la suite d'un violent orage le 1er juillet 2019 où une rafale à 151 km/h est relevée au Grand Port,, le maire demande le classement de la commune en état de catastrophe naturelle, validé en septembre pour inondations et coulées de boue. En 2023, la ville est reconnue en état de catastrophe naturelle pour des mouvements de terrain différentiels consécutifs à la sécheresse de 2022 et à la réhydratation des sols. La même année, un orage survient en mars et Aix est reconnue en état de catastrophe naturelle pour inondations par ruissellement et coulée de boue associée quelques mois plus tard.

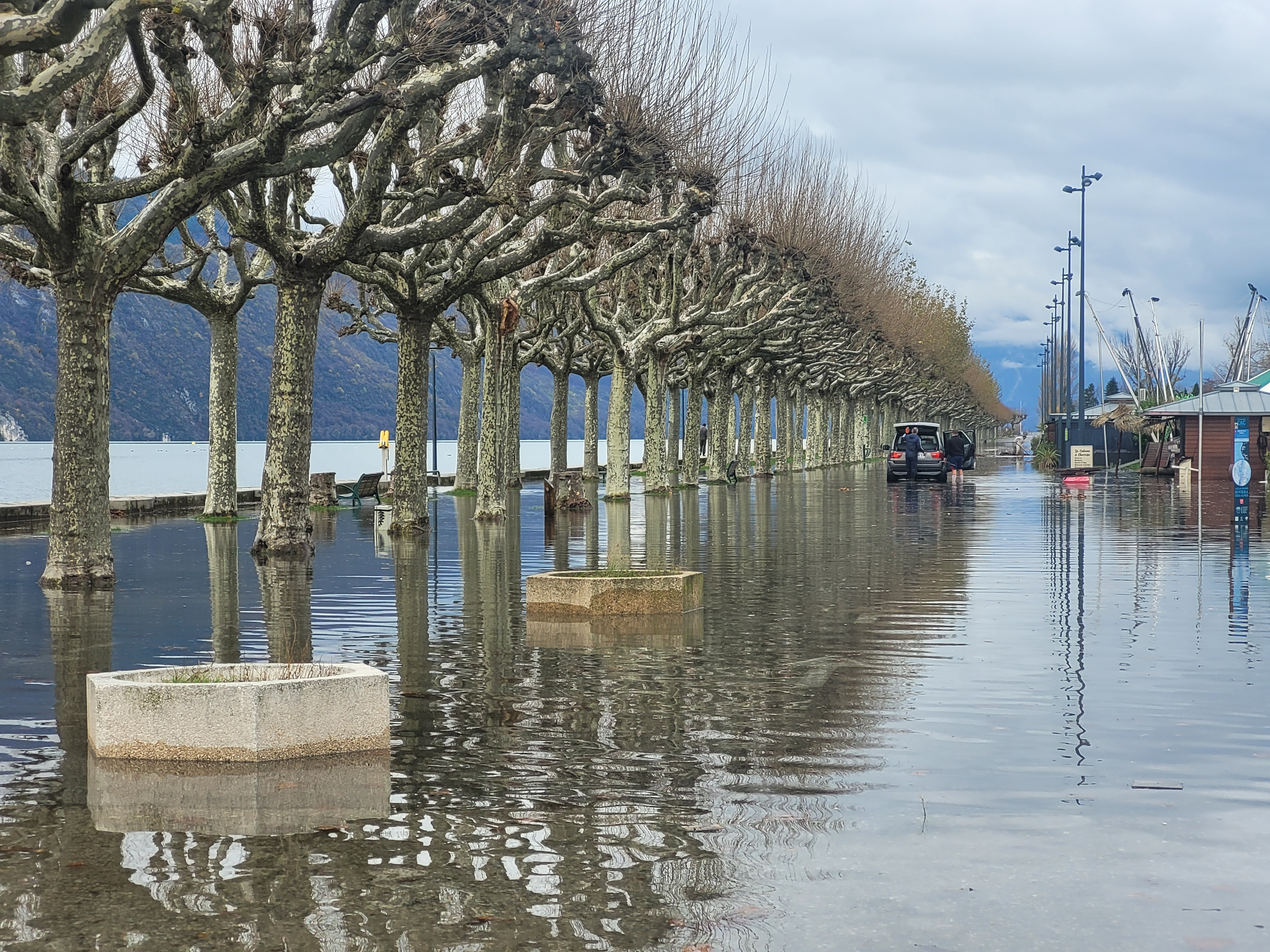
Inondation de l'esplanade lors de la crue du lac de décembre 2023.

Le risque inondations et coulées de boue est principalement lié aux cours d'eau en provenance du massif des Bauges (effet torrentiel). Un plan de préventions des risques d'inondations a été instauré pour prévenir des risques d'inondations et des mesures supplémentaires de prévention, comme des dispositifs d'alerte à la population et de renforcement de digues, ont été mises en place. Lors d'épisodes de crue du lac du Bourget, des inondations ont été observées près de ses abords, comme à l'esplanade en 1990 ou bien 2023.
Aix-les-Bains est par ailleurs située en zone de sismicité moyenne, soit de niveau 4 sur une échelle de 1 à 5 ; le risque sismique en Savoie étant, entre autres, compris entre le niveau 3 (modéré) et le niveau 4 (moyen).

La commune est située à environ 50 km à vol d'oiseau de la centrale nucléaire du Bugey. Aucune mesure particulière n'a été instaurée.

## Toponymie

### Attestations anciennes
Aix-les-Bains, ville fondée au Ier siècle de notre ère, n’est que rarement citée dans les textes épigraphiques, et jamais par les auteurs romains connus. Toutefois, deux inscriptions conservées par le musée archéologique font mention d’Aquæ (« les Eaux ») et d’Aquensis (« les habitants du lieu des Eaux »)[Quand ?], et nous renseignent donc sur l’appellation de ce vicus dépendant de la cité de Vienne[réf. nécessaire]. Le chanoine Adolphe Gros rappelle que des historiens de la région comme Jean-Louis Grillet ou Jules-Joseph Vernier ont tenté de faire le lien entre la ville d'Aix et avec des épithètes fantaisistes, voire apocryphes, Aquæ Allobrogum, Aquæ Domitianæ, Aquæ Gratiane que l'archiviste-paléographe Félix Bourquelot précise sans mentions historiques,,,. Elles connurent toutefois un certain succès puisque Aquæ Gratiane se retrouve inscrite sur le fronton des thermes nationaux de 1934 à 1968,.
La cité est mentionnée par contre durant la période médiévale. Une charte de donation de la terre royale d’Aix en 1011, par le roi de Bourgogne Rodolphe III à sa femme Ermengarde, indique Aquis villam,. Un autre document du décanat de Saint-André de Savoie daté de 1014, d'après le chanoine François Trépier, mentionne la ville dans l'expression in pago Gratianopolitano seu Savoiense, hoc est Aquis ou encore dans le Cartulaire de Grenoble Locus qui dicitur ad Aquis. Le in pago Gratianopolitano indiquant simplement qu’Aix tout comme le décanat de Savoie faisaient partie du diocèse de Grenoble. On trouve par la suite in oppido Aquis (1184), Aiç (1202), Aquae (1488), Ais in Sabaudia (d'après André Baccius, dans son livre Des Thermes, publié en 1571),. En vieux français, Aix s'écrit et se prononce Ais.
Lors de l'occupation du duché de Savoie par les troupes révolutionnaires françaises, la ville est Aix ou Aix-les-Bains (1793 et 1801). On trouve parfois Aix-en-Savoie dans les documents littéraires, mais jamais dans les textes officiels ou le nom de la ville est le plus souvent Aix ou Aix-les-Bains à partir de la fin du XIXe siècle, sans qu'aucune décision administrative n'ait été prise à ce sujet.
En francoprovençal, le nom de la commune s'écrit Ésse (graphie de Conflans) ou Éx (ORB).

### Étymologie
Aix est une formation toponymique gallo-romaine que l'on rencontre du sud au nord sur le territoire de l'ancienne Gaule, voir Aix. Elle est issue du latin aquis, forme à l'ablatif locatif pluriel du latin aqua « eau »,,,, d'où le sens global de « (lieu des) eaux (thermales) ».

## Histoire
Aix-les-Bains serait « sans conteste la plus ancienne
ville du département de la Savoie ». Son histoire est directement liée au lac du Bourget et surtout à ses sources chaudes qui en firent une station thermale des plus réputées au monde. L'analyse historique de la ville doit être rapprochée de l'histoire de la Savoie, si l'on veut mieux comprendre son évolution et ses influences culturelles. Les périodes et les faits historiques les plus marquants de la commune d'Aix-les-Bains sont répertoriés ci-dessous.

### Aquae: Aix la romaine

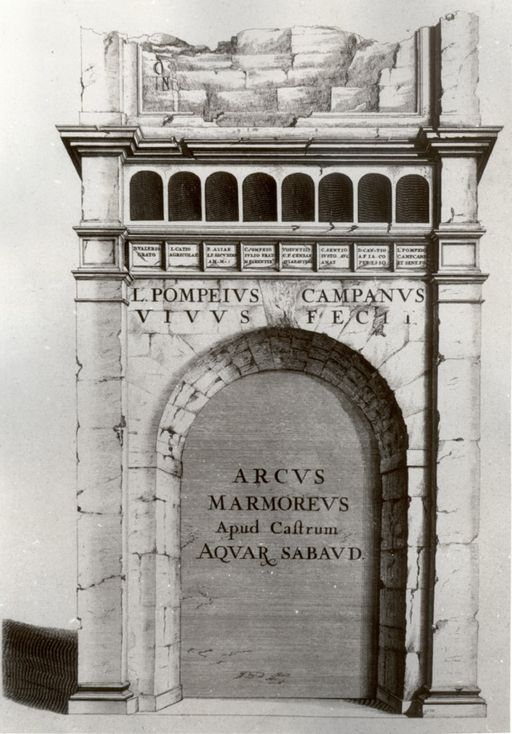
L'arc de Campanus, dessiné par Borgonio, 1674.

Les historiens s’accordent à dire qu’Aix est née de ses sources d’eau à l’époque romaine, sur les restes d’un habitat celtique. Les premières occupations du site ont été datées par Alain Canal du premier siècle avant notre ère, cependant rien ne permet d’attribuer ces vestiges à un habitat fixe. Il ne nous reste que les ruines d’établissements publics et l’on serait bien en peine d’établir une esquisse de « l’Aquae » antique. La situation administrative du lieu est connue par l’épigraphie, qui nous apprend qu’Aix était au Ier siècle de notre ère un « vicus », doté d’un conseil de « decemlecti » (conseil municipal de dix membres), faisant administrativement partie de la cité de Vienne. Quelques citoyens vivaient là avec, semble-t-il, des moyens assez importants pour offrir aux dieux un bois sacré, une vigne ou se faire construire un arc funéraire pour le cas de la famille des Campanii.
Les archéologues ont découvert au cours de fouilles un important complexe thermal, à proximité immédiate des sources. Sur une terrasse inférieure, à l’ouest, se trouvait l’arc de Campanus, probablement construit au Ier siècle et, plus en aval, une seconde terrasse portait le temple dit de « Diane », qui avait remplacé au IIe siècle un édifice circulaire plus ancien, probablement contemporain de l’arc. Des vestiges de nécropoles ont été dégagés au nord du temple. Le parc des Thermes, ainsi que différents autres lieux éparpillés en ville, renferment de nombreux vestiges très divers : restes de nécropoles, poteries, etc.. Cependant, aucune pièce maîtresse qui aurait conduit à des fouilles archéologiques approfondies n'est présente. À défaut, rien ne nous permet de connaître le vicus gallo romain d’Aquae, ni dans son étendue ni dans la disposition de son habitat. Où les « Romains » habitaient-ils ? Où se situaient leurs exploitations agricoles, les villages de leur personnel ; quelles étaient les activités du vicus ? Les seuls indices sont issus de la carte archéologique des vestiges dressée par les services archéologiques de la DRAC, et l'archéologue Alain Canal. Celui-ci permet alors de conclure que « Paradoxalement, si Aix a livré de nombreux documents illustrant l’ancienneté du site et la qualité de l’urbanisme monumental dès le début de l’Empire, nous n’avons aucune connaissance précise sur l’ordonnance de cette bourgade ».
En guise de synthèse, l'histoire de la période peut se résumer à l’occupation du site du centre-ville depuis le Ier siècle avant notre ère, puis par un aménagement progressif de la zone entre les Ier et IIe siècles. L’occupation semble s’être faite à partir de l’édification progressive du complexe thermal, autour duquel rayonnaient des édifices monumentaux présentés sur un système de terrasses, qui ont évolué plusieurs fois au cours de la période romaine. Si les sources chaudes furent à l’origine de l’emplacement choisi, d’autres facteurs, comme la qualité du site, ont peut-être été déterminants.

### Du Moyen Âge à la Renaissance

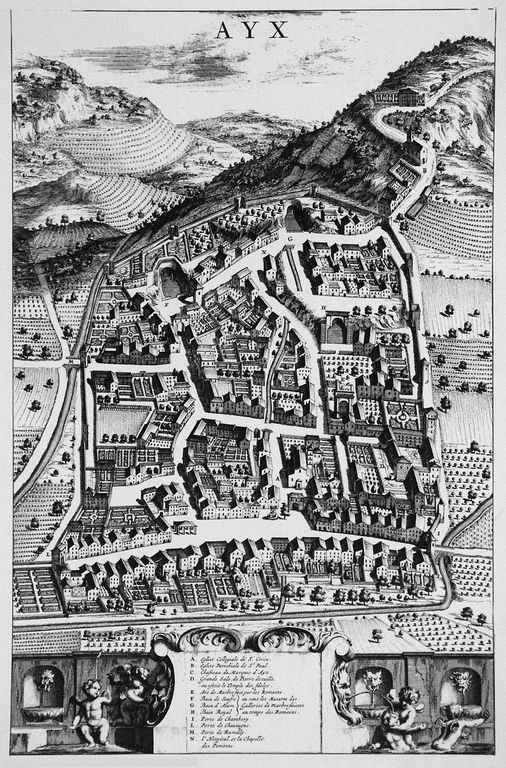
Aix en 1674, d'après Borgonio, Theatrum Sabaudiæ.

La connaissance de l’histoire d’Aix, déjà bien pauvre à l'époque romaine, s’obscurcit encore par suite du manque de sources concernant la fin de l’Empire romain et le haut Moyen Âge. Nous en sommes réduits à des conjectures en étudiant les destructions dues aux invasions barbares qui ont laissé des traces d’incendies sur les villas gallo-romaines des environs. Toujours est-il que les thermes romains d’Aix tombent en ruines à partir du Ve siècle et que la trace des aménagements urbains se perd.
Aix n'est de nouveau mentionné dans les sources qu’au IXe siècle, en 867, puis entre 985 et 1020, au travers de diplômes, de chartes et de donations,. Dans ces dernières, le roi Rodolphe III de Bourgogne fait don de la villa sedes regalis d’Aix, qualifiée de siège royal, avec ses colons et ses esclaves à sa femme Ermengarde qui, à son tour, les transmet à l’évêché de Grenoble. Cette charte nous apprend qu’Aix est une bourgade, possédant une église et des domaines agricoles. L'évêque Hugues de Grenoble en fait ensuite don au monastère Saint-Martin de Miséréré, au début du XIIe siècle. Celui-ci érige l’église en prieuré-cure, sous le vocable de Sainte Marie.
Le cartulaire de l'église-cathédrale de Grenoble, dit cartulaire de Saint Hugues, révèle, à la fin du XIIe siècle, l’existence de deux autres paroisses, celle de Saint-Simond avec son église et celle de Saint-Hippolyte avec aussi un petit prieuré. La géographie urbaine commence à s’éclaircir : il faut imaginer la petite bourgade, enserrée dans ses remparts, dont personne ne sait quand ils ont été construits. Le point central de la cité est le prieuré, à proximité de l’ancien temple romain. Ce centre pourrait être aussi le centre administratif puisqu’au moins depuis le XIIIe siècle, Aix est une seigneurie inféodée à la famille de Seyssel, qui y possède un château qui, même si nous ne savons pas le situer avec certitude, était probablement à l’emplacement du château actuel. Deux hameaux sont attestés, Saint-Hippolyte, à proximité immédiate de la ville, mais hors les remparts, avec comme centre un petit prieuré et à son côté, actuellement sous la villa Chevalley, une maison forte, dite de Saint-Hippolyte-sur-Aix ou Saint-Paul (Saint-Pol), dépendant de la famille de Savoie que les dernières études datent du XIIIe siècle. Un second village d’importance apparaît, Saint Sigismond, doté lui aussi d’une église et d’un cimetière, érigé en paroisse, membre dépendant de Saint Hyppolite.
Les textes laissent supposer l’existence d'autres villages dont la trace n'est certifiée qu’à partir de 1561, lors du dénombrement général de la population pour la gabelle du sel. À cette époque, sur les 1 095 habitants d’Aix, 46 % logent dans le bourg ; Saint-Simond compte 125 habitants, Puer 91, Choudy 87, Lafin 86, et le reste des hameaux, soit une dizaine, se partagent le reste (Marlioz ayant échappé aux sources). Cette géographie de l’habitat semble figée jusqu’à la fin du XIXe siècle. L'abbaye voisine d'Hautecombe possédait à Aix un assez grand domaine sur le haut de Saint-Simond.
Au début du XVIe siècle, l'antique église Sainte-Marie est victime d'un incendie dévastateur. Pour la reconstruire les Aixois font appel à Claude de Seyssel, un membre de la famille seigneuriale de la ville, élevé à la dignité épiscopale. Il est en effet évêque d'Albi et, surtout, conseiller particulier du roi de France Louis XII. Il est aussi l'auteur d'un certain nombre de traités de droit. Grâce à son appui les De Seyssel font édifier une église collégiale, dotée d'un chapitre de douze chanoines, commandé par un doyen, dont la nomination revient au comte. Une église est édifiée sur la place, voisine du cimetière, et comporte un chœur de style gothique flamboyant. Si le chœur appartient à la collégiale, la nef elle, appartient aux paroissiens et présente un aspect plus sommaire. D'ailleurs la voûte, mal construite, s'écroule en 1644. Parmi les chapelles latérales, l'une est réservée aux De Seyssel d'Aix qui y enterrent leurs morts. La collégiale, devenue entièrement paroissiale après la Révolution, est démolie en 1909, après la construction de la nouvelle église. Cette église était connue pour abriter une relique de la vraie croix, que l'on venait vénérer d'assez loin. C'est aussi à la fin du Moyen Âge que le château seigneurial d'Aix est reconstruit. Le plafond de la grande salle du rez-de-chaussée est daté de 1400, quant à l'escalier d'honneur, il fut construit vers 1590.

### LeXVIIIesiècleaixois
Le 9 avril 1739, un gigantesque incendie se déclare au centre-ville et détruit 80 maisons, soit près de la moitié de la ville,. Pour la reconstruction on fait appel aux subsides du roi, qui impose un plan d’alignement dont la réalisation est confiée à l’ingénieur Garella. Ce plan va plus loin qu’un simple plan de reconstruction puisqu’il prévoit un véritable alignement des rues, et impose certaines règles d’urbanisme comme la construction de maisons de deux étages sur rez-de-chaussée ; il interdit également les toits en chaume. Toutefois il est très limité dans son périmètre puisqu’il ne concerne que le quartier incendié, soit la rue principale (rue Albert-Ier), la place centrale (place Carnot) et la rue des Bains.

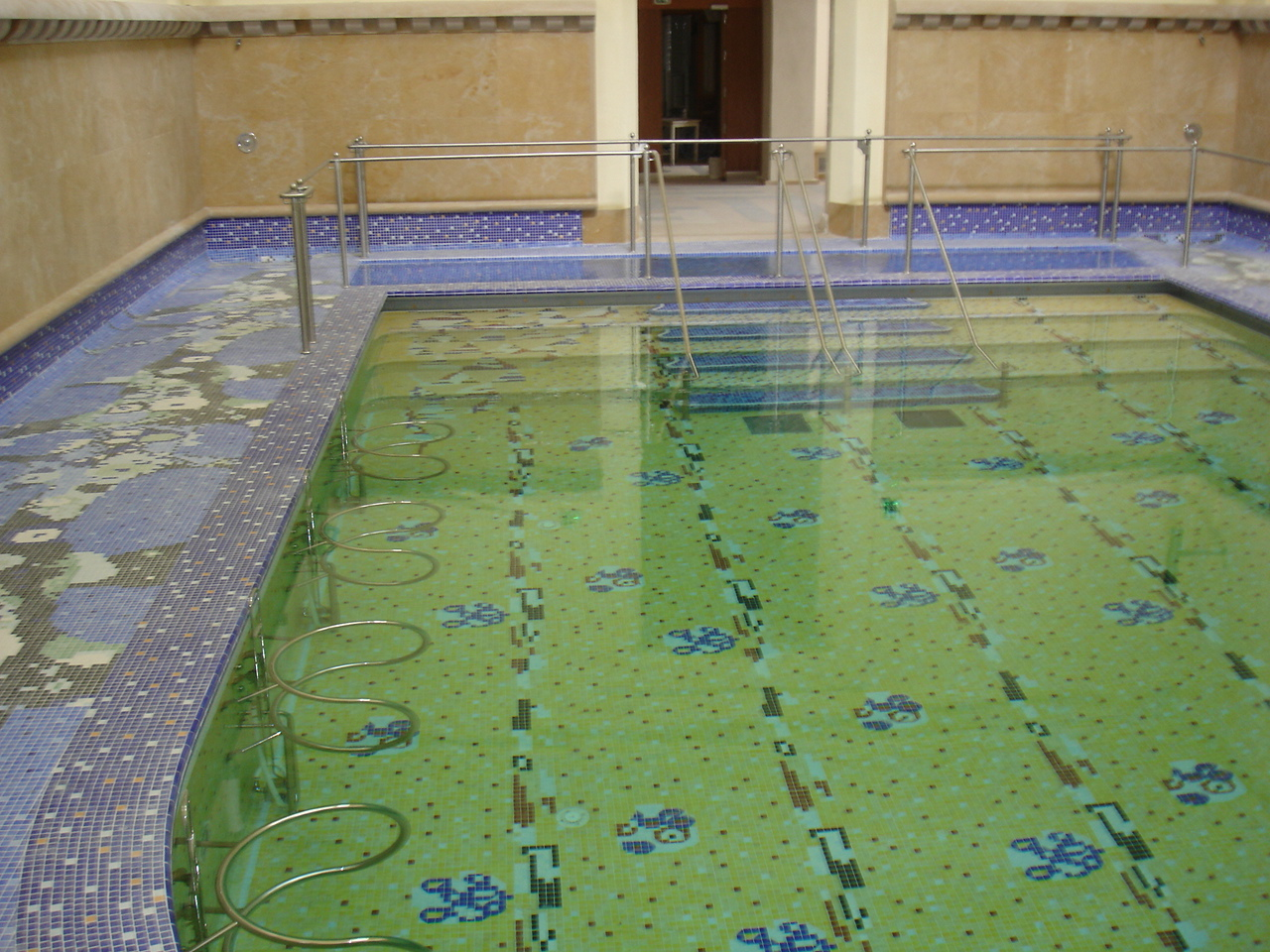
Bassin d'un bain thermal conservé au centre des thermes nationaux.

Au début du XVIIe siècle, les Aixois et le monde médical commencent à être sensibilisés à la valeur des sources d’eau chaude d’Aix, grâce aux célèbres écrits du médecin dauphinois Jean Baptiste Cabias, qui est suivi en ce domaine par d’autres médecins de renommée. En effet, depuis l’antiquité l’exploitation des sources d’eau chaude n’a jamais totalement oubliée. On se baignait à Aix au Moyen Âge et jusqu’à la fin du XVIIIe siècle, soit dans la seule piscine romaine existant encore, à l’air libre, soit chez l’habitant où l’on se faisait apporter l’eau thermale par porteur. Le roi de France Henri IV passe pour avoir fortement apprécié son bain aixois, selon Jean Baptiste Cabias. En 1737, afin de protéger les eaux thermales des infiltrations d’eau du ruisseau qui traverse la ville, un important chantier est programmé par l’Intendance générale. Cela modifie la distribution urbaine du centre-ville, puisqu’il faut creuser un nouveau lit au ruisseau des moulins, à l’extérieur des remparts. Il faut aussi reconstruire les quatre moulins du marquis d’Aix, jusque-là en centre-ville, le long du nouveau canal (actuellement montée des moulins). C’est au duc de Chablais, fils du roi Victor Amédée III, qu’Aix doit sa renaissance, car c’est lui qui après avoir goûté au bienfait des sources et s’y être trouvé mal logé, suggère au roi la construction d’un établissement thermal,. Par billet royal du 11 juin 1776, le roi Victor Amédée III charge le comte de Robiland de dresser les plans d’un établissement de bains. Celui-ci est construit de 1779 à 1783 sous la direction de l’ingénieur Capellini. Cette date marque aussi le début de la démolition de l’ancien centre-ville car, à la suite de cette construction imposante, on commence à dégager les alentours des maisons pour créer une place. Ce premier établissement thermal devient un facteur important de développement.
Pendant toute cette période et jusqu’à la Révolution, la ville accueille un nombre à peu près stable d’environ 600 curistes l’an, dont une majorité de Français. Consécutivement la population augmente, comme de nombreuses villes à cette époque, avec environ 1 700 habitants en 1793,. En 1783, pour agrémenter la vie des curistes, le conseil de la commune fait édifier une promenade publique paysagée : le Gigot, actuellement square A.-Boucher. Elle était alors bordée de marronniers et avait été dessinée par l’architecte Louis Lampro. Mis à part les jardins privés, c’est là la naissance du premier acte d’urbanisme concernant les espaces verts, qui donne un coup de pouce au développement de la ville de ce côté des remparts, le long de la route de Genève. En 1792 les troupes révolutionnaires françaises, sous le commandement de Montesquiou, entrent en Savoie. Le thermalisme marque alors le pas. Les thermes sont réquisitionnés par les armées de la République, qui y envoient les soldats blessés en convalescence. Mais c’est par ailleurs une occasion de faire connaître Aix au plus grand nombre. La Révolution aboutit, abolit les privilèges de la noblesse locale, et permet surtout à la ville de ne pas payer au seigneur marquis d’Aix l’importante somme d’argent qu’elle lui doit à la suite du rachat des droits seigneuriaux (la ville n’avait pas de charte de franchise). En outre la liberté du commerce instaurée donne un nouveau souffle à la création d’une économie basée sur l’exploitation des sources thermales, dès la paix retrouvée. On assiste alors au développement de pensions, d’hôtels, de cabarets et de restaurants entre autres. En revanche, la Révolution laisse ses marques sur les biens d’église : abandon de la collégiale, destruction du clocher et du mobilier d’église.

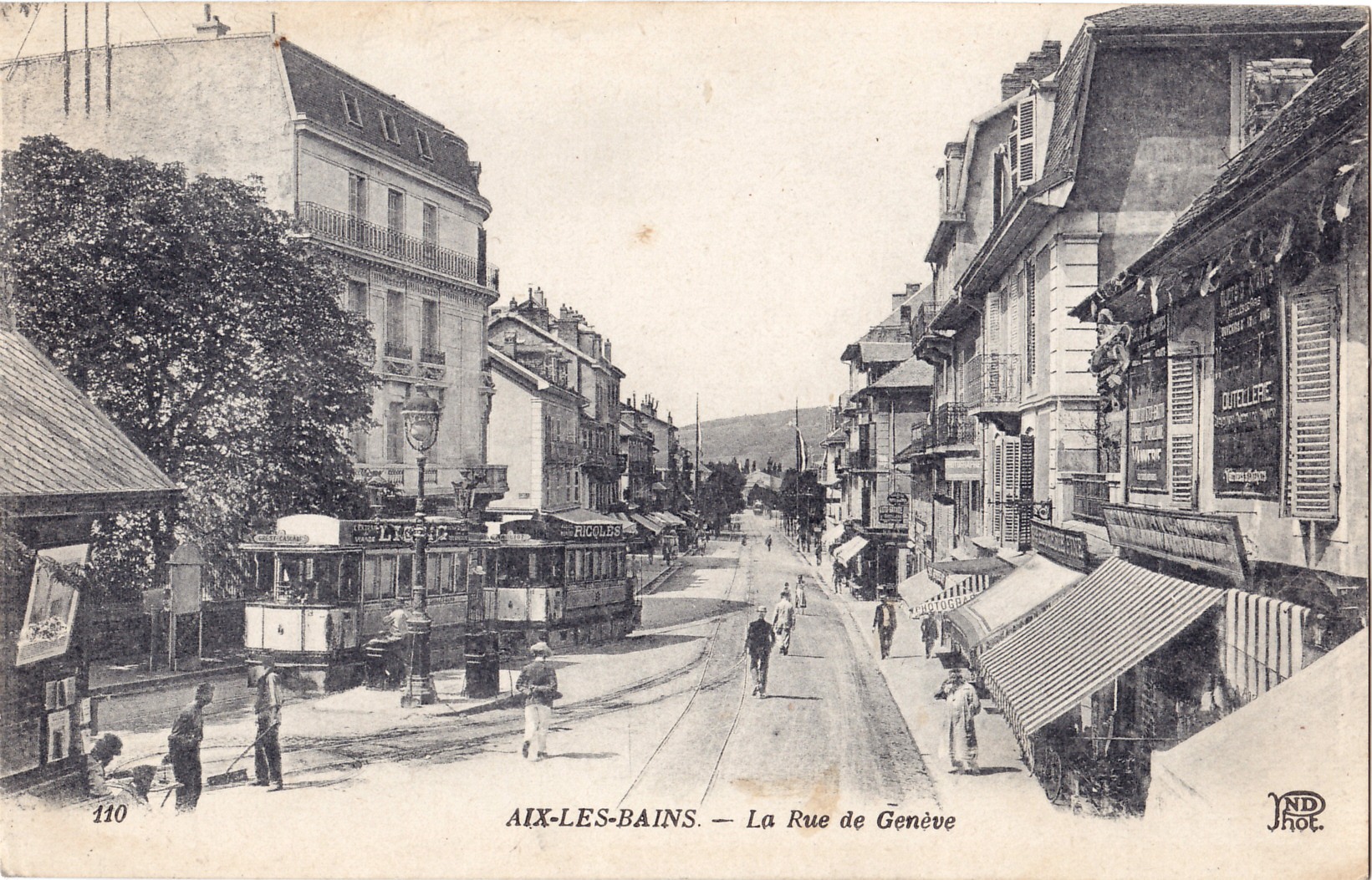
La ville se dota, de 1896 à 1908, du tramway d'Aix-les-Bains, dont on voit ici le cœur du réseau, à la jonction des rues de Genève et du Casino.

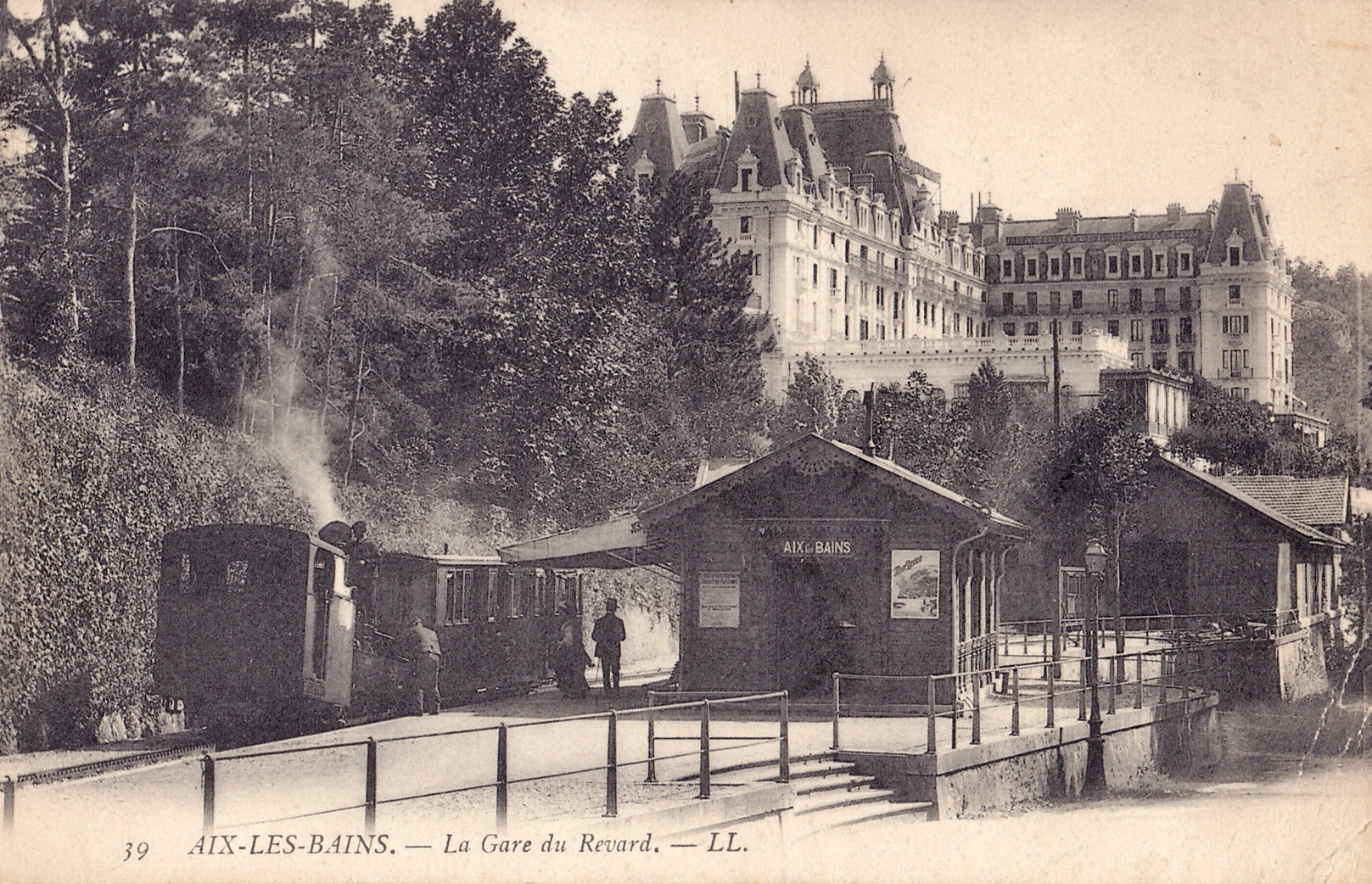
La gare du Revard à Aix était l'origine du Chemin de fer du Mont-Revard, qui reliait la ville au mont Revard de 1882 à 1937, pour être remplacée par un téléphérique.

C’est au bord du lac qu’il faut se déplacer pour trouver la nouveauté. Le petit môle portuaire de Puer, construit sous l’Ancien Régime (1720) devient un véritable port. D’abord fréquenté par les bateaux ravitaillant les troupes de l’Armée des Alpes, doté d’un magasin militaire, il est progressivement aménagé pour l’exportation de marchandises et notamment de la verroterie issue des ateliers installés au bord du lac. Désormais on l’appelle le port de Puer. Le développement de ce quartier implique la mise en état de « l’avenue du Lac » et toute cette activité attire les premières constructions en alignement le long de cette voie fréquentée, hors du centre et des villages existants.

### LeXIXesiècle
Avec l'Empire, le thermalisme redevient important dans la cité thermale. C'est à cette période que des personnalités mondiales viennent à Aix-les-Bains comme la famille Bonaparte. Ainsi, les curistes arrivent en masse avec plus de 1 200 personnes recensées en 1808.
Au niveau de l'urbanisme, un plan d'embellissement des rues est adopté le 27 juillet de la même année. Il a pour objectif de « redresser les rues en fonction de l'établissement thermal ». Un itinéraire de délestage est même prévu et de nouveaux axes périphériques sont créés permettant à la ville de s'agrandir à ses extrémités.
En octobre 1816, le premier séjour d'Alphonse de Lamartine dans la cité thermale constitue l'un des éléments fondateurs du mouvement artistique le Romantisme. De retour à Aix-les-Bains l'année suivante, il meublera sa solitude en écrivant les premiers vers du poème Le Lac.
En 1860, grâce à l'annexion de la Savoie par la France, les difficultés douanières qui perturbent l'économie aixoise sont supprimées. En 1866, le château des marquis d'Aix est racheté ce qui permet d'y établir un hôtel de ville ; ainsi, le bâtiment prend une fonction administrative.
La voie ferrée et la construction de la gare, actuellement gare d'Aix-les-Bains-Le Revard, en 1866, transforment d'une manière assez importante le paysage urbain aixois, en le séparant en deux zones bien délimitées. Une nouvelle voie est créée, l'actuelle avenue Charles-de-Gaulle.
Grâce aux nombreux aménagements établis par la municipalité, l'économie thermale progresse d'une manière fulgurante. Près de 8 000 curistes sont dénombrés en 1870, environ 14 000 en 1875 et 24 000 dix ans plus tard, en 1885. Le grand Port et les abords du lac deviennent des lieux hautement touristiques à la fin du XIXe siècle. Cet essor économique favorise la création de palace et d'hôtels prestigieux. Vers les années 1880, l'urbanisation avance sur les coteaux d'Aix-les-Bains au détriment des activités agricoles et viticoles.
En 1892 est inaugurée par Jules Roche, alors ministre du Commerce et de l'Industrie, la ligne nouvelle du chemin de fer à crémaillère reliant Aix au plateau du Revard. Elle disposait de sept machines permettant de transporter jusqu'à 550 passagers. La ligne a été fermée au transport des voyageurs le 25 octobre 1935, mais a continué en 1936 pour le transport des marchandises et des matériaux utilisés pour la construction du nouveau téléphérique (présentant à l'époque la plus longue portée du Monde) capable de transporter avec deux cabines 40 personnes en dix minutes d'Aix à la station de montagne du Revard. Victime d'un grave incident mécanique en mai 1968 (qui fort heureusement n'aura causé aucun mort) et faute de moyens financiers, il cesse toute activité en 1969, supplanté par la route. Le Revard demeure néanmoins le deuxième site naturel le plus visité en Savoie.

### LeXXesiècle, entre guerres et thermalisme
À partir de 1890, à l'image de la nouvelle promenade des Anglais de Nice, la ville souhaite établir le long de la rive du lac un boulevard-promenade, ce qui implique la création d'une digue pour le protéger des inondations. En 1910, le projet est finalement approuvé. Les travaux débutent, mais sont arrêtés lors de la Première guerre mondiale et redémarrent en 1921. Mais de nombreux problèmes techniques apparaissent et l'opération tourne au fiasco en 1925. Le boulevard du Lac, en référence au célèbre poème d'Alphonse de Lamartine, est définitivement ouvert en 1930. On distingue la digue, la promenade avec deux rangées de platanes centenaires plantées vers 1922-1923, une immense pelouse, et la double voie de circulation automobile, le boulevard Robert-Barrier, inauguré en 1956. Une ligne de tramway initialement envisagée ne sera jamais réalisée. Les années suivantes, le boulevard sera prolongé jusqu'aux nouveaux ports de plaisance en prévision des aménagements de la nouvelle opération d'urbanisme des bords du lac, commencée dans les années 1950. En 1967, un nouveau pont sur le Sierroz permet de poursuivre le boulevard Robert-Barrier jusqu'au Grand Port et la circulation automobile est définitivement interdite sur le boulevard du Lac qui devient piétonnier. Dans les années 1970, la pelouse qui était initialement prévue comme zone constructible, s'orne de tulipiers de Virginie, de peupliers d'Italie et de saules pleureurs. Dans les années 1990, la marina du Grand Port est créée et dans les années 2000, le nouveau tracé du plan de circulation fait que le boulevard Robert-Barrier se termine désormais en impasse au niveau du Petit Port.
Durant la Première Guerre mondiale, l'activité économique et thermale de la cité s'éteint et conduit à une diversification des activités vers les années 1920. Une usine pyrotechnique, fondée en 1826, explose en janvier 1920 et provoque au moins huit morts et de nombreux dégâts sur la ville. L'année suivante, une grande usine de constructions électriques est implantée sur Aix en 1921. Après la Grande Guerre, la ville reprend vie et de nouveaux aménagements du territoire sont planifiés. Des logements sont construits et des quartiers se développent alors.
À la fin des années 1930, la ville se porte candidate pour organiser un « festival des démocraties contre les dictatures », qui deviendra le festival de la ville de Cannes.
Puis vient la Seconde Guerre mondiale avec les combats qui débutent dans les Alpes. L'armée italienne, commandée par Umberto de Savoie et le général Alfredo Guzzoni, formée par 22 divisions et 321 000 hommes, se lance sur les secteurs du col du Petit-Saint-Bernard et du Mont-Cenis. Face à eux, 185 000 hommes du général René Olry réussissent à résister. Dans la vallée, les Allemands passent le Rhône à Culoz et entrent dans Aix-les-Bains ; Chambéry n'est pas encore tombée. La signature de l'armistice le 22 juin 1940 met fin aux combats. Mais un second armistice est signé avec l'Italie le 24 juin qui exige l'occupation de la Haute-Tarentaise et la démilitarisation de la frontière. Cette situation va devenir explosive sur tout le département.
Après les deux guerres mondiales, Aix s'oriente de nouveau vers le thermalisme. Elle devient même la première station thermale de France dans les années 1980 avec près de 60 000 curistes. L'aristocratie étant moins présente, la ville attire petit à petit une clientèle de masse et, en conséquence, la plupart des palaces et grands hôtels ferment leurs portes dans les années 1950 et 1960. La population augmente alors fortement et de nouveaux lotissements sont construits durant les Trente Glorieuses notamment.

### LeXXIesiècle
En mars 2022 destruction de la barre (160 m) et de la cité du quartier Marlioz, construite dans les années 1950, dans le cadre d'un vaste projet de restructuration du quartier prioritaire.

### Histoire thématique

#### Le vignoble aixois:vitiferae Aquae («Aix la vineuse»)
Considéré comme « l'autre symbole » d'Aix-les-Bains, « d'une valeur exceptionnelle », dans la dernière publication de l'historien Johannès Pallière, le vignoble serait présent depuis l'Antiquité dans la plaine alluviale aixoise. Il a occupé certains secteurs d'Aix-les-Bains jusqu'au XXe siècle. Son extension était considérable, notamment sur les coteaux exposés,. Les vignes côtoyaient alors les champs de griottes (d'où le secteur des Griattes, Chantemerle-Saint-Pol, aujourd'hui), d'érables ou bien de figuiers et d'amandiers, et ce jusqu'aux abords de l'actuel centre-ville. Lamartine comparait, en 1849, la robustesse des vignes situées près du Pont-Rouge à celle des « lianes d'Amérique ». C'est dans le troisième quart du 19e siècle que l'essor du vignoble a été atteint. En effet, en 1874, plus de 80 % des producteurs aixois pratiquent la viticulture et la production avoisine alors les 8 500 hl. Toutefois, la mainmise de plus en plus forte du thermalisme a progressivement contribué au retrait des vignes. Dès lors, des villas s'installèrent à la fin du 19e sur d'anciennes propriétés viticoles des hauteurs d'Aix-les-Bains. Au XXIe siècle, le vignoble aixois a totalement disparu. Xavier Jacqueline et sa fille Mathilde - distinguée chevalier de l'ordre du Mérite agricole en 2017 - vignerons à Brison St-Innocent, tiennent le dernier chai urbain d'Aix-les-Bains situé chemin de Saint-Simond.

#### Négociations de l'indépendance du Maroc

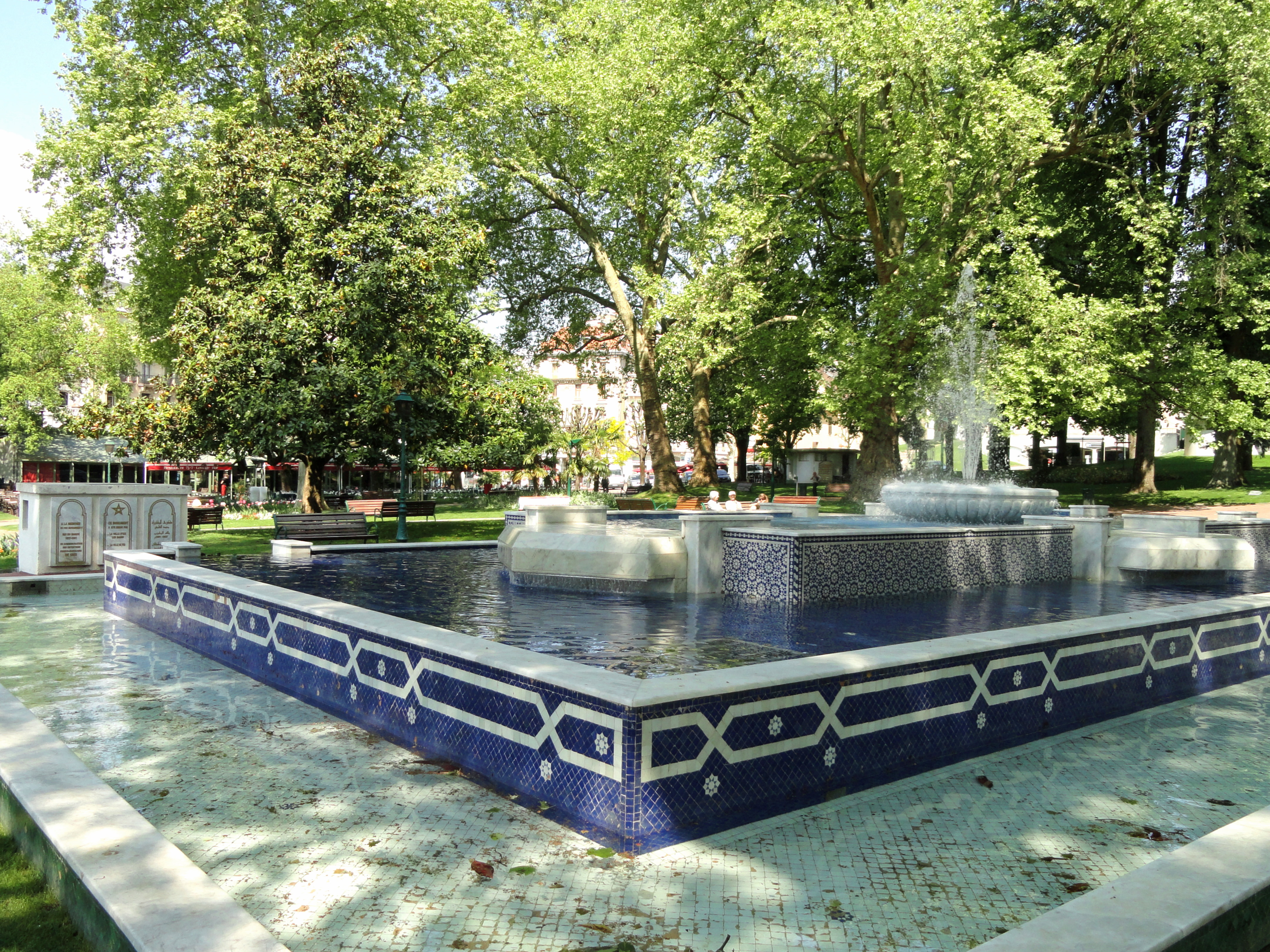
La fontaine marocaine d'Aix-les-Bains.

Les négociations concernant l'indépendance du Maroc en 1956 se sont déroulées à Aix-les-Bains. Lors de la conférence de septembre 1955, le président du Conseil français, Edgar Faure, résuma publiquement le compromis proposé au Maroc selon l'expression « L'indépendance dans l'interdépendance ». Jusqu'alors, le territoire marocain était juridiquement sous protectorat français et avait pour sultan l'exilé Mohammed Ben Youssef. Les négociations furent organisées en la présence de nombreuses personnalités et organisations françaises et marocaines. Prenaient place à la table des pourparlers du côté marocain le Parti pour la Démocratie et l'Indépendance (P.D.I.) ainsi que le parti de l'Istiqlal, représenté notamment par Mehdi Ben Barka, Omar Benabdejlil, Abdelhadi Boutaleb, Abderrahim Bouabid ou encore M'Hamed Boucetta. Du côté français, on trouva une délégation française composée d'Edgar Faure, Pierre July, Robert Schuman ainsi que d'autres membres du gouvernement.
Bien que ces négociations organisées à Aix-les-Bains aient joué un rôle important dans la marche vers l'indépendance du Maroc, il n'en demeure pas moins que la France avait, au préalable, pris soin de préparer en grande partie cette transition. En effet, l'État français d'alors était convaincu de la nécessité de permettre l'indépendance à ce territoire nord-africain. Officiellement, les négociations permirent de dégager un accord en vue de donner naissance à un État indépendant. Le Maroc fut définitivement proclamé indépendant lors de la déclaration de La Celle-Saint-Cloud le 6 novembre 1955.
En 2005, à l'occasion du cinquantenaire de la négociation des accords de l’Indépendance du Maroc, une fontaine fut construite, avec un bassin en zellige marocain,. Des mâalems-artisans sont venus tout spécialement de leur capitale spirituelle pour réaliser cet ouvrage dans le parc floral des Thermes. Le projet a été pris en charge par le conseil régional du tourisme de la ville de Fès (CRT-Fès) et l’office du tourisme.
En 2016, pour fêter le 60e anniversaire de l’indépendance du Maroc, la ville accueille les « Journées franco-marocaines Auvergne-Rhône-Alpes ». Ainsi, pendant deux semaines consécutives, un village marocain est installé autour de la fontaine au centre du parc floral et diverses animations et cérémonies sont programmées. Deux personnalités marocaines ont lancé les festivités : Fatema Marouane, ministre de l’artisanat, de l’économie sociale et solidaire et Lahcen Haddad, ministre du tourisme.

## Politique et administration

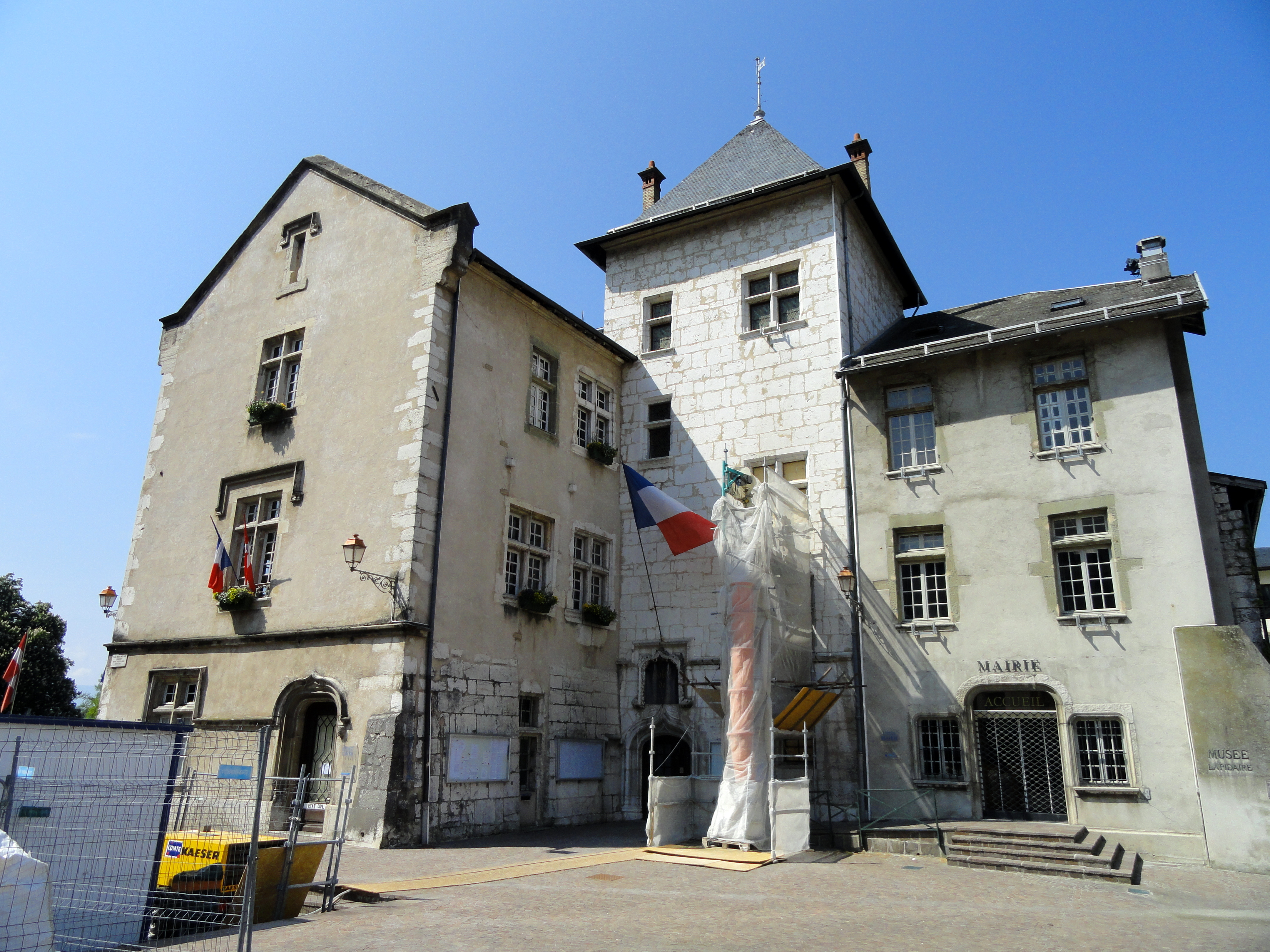
L'hôtel de ville d'Aix (en travaux).

### Rattachements administratifs et électoraux
La ville se trouve depuis 1860 dans l'arrondissement de Chambéry du département de la Savoie. Pour l'élection des députés, elle fait partie depuis 1988 de la première circonscription de la Savoie, qui est délimitée par le découpage électoral de la loi no 86-1197 du 24 novembre 1986.
Elle faisait partie de 1793 à 1985 du canton d'Aix-les-Bains, année où celui-ci est scindé et la ville répartie entre :
- le canton d'Aix-les-Bains-Sud (dont le chef-lieu était Drumettaz-Clarafond ;
- le canton d'Aix-les-Bains-Nord-Grésy (dont le chef-lieu était Grésy-sur-Aix ;
- le canton d'Aix-les-Bains-Centre, dont le chef-lieu était Aix-les-Bains.

Dans le cadre du redécoupage cantonal de 2014 en France, la ville est répartie en deux cantons, tous deux regroupant d'autres communes. Il s'agit du canton d'Aix-les-Bains-1 et le canton d'Aix-les-Bains-2

### Intercommunalité
Aix-les-Bains était le siège de la communauté d'agglomération du Lac du Bourget, créée fin 2001 sous le statut de communauté de communes, transformée en communauté d'agglomération en 2007, et qui succédait au syndicat intercommunal du lac du Bourget (SILB) créé en 1954.
Dans le cadre des dispositions de la loi portant nouvelle organisation territoriale de la République (Loi NOTRe) du 7 août 2015, qui prévoit que les établissements publics de coopération intercommunale (EPCI) à fiscalité propre doivent avoir un minimum de 15 000 habitants, la communauté d'agglomération du Lac du Bourget fusionne avec les petites communautés de communes du canton d'Albens et de Chautagne pour former, le 1er janvier 2017, la communauté d'agglomération Grand Lac dont Aix-les-Bains est le siège.

### Tendances politiques et résultats
Politiquement, Aix-les-Bains est une ville de droite, les électeurs ayant voté majoritairement à droite pour les élections municipales depuis 1979. L'ancien maire de la commune de 1985 à 2001, Gratien Ferrari, bien qu'ayant été élu sous une étiquette centriste, avait succédé au maire sortant, André Grosjean, dont il fut l'un des conseillers majoritaires du même conseil municipal. De même, Robert Barrier était un homme du centre-droit. Pourtant, dans les années 1920-1930, la ville était le bastion de la Gauche en Savoie, portée par les ouvriers du bassin aixois.
Au référendum sur le traité constitutionnel pour l’Europe du 29 mai 2005, les Aixois ont majoritairement voté pour la Constitution européenne, avec 53,55 % de votes en faveur contre 46,45 % avec un taux d’abstention de 34,97 %. Ces chiffres ne sont pas conformes à la tendance nationale, celle-ci se trouvant en opposition. Ce vote démontre le caractère privilégié des habitants de la ville par rapport au reste des départements ruraux ou comportant des bassins ouvriers importants, l'électorat ayant choisi le vote positif étant, selon les analystes politiques, le fait d'une population plus privilégiée économiquement et d'un plus haut niveau d'éducation.
À l’élection présidentielle française de 2007, le premier tour a vu arriver en tête Nicolas Sarkozy avec 37,8 % soit 5 904 voix, suivi de François Bayrou avec 20,64 % soit 3 286 voix, suivi de Ségolène Royal avec 20,24 % soit 3 223 voix, et enfin de Jean-Marie Le Pen avec 10,92 % soit 1 739 voix, aucun autre candidat ne dépassant le seuil des 5 %. Au second tour, les électeurs ont voté à 61,56 % soit 9 434 voix pour Nicolas Sarkozy contre 38,44 % soit 5 890 voix pour Ségolène Royal, résultat davantage à droite par rapport à la moyenne nationale qui fut, au second tour, de 53,06 % pour Nicolas Sarkozy et 46,94 % pour Ségolène Royal. Pour cette élection présidentielle, le taux de participation a été très élevé. On compte 19 774 inscrits sur les listes électorales aixoises, 81,18 % soit 16 053 voix ont participé aux votes, le taux d’abstention fut de 18,82 % soit 3 721 voix, 4,54 % soit 729 voix ont effectué un vote blanc ou nul et enfin 95,46 % soit 15 324 voix se sont exprimées.
Lors des élections municipales de mars 2008, le taux de participation, du premier et unique tour, fut faible avec seulement 58,75 % de votants. Sur les 20 247 inscrits sur listes électorales, 11 895 Aixois ont voté et 11 453 électeurs se sont exprimés. Le maire sortant Dominique Dord, tête de la liste Une ville d'avance, a été réélu avec une majorité absolue de 62,27 %, soit 7 132 voix. Il fut suivi du divers gauche Fabrice Maucci, tête de la liste Aix avenir : durable, solidaire, exemplaire, qui a recueilli 28,12 % des suffrages, soit 3 221 voix. Et enfin en troisième position, l'ancien maire aixois UDF Gratien Ferrari, tête de la liste Aix de tout cœur, s'étant présenté sans étiquette, obtient 9,6 %, soit 1 100 voix.
Aux élections régionales de 2010, c'est le rassemblement de la gauche et des écologistes qui fut en tête (43,3 %) devant l'UMP (40,5 %) et le FN (16,2 %). L'abstention fut forte avec 54,2 % de non-votants.
Aux élections municipales de 2014, Dominique Dord (UMP) a été réélu au premier tour avec 59,71 % des voix. Il était opposé à 3 autres candidats : Véronique Drapeau (FN) qui termine avec 15,33 %, André Gimenez (DVG) avec 12,98 % et Fabrice Maucci (FG) avec 11,96 %.
Aux élections départementales de 2015, lors du second tour, c'est Renaud Beretti et Marina Ferrari, sous l'étiquette « UMP », qui ont été élus avec 72,28 % des suffrages exprimés. Ils étaient opposés au binôme « front national » conduit par Serge Gathier et Julienne Gourdelier qui a obtenu le score de 27,72 %. Le taux d'abstention fut de 54,81 %.
Lors du second tour de l'élection régionale de 2015 en Auvergne-Rhône-Alpes, une triangulaire avait partagé trois listes de candidats. Sur Aix-les-Bains, la liste menée par Laurent Wauquiez (LR) a obtenu le plus de voix. Au niveau départemental et régional, c'est également la liste d'union de la droite conduite par Laurent Wauquiez qui a recueilli le plus de voix avec respectivement 38,75 % et 40,61 %,.
À l'élection présidentielle française de 2017, au premier tour, François Fillon (LR) avec 26,71 %, soit 4 280 voix, est arrivé en tête, suivi par Emmanuel Macron (EM) avec 24,98 %, soit 4 003 voix. Ensuite, Marine Le Pen (FN) avec 18,52 %, soit 2 968 voix, termine troisième. Jean-Luc Mélenchon (FI), en quatrième position, obtient un score de 16,21 % (2 598 voix). Enfin Benoît Hamon (PS) termine avec 5,02 % (804 votes). Les autres candidats n’obtiennent pas un score supérieur à 5 % sur la ville. Le taux d'abstention, pour ce premier tour, s'élève à 23,90 %. Au second tour, Emmanuel Macron arrive en tête avec un résultat de 68,94 %, soit 9 626 voix, face à Marine Le Pen avec 31,06 % (4 336 voix). Le taux d'abstention s'élève alors à 26,62 %.
Lors des élections municipales de mars 2020, la liste conduite par le maire sortant Renaud Beretti l'emporte dès le premier tour, avec plus de 54 % des suffrages exprimés en obtenant 28 sièges des 35 sièges à pourvoir, devant la liste Modem soutenue par En Marche menée par Marina Ferrari, son ancienne première adjointe, qui obtient 22,88 % des voix, celle du divers gauche Dominique Fie avec 11,53 % des voix et celle menée par André Gimenez, avec 10,89 % des voix. Renaud Beretti est réélu maire par l'assemblée municipale le 28 mai 2020.
|                                   | Canton          | 1er score | 1er score                                                   | 2e score | 2e score                                             | Participation |
| Élections municipales de 2020     |                 |           | 54,68 % pour Renaud Beretti (DVD)                           |          | 22,88 % pour Marina Ferrari (DVC)                    | 38,26 %       |
| Élections départementales de 2021 | Aix-les-Bains-1 |           | 61,12 % pour Florian Maitre et Nathalie Schmitt (DVD)       |          | 38,88 % pour Jean-Claude Croze et Linda Profit (DVD) | 31,89 %       |
| Élections départementales de 2021 | Aix-les-Bains-2 |           | 72,26 % pour Renaud Beretti et Karine Dubouchet-Revol (DVD) |          | 27,74 % pour Marion Gerlaud et Philippe Perrin (ECO) | 30,91 %       |
| Élections régionales de 2021      |                 |           | 57,86 % pour Laurent Wauquiez (UD)                          |          | 30,11 % pour Fabienne Grebert (UG)                   | 30,41 %       |
| Élections européennes de 2024     |                 |           | 28,45 % pour Jordan Bardella (RN)                           |          | 17,96 % pour Valérie Hayer (ENS)                     | 53,42 %       |
| Élections législatives de 2022    |                 |           | 62,91 % pour Marina Ferrari (ENS)                           |          | 37,09 % pour Christel Granata (NUP)                  | 44,23 %       |
| Élection présidentielle de 2022   |                 |           | 61,81 % pour Emmanuel Macron (LREM)                         |          | 38,19 % pour Marine Le Pen (RN)                      | 71,35 %       |
| Élections européennes de 2024     |                 |           | 28,45 % pour Jordan Bardella (RN)                           |          | 17,96 % pour Valérie Hayer (LREM)                    | 54,35 %       |
| Élections législatives de 2024    |                 |           | 62,75 % pour Marina Ferrari (MoDEM)                         |          | 37,25 % pour Typhanie Degois (LR-RN)                 | 68,69 %       |

### Politique locale
Le 3 octobre 2018, Dominique Dord annonce qu'il démissionne de son mandat de maire lors d'une conférence de presse : « Je suis maire depuis 18 ans, il faut une équipe plus jeune qui puisse se projeter sur les vingt ans à venir », déclare-t-il.
Renaud Beretti, jusqu'alors premier maire-adjoint, est élu maire lors d'un conseil municipal extraordinaire, le 17 octobre.

### Administration municipale
La population d'Aix-les-Bains étant comprise entre 20 000 et 29 999 habitants, son conseil municipal est constitué de 35 membres, dont le maire et ses adjoints.

#### Liste des maires
Depuis la Libération de la France, neuf maires se sont succédé à Aix-les-Bains :
| Période       | Période       | Identité        | Étiquette | Qualité |
| ------------- | ------------- | --------------- | --------- | --- |
| 1944          | 1947          | Calixte Duisit  |           | |
| 1947          | 1953          | Paul Dussuel    |           | |
| 1953          | décembre 1955 | Robert Barrier  |           | Décédé en fonction |
| décembre 1955 | mars 1963     | Lucien Spycher  | SE        | Démissionnaire |
| juin 1963     | 1969          | Édouard Dorges  | SE        | Inspecteur général des Ponts-et-Chaussées Démissionnaire |
| 1969          | 1985          | André Grosjean  | RPR       | Industriel conseiller général d'Aix-les-Bains-Centre (1963 → 1983) Maire de Mouxy (1953 → 1969) Déclaré inéligible.                                                                                               |
| mars 1985     | mars 1995     | Gratien Ferrari | UDF-AD    | Principal de collège Député de la Savoie (1re circ.) (1986 → 1988 et 1993 → 1997) |
| mars 1995     | mars 2001     | André Grosjean  | RPR       | Industriel retraité |
| mars 2001     | octobre 2018, | Dominique Dord  | UMP → LR  | Député de la Savoie (1re circ.) (1997 → 2017) Président de la CA du Lac du Bourget (2008 → ) Président de la CA Grand Lac (2017 → 2020) Démissionnaire                                                            |
| octobre 2018  | En cours      | Renaud Beretti  | LR        | Conseiller départemental d'Aix-les-Bains-2 (2015 → ) Vice-président du conseil départemental de la Savoie (2017 → ) Président de la CA Grand Lac (2020 → ) Président de la fédération Les Républicains de Savoie. |

#### Mairies de quartier
La mairie d'Aix-les-Bains a mis en place deux antennes de ville : une mairie de quartier à Lafin, remplaçant la simple antenne du Sierroz (2019) et l'antenne de Marlioz,. Il s'agit de relais pour les principaux services de la ville. On peut ainsi y effectuer de nombreuses démarches administratives, mais aussi des demandes d'appui et d'informations. Ces antennes sont compétentes, entre autres, en matière d'orientation pour les questions d’emploi, d’accompagnement des projets portés par les habitants (essentiellement issus du tissu associatif), de santé, de droit, de logement, de culture, d'éducation et de loisirs. Ces structures locales décentralisées permettent la diffusion d'informations sur les projets municipaux en cours ainsi que les projets envisagés où les habitants peuvent, le cas échéant, lorsque cela leur est demandé de pouvoir exprimer leur avis.

### Finances locales

#### Capacité d'autofinancement
Le tableau ci-dessous présente l'évolution de la capacité d'autofinancement d'Aix-les-Bains, sur une période de treize ans :
|                      | 2004 | 2005 | 2006 | 2007 | 2008 | 2009 | 2010 | 2011 | 2012 | 2013 | 2014 | 2015 | 2016 | 2017 |
| -------------------- | ---- | ---- | ---- | ---- | ---- | ---- | ---- | ---- | ---- | ---- | ---- | ---- | ---- | ---- |
| Aix-les-Bains        | 259  | 212  | 166  | 180  | 201  | 227  | 227  | 241  | 222  | 178  | 103  | 256  | 196  | 182  |
| Moyenne de la strate | 160  | 152  | 148  | 141  | 133  | 142  | 171  | 186  | 180  | 172  | 152  | 176  | 180  | 178  |

| ■ CAF d'Aix-les-Bains ■ CAF moyenne de la strate |

Comparée à la moyenne de la strate, la capacité d'autofinancement d'Aix-les-Bains observe un profil globalement supérieur à la moyenne de la strate. On note malgré tout une inversion de la tendance pour 2014.

#### Impôts locaux
Le tableau ci-dessous présente l'évolution des trois impôts locaux d'Aix-les-Bains (taxe d'habitation, taxe foncière, taxe sur le foncier non bâti), entre 2000 et 2017 :
|                      | 2000 | 2001 | 2002 | 2003 | 2004 | 2005 | 2006 | 2007 | 2008 | 2009 | 2010 | 2011 | 2012 | 2013 | 2014 | 2015 | 2016 | 2017 |
| -------------------- | ---- | ---- | ---- | ---- | ---- | ---- | ---- | ---- | ---- | ---- | ---- | ---- | ---- | ---- | ---- | ---- | ---- | ---- |
| Aix-les-Bains        | 563  | 560  | 460  | 475  | 473  | 483  | 497  | 515  | 528  | 511  | 533  | 571  | 593  | 599  | 595  | 611  | 603  | 598  |
| Moyenne de la strate | 645  | 633  | 371  | 393  | 405  | 419  | 437  | 451  | 467  | 482  | 506  | 525  | 540  | 556  | 566  | 582  | 607  | 613  |

| ■ Impôts locaux Aix-les-Bains ■ Impôts locaux Moyenne de la strate |

Comparés à la moyenne de la strate, les impôts locaux d'Aix-les-Bains observent un profil inférieur à ladite strate jusqu'en 2001. Puis, entre 2002 et 2015, ils sont supérieurs à la moyenne de la strate, avant de s'inverser de nouveau par la suite, pour passer sous la moyenne.
Les Aixois doivent par ailleurs s'acquitter d'un impôt local supplémentaire : la surtaxe sur la consommation d'eau, dont le montant est de 0,52 €/m3 en 2016. Cette compétence est transférée à Grand Lac en 2017.

#### Fonds de roulement
Par ailleurs, le fonds de roulement reste positif sur l'ensemble de la période et même assez largement supérieur à la moyenne de la strate, même s'il passe en dessous de celle-ci en 2017.

#### Endettement
Le montant de l'endettement par habitant, au 31 décembre 2017, est de 1 071 € (en nette baisse, −30,95 % par rapport à 2007), situé très légèrement au-dessus de la moyenne de la strate, qui est de 1 031 €.

### Jumelages
La ville d'Aix-les-Bains est jumelée avec trois villes étrangères, :
| Ville | Ville               | Pays | Pays   |
| ----- | ------------------- | ---- | ------ |
|       | Kislovodsk          |      | Russie |
|       | Milena              |      | Italie |
|       | Moulay Yaâcoub      |      | Maroc  |
|       | Rosemère            |      | Canada |
|       | Salsomaggiore Terme |      | Italie |

## Équipements et services publics

### Eau, déchets et environnement
Grand Lac gère la politique environnementale sur Aix-les-Bains et les communes aux alentours.

#### Agenda 21 et démarche«Zéro pesticide»
La ville s'est tournée vers le développement durable. Elle a lancé sa démarche d'Agenda 21 en 2002. Cette démarche a conduit à la rédaction et à l'approbation, en mai 2006, de l'Agenda 21. La ville ne publie pas d'indicateurs de suivi des actions de son Agenda 21.
Aix-les-Bains est par ailleurs la première ville de Savoie à se lancer dans la lutte intégrée en 2006,. La démarche « Zéro pesticide » est également appliquée sur l'ensemble du territoire communal.

#### Eau et assainissement
Concernant le lac du Bourget, la qualité de l'eau s'était progressivement dégradée pour aboutir dans les années 1950 à 1970 à un phénomène majeur d'eutrophisation, car le lac à l'époque était le déversoir naturel de toutes les canalisations d'égouts, avec en particulier, celles de Chambéry et d'Aix-les-Bains.
Aix-les-Bains est alimentée en eau potable par quatre ressources, dont deux principales : le pompage de l'eau du lac à Mémard et le pompage dans la nappe du Sierroz puis, si nécessaire, la source de la Monderesse à Cusy et le trop-plein de la source du Meunaz (premières hauteurs du mont Revard),. L'eau est ensuite traitée par l'usine de production de Mémard avec un traitement physico-chimique pour les deux premières ressources et par un traitement au chlore gazeux pour les deux sources complémentaires.
Précisons que l'eau du lac est captée à une profondeur d'environ trente mètres à trois endroits différents : Mémard (Aix), Tresserve et vers l'abbaye de Hautecombe. Chaque année, environ 2,5 millions de mètres cubes d'eau potable sont prélevés du lac pour desservir au maximum 80 000 personnes.
En 2017, l'eau potable est de bonne qualité sur l'ensemble de la ville, même si sa gestion doit être suivie. En effet, depuis 1998, une cyanobactérie (une espèce d'algue rouge) est présente dans les eaux du lac pendant plusieurs mois, la durée pouvant varier suivant les conditions climatiques. Cette dernière rend impossible le pompage d'eau dans le lac. La nappe phréatique du Sierroz devient alors la principale ressource.
Par ailleurs, des stations-service de traitement de l'eau ont été implantées en Savoie et notamment à Aix-les-Bains. Les rivières comme le Tillet ou encore le Sierroz ont ainsi été assainies, améliorant au passage la qualité des eaux du lac et la régénération des espèces aquatiques.
Le réseau d'eau potable de la ville est géré depuis 1988 par la "SAUR", dans le cadre d'une délégation de service public conclue pour une durée de 30 ans. En 2015, 100 % des prélèvements réalisés dans le cadre du contrôle sanitaire étaient conformes aux normes en vigueur. Si l'eau potable d'Aix-les-Bains est donc de bonne qualité, les performances du réseau d'adduction restent nettement insuffisantes. Fin 2015, le rendement du réseau était de 60,6 % (en recul par rapport à 2014 où il était de 61,2 %), soit 39,4 % de fuites.
Grand Lac s'occupe depuis le 1er janvier 2017 de la gestion généralisée de l'eau potable. Les communes ne s'occupent donc plus de cette compétence. Dans un délai de dix ans à compter de 2017, un tarif unique sera instauré pour tous les habitants de l'agglomération.

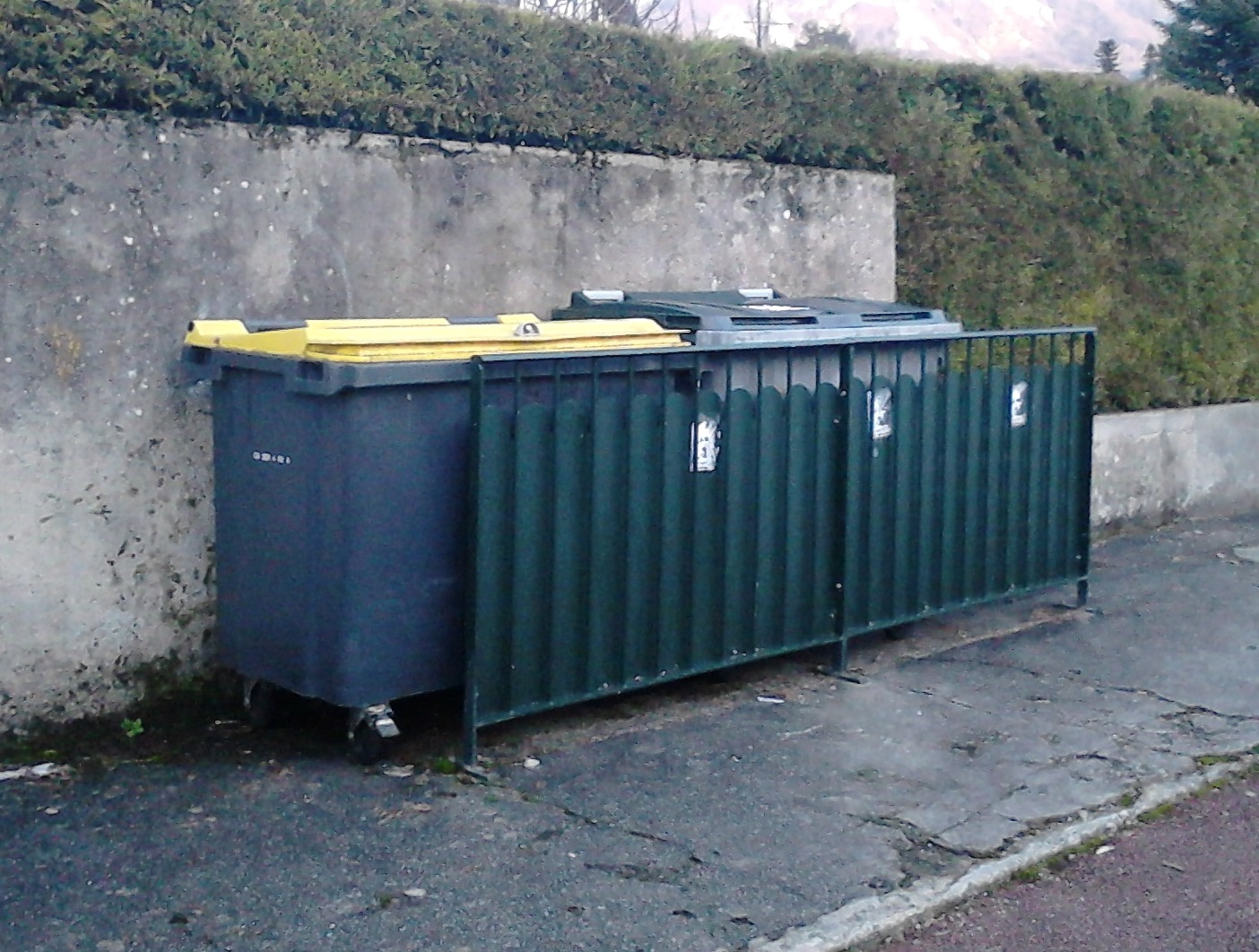
Des conteneurs de tri sélectif dans un quartier d'Aix-les-Bains.

#### Déchets ménagers
Pour le traitement des ordures ménagères, des poubelles roulantes et des conteneurs fixes collectifs sont mis en place par la communauté d'agglomération dans toutes les voies de la ville. Par ailleurs, des conteneurs plus importants verts, bleus et jaunes pour le verre, les journaux-revues-magazines et les plastiques sont disposés sur divers endroits du territoire communal, en moyenne par zones de 500 habitants. Une collecte des déchets encombrants est réalisée tous les mois par la communauté d'agglomération. Enfin, les Aixois ont accès aux déchetteries de Drumettaz-Clarafond ou de Grésy-sur-Aix, aux limites sud et nord de la commune.

### Espaces publics

#### Cadre de vie et espaces verts
Aix-les-Bains est une ville fleurie 4 fleurs au label national des villes et villages fleuris depuis 1974,. Primée régulièrement, la commune possède par ailleurs plusieurs prix :
- Grand prix national du fleurissement[263] ;
- Grand prix national du fleurissement d'automne en 1991[274] ;
- Grand prix européen des villes et villages fleuris en 1992[274] ;
- En 2011, la Fleur d'or[263]. Millésimée, elle est décernée pour un an et ne pourra plus être attribuée à nouveau à la ville avant six ans[263] ;
- En 2014, une mention spéciale : « gestion écologique du jardin Vagabond et reconquête du Port du Tillet »[275] ;
- En 2017, une deuxième Fleur d'or[276]. Seules huit autres communes françaises ont obtenu deux fois cette récompense depuis son instauration en 2008.

La ville comporte également plusieurs parcs et forêts, tels que le parc floral des Thermes ou bien le bois Vidal, recensés sur la page des espaces verts d'Aix-les-Bains.

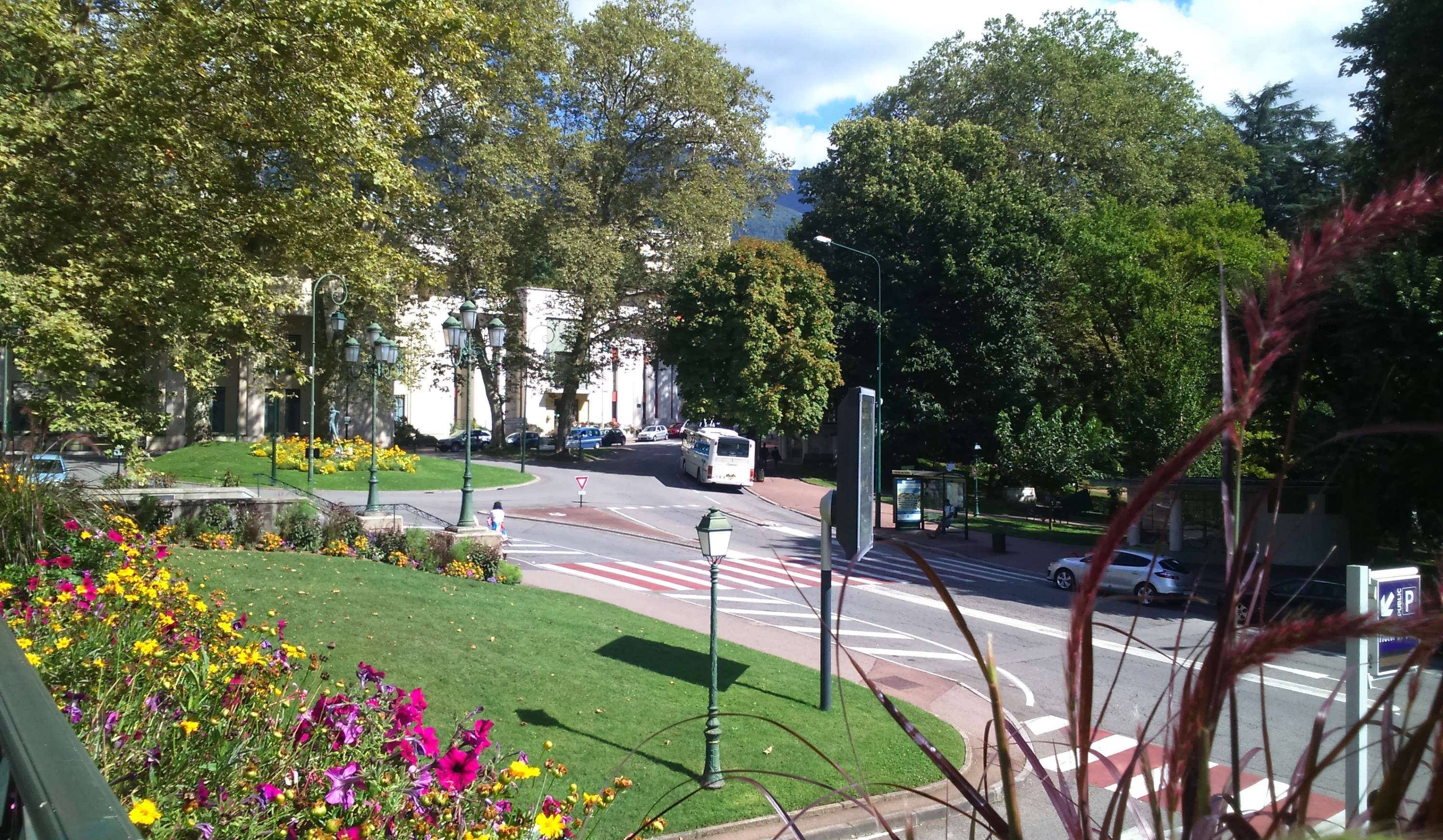
Avenue photographiée depuis le square de l'hôtel de ville d'Aix-les-Bains.
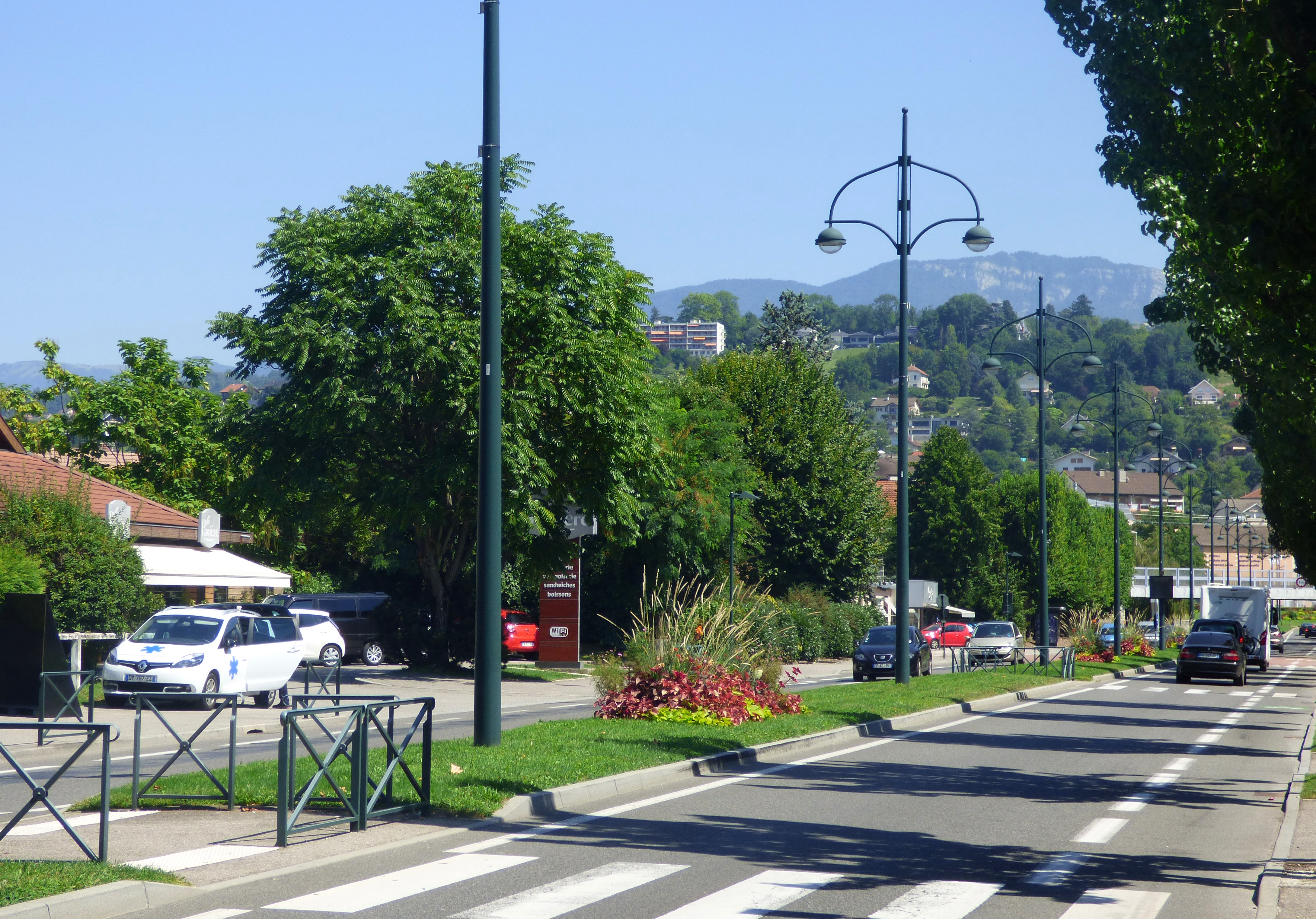
Route départementale en direction du centre-ville.
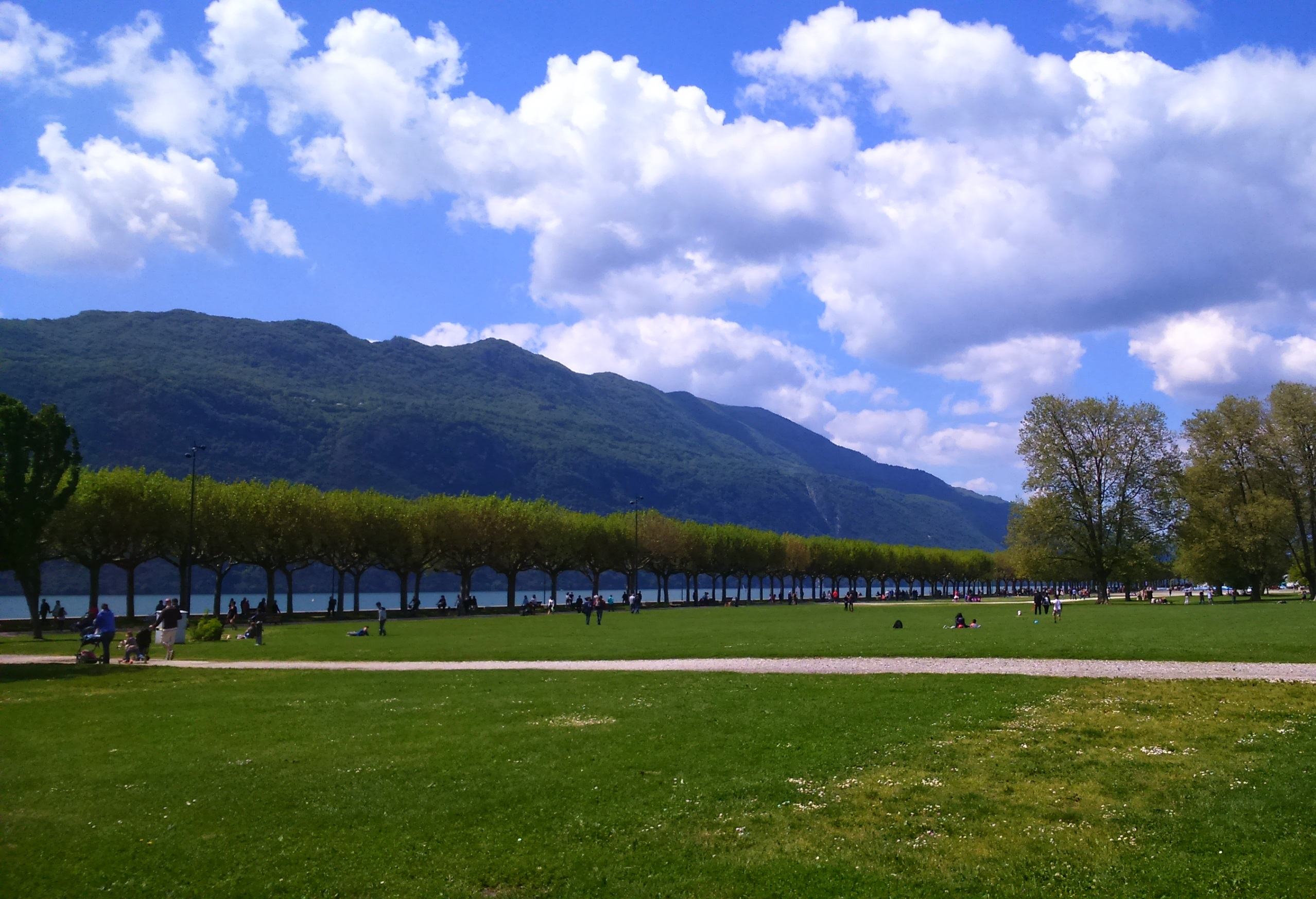
L'esplanade du Lac.
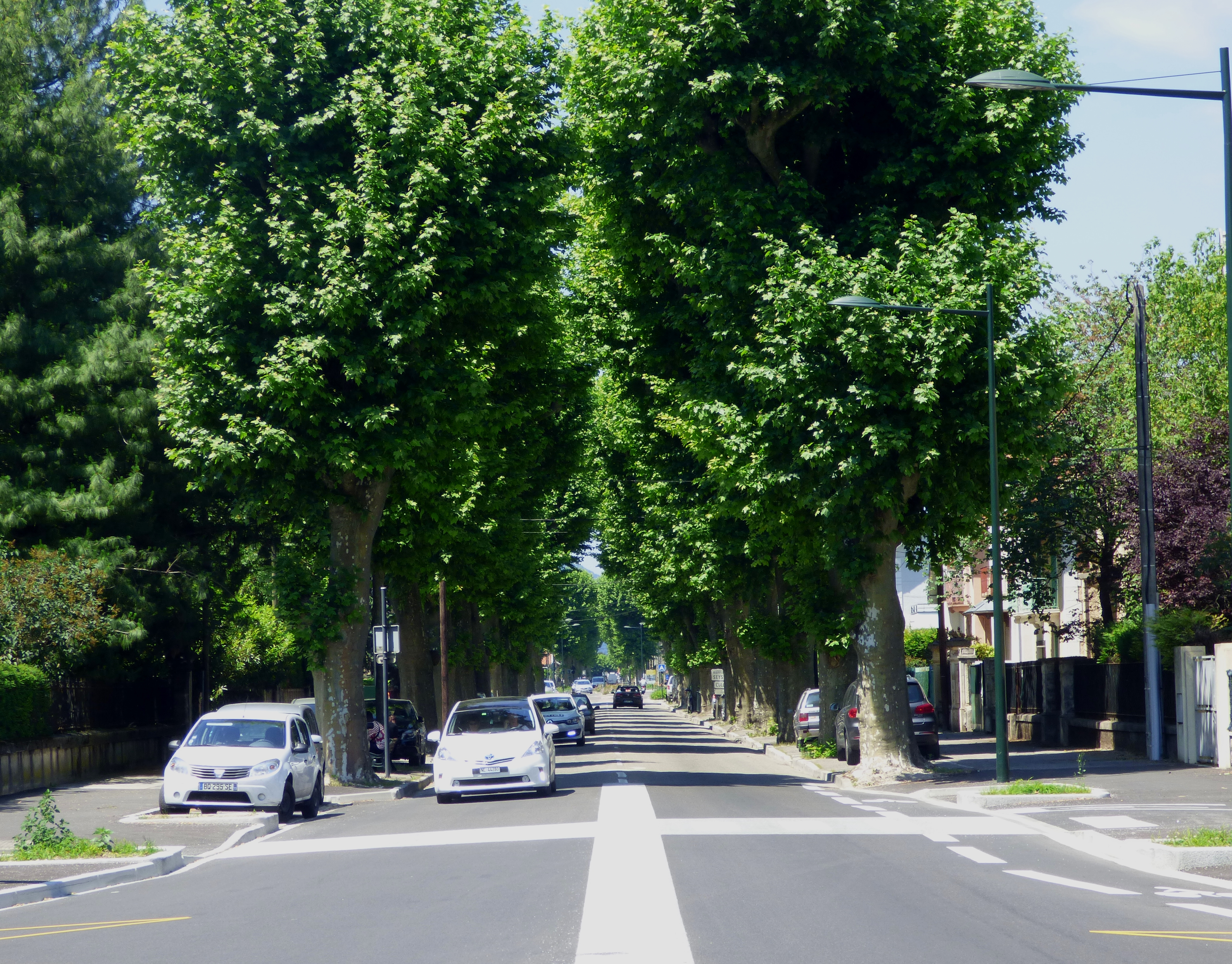
L'avenue du Grand Port, en direction du lac, bordée de platanes.
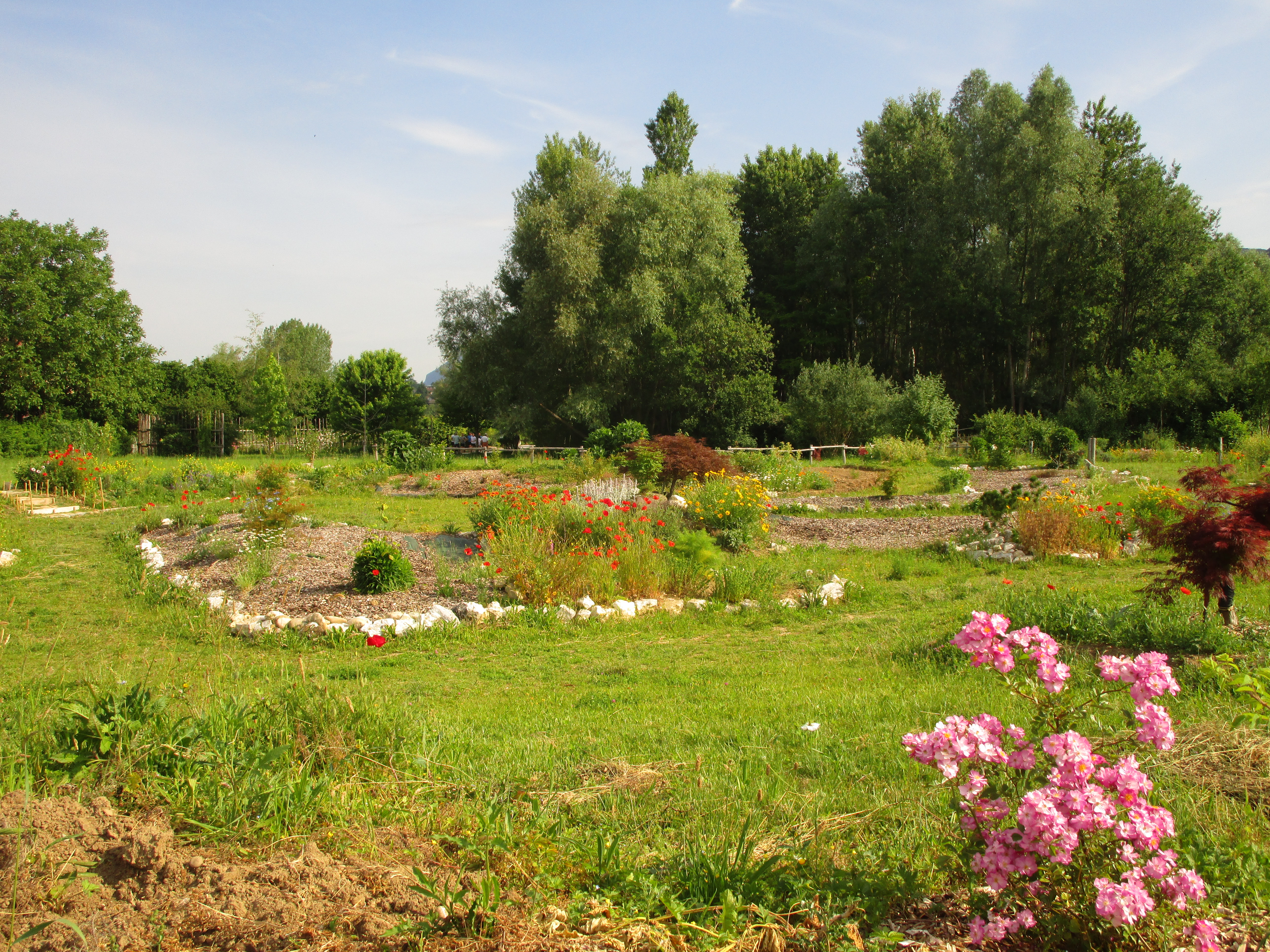
Le jardin Vagabond.

### Enseignement
La commune d'Aix-les-Bains est rattachée à l'académie de Grenoble.

#### Primaire

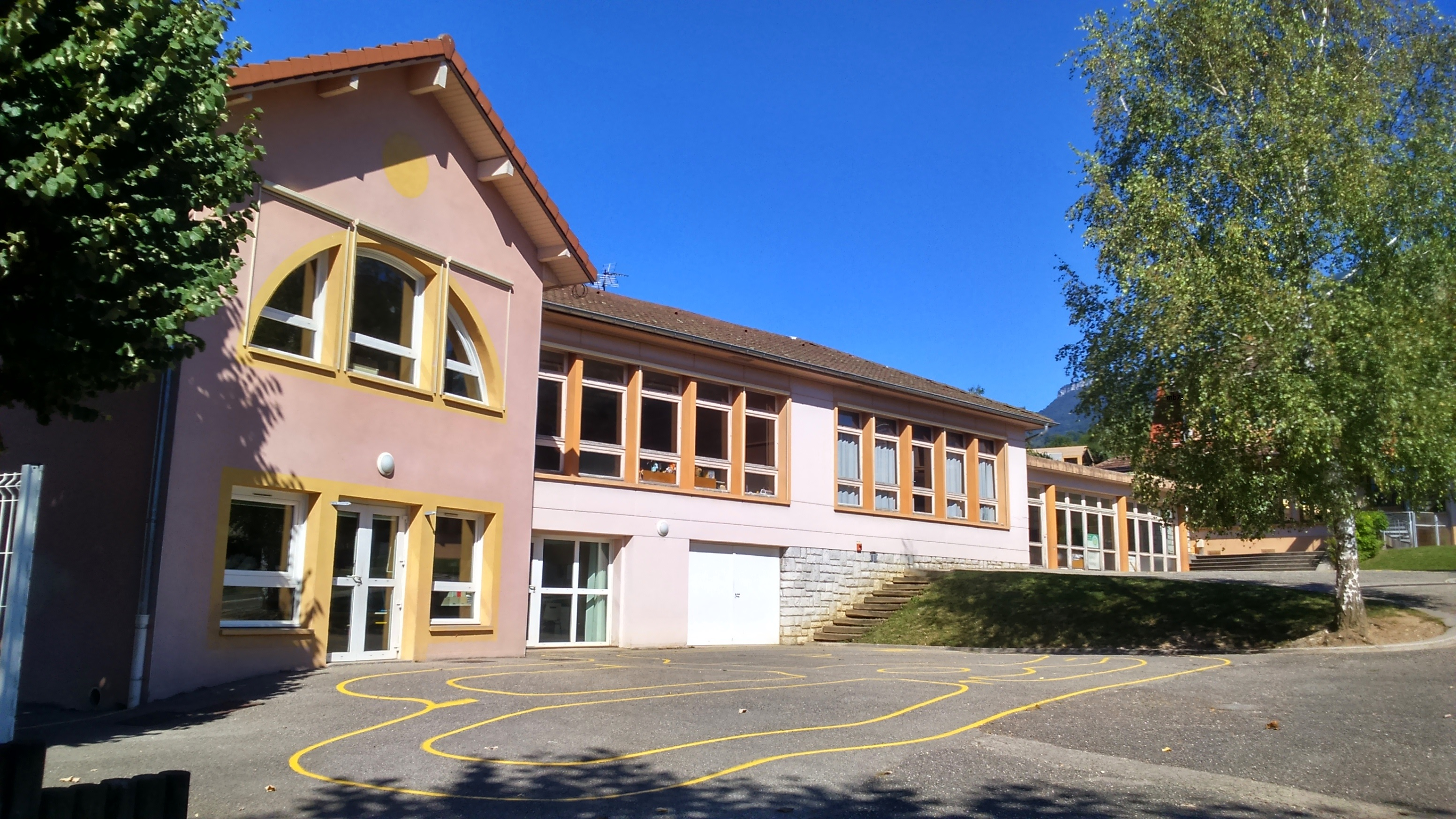
L'école primaire de Boncelin (vue sur le bâtiment de la maternelle).

Aix-les-Bains met à disposition des habitants de la ville plusieurs équipements scolaires, dont dix-sept écoles. Entre autres, six sont des écoles maternelles, six des écoles élémentaires et cinq des écoles primaires maternelles et élémentaires. Deux de ces écoles primaires sont sous enseignement privé sous contrat. Les écoles publiques accueillent environ 2 200 écoliers. Entre autres, on trouve ainsi dans la commune les écoles publiques du Centre, Franklin-Roosevelt, la Liberté, Lafin, Sierroz, Marlioz, Saint-Simond et l'école primaire publique Boncelin. Dans le secteur privé mais sous contrat, on peut citer les écoles Lamartine et Saint-Joseph.
Par ailleurs, l'école maternelle du centre a reçu une distinction particulière : le « Trophée 2015 Bâtiment Santé ». Cette récompense est le fruit d'un important chantier mené par la ville mêlant qualité de vie des enfants et enjeux sanitaires, énergétiques et environnementaux.

#### Secondaire
La commune dispose de trois collèges publics, que sont Garibaldi, Jean-Jacques-Perret, Marlioz. Elle compte deux collèges privés sous contrat à savoir le collège catholique Lamartine et le collège Talmudique.
Aix-les-Bains ne possède qu'un seul lycée général, technologique et professionnel public : le lycée polyvalent Marlioz.

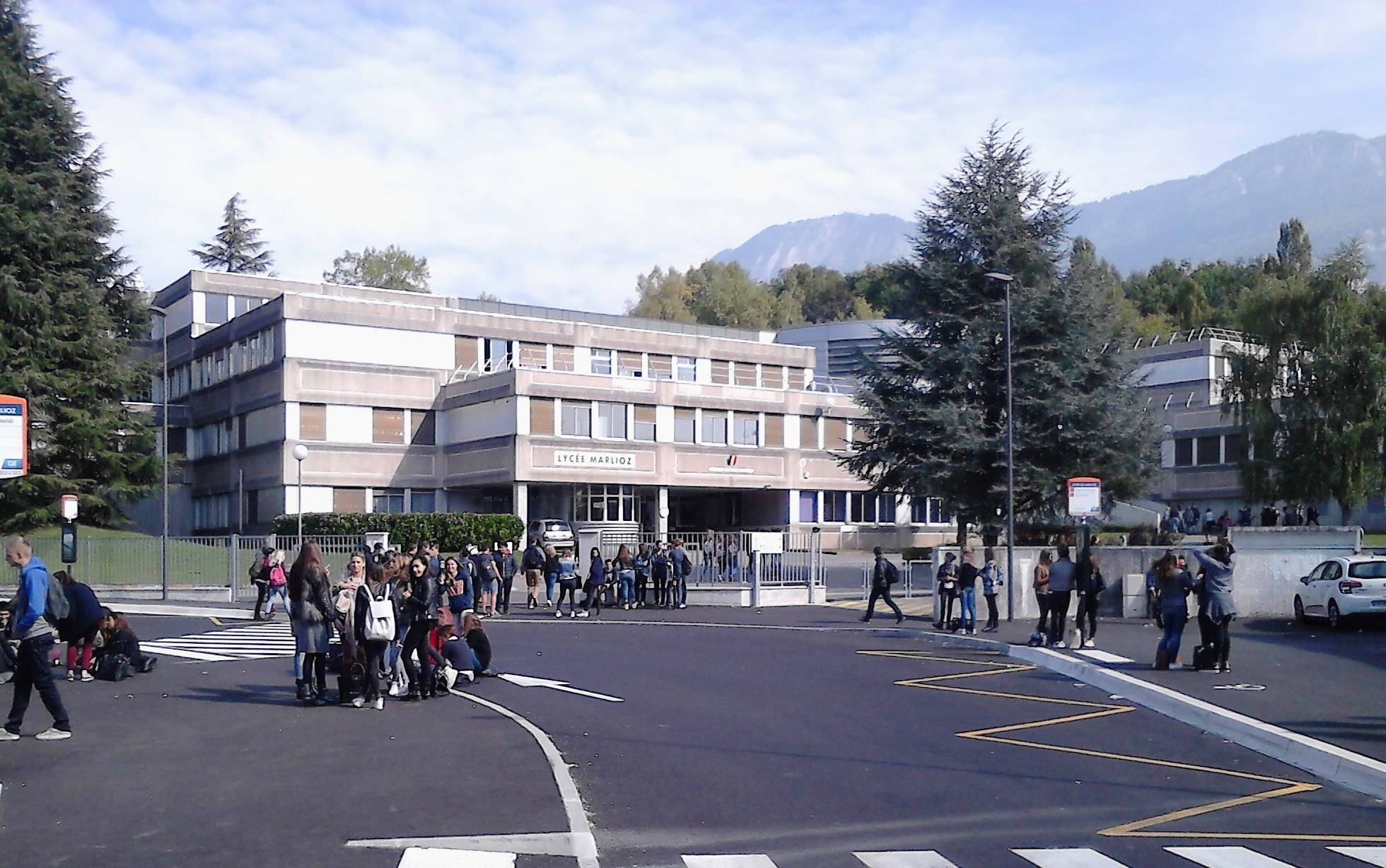
Le lycée polyvalent Marlioz situé à l'extrême sud de la ville.

Ce dernier offre certaines formations postsecondaires (baccalauréats professionnels, BTS notariat ou commerce). Il accueille 1 211 élèves pour l'année scolaire 2016-2017. Par ailleurs, le taux de réussite au baccalauréat en 2017 s'élevait à 96,8 % (+0,8 % par rapport à 2016),, toutes filières confondues, pour un résultat de 87,9 % au niveau national.
Deux autres lycées privés et sous contrat sont également présents à savoir le lycée général Talmudique et le lycée général Tomer-Deborah.
La ville accueille également d'autres établissements de formation. On peut par exemple citer la présence depuis 2006 de l'école privée supérieure « Peyreffite esthétique » implantée dans les thermes nationaux d'Aix-les-Bains,.

### Postes et télécommunications
Un bureau de poste est établi au centre ville d'Aix-les-Bains, des antennes sont également présentes.

#### Internet
Aix-les-Bains est récompensée pour sa politique Internet par le label « Ville Internet » avec @@@@@ depuis 2015 (mentions spéciales « Démocratie » et « Télétravail » en 2016 et 2017). En 2022, la ville est distinguée « territoire numérique d'excellence » pour trois ans. Aix-les-Bains est ainsi la commune la mieux récompensée de son département, de la Haute-Savoie et de l'Ain pour avoir obtenu la récompense maximale au label.
Déployée en Savoie depuis 2012, la fibre optique s'installe aussi progressivement sur la ville d'Aix-les-Bains. Début 2016, la commune a décidé de créer son propre projet permettant ainsi de déployer cette nouvelle forme de transmission de données à tous les foyers d'Aix-les-Bains d'ici à 2020. Fin 2018, selon le quotidien local, « la fibre optique se fait attendre », mais le projet, mené par Orange, poursuit son cours.

### Santé
Aix-les-Bains est la première ville thermale de France à faire partie des 84 villes et structures intercommunales du réseau français des Villes-Santé OMS. Cela implique une adhésion pour la municipalité à la doctrine de l'OMS Santé pour tous. L'association du réseau français des Villes-Santé de l'OMS a été créée en 1990, la commune y a adhéré en 2008.

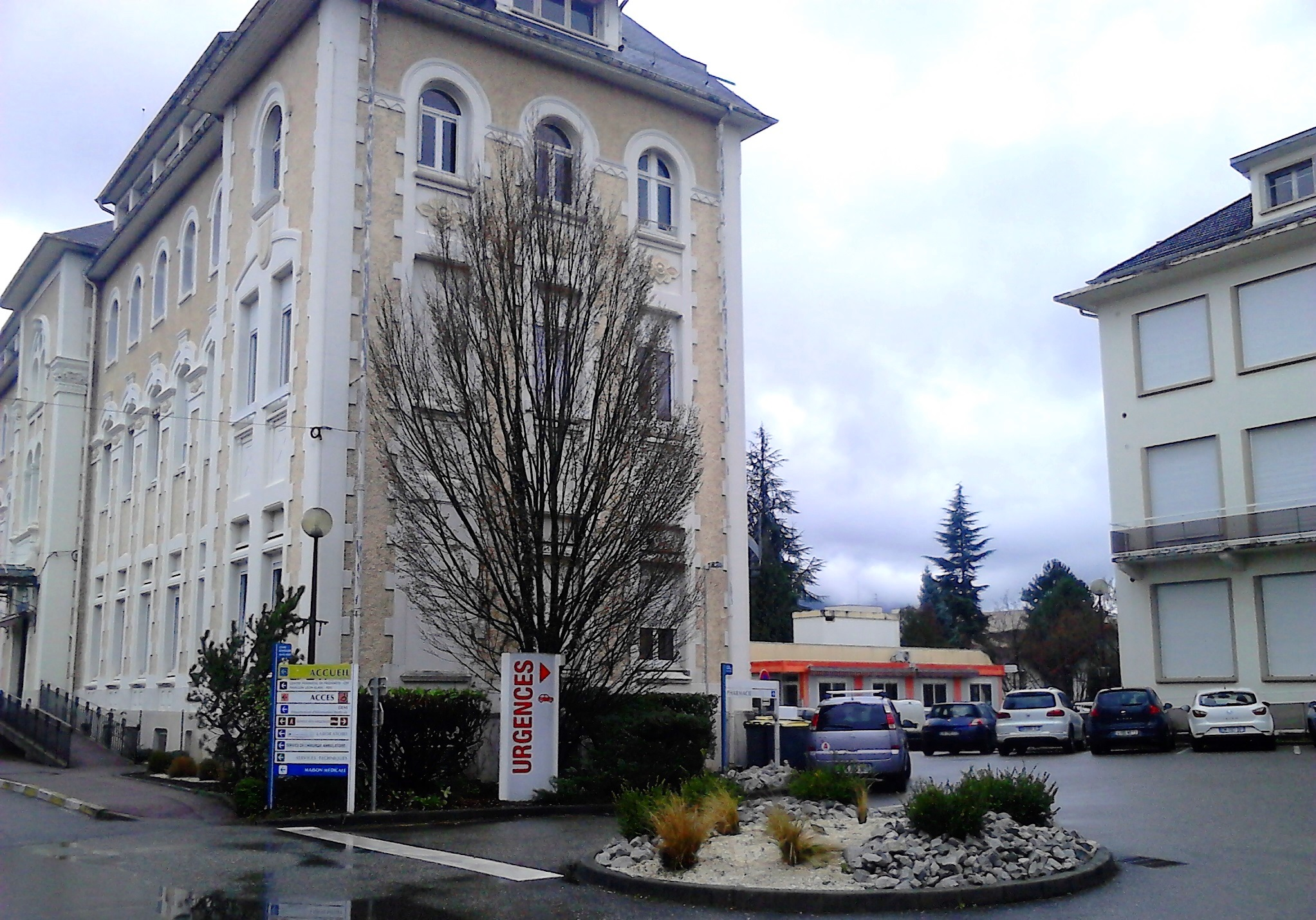
Entrée des urgences de l'hôpital général d'Aix-les-Bains.

On recense dans la commune deux hôpitaux, dont le principal est l'hôpital général d'Aix-les-Bains. Ce centre hospitalier comporte de nombreux équipements tels plusieurs blocs opératoires, des scanners, des laboratoires d'analyses ainsi que la présence d'une IRM,. L'hôpital a enregistré 15 455 passages au service des urgences en 2013. Celui-ci a par ailleurs fusionné avec le centre hospitalier de Chambéry au début de l'année 2015. Le centre s'appelle désormais le centre hospitalier Métropole Savoie. La cause du regroupement serait la fragilité des services présents à l'hôpital d'Aix-les-Bains. En effet, le centre avait fermé plusieurs services, dont celui de la maternité en 2010. Selon les journalistes, « la responsabilité en reviendrait à l'ancienne direction qui n'aurait pas assez anticipé les besoins actuels. ».

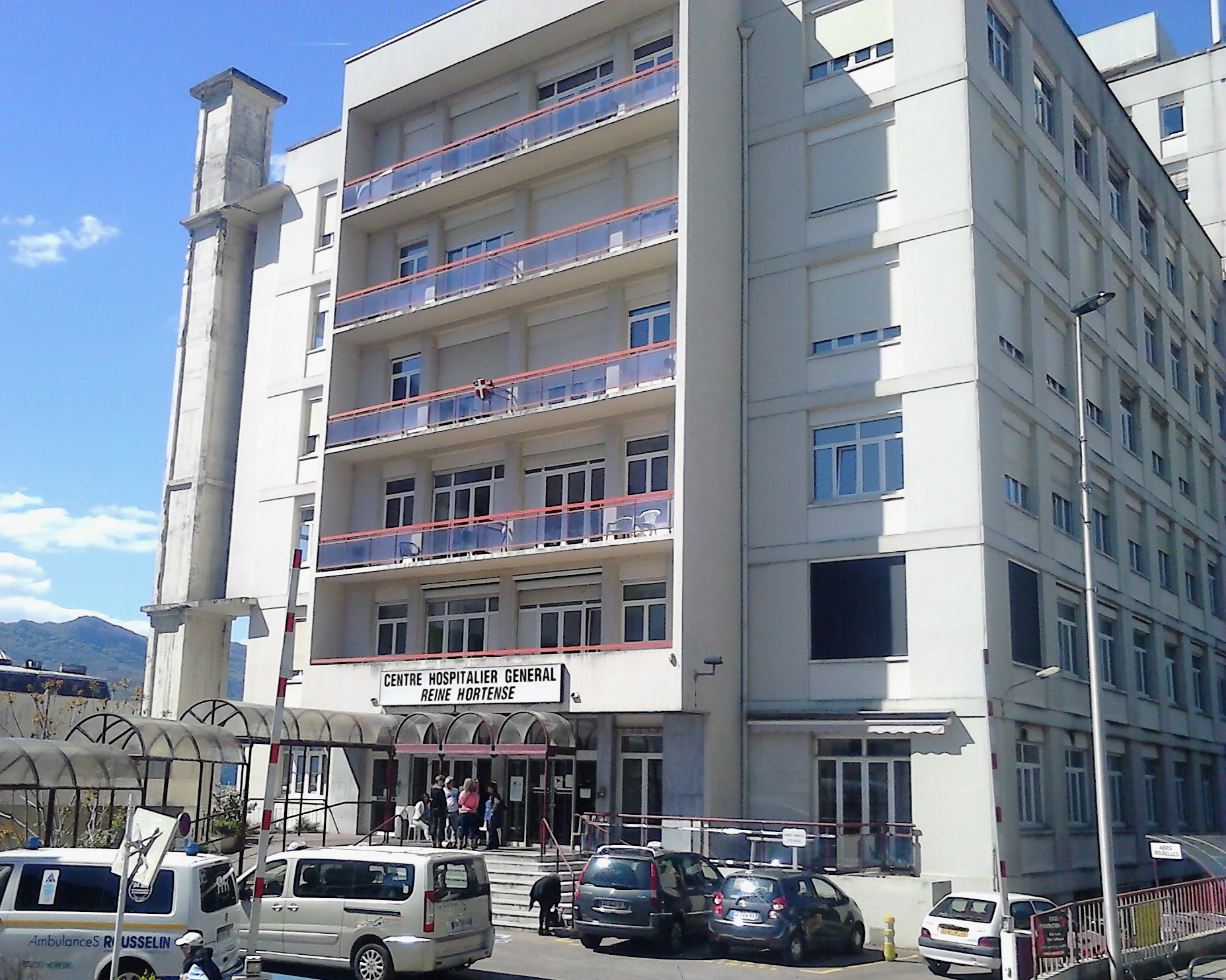
Entrée de L'hôpital de la Reine Hortense.

Le second hôpital public, situé à seulement quelques mètres des anciens thermes nationaux, est celui de la Reine Hortense. Cet hôpital sert principalement aux petites urgences ainsi qu'aux séjours de convalescences. Le centre hospitalier possède tout de même des services en rhumatologie ainsi qu'en rééducation. De plus, un scanner est recensé ainsi que des salles de radiologie.
Une clinique privée est également implantée sur les hauteurs de la ville ; il s'agit de la clinique Herbert inaugurée le 7 novembre 1980. Avec une capacité de 91 places d'hospitalisation en chirurgie, dont 78 en hospitalisation complète ou d'une semaine, la clinique est spécialisée, depuis le 6 septembre 2010, en chirurgie du rachis, en ophtalmologie, en orthopédie ainsi qu'en traumatologie,. En octobre 2017, à la suite de difficultés, elle abandonne le groupe Ramsay Générale de Santé pour conclure un partenariat avec le centre hospitalier Métropole Savoie.
Selon le Portail géographique des agences régionales de santé, en 2018, la ville dispose de 37 médecins généralistes. Sur une période de dix ans (2008-2018), ce nombre n'a pas beaucoup évolué, variant entre 36 et 42 en fonction des années. En 2020, le territoire de vie santé (TVS) d'Aix-les-Bains est malgré tout classé en zone de vigilance par l'outil Rézone, développé par l'assurance maladie. Parmi ces 37 médecins, 35 % ont entre 40 et 49 ans. La commune d'Aix-les-Bains correspond au « Bassin 73008 : Aix-les-Bains », soit une seule commune. La desserte médicale est estimée en septembre 2012 à un médecin généraliste pour 964 habitants.

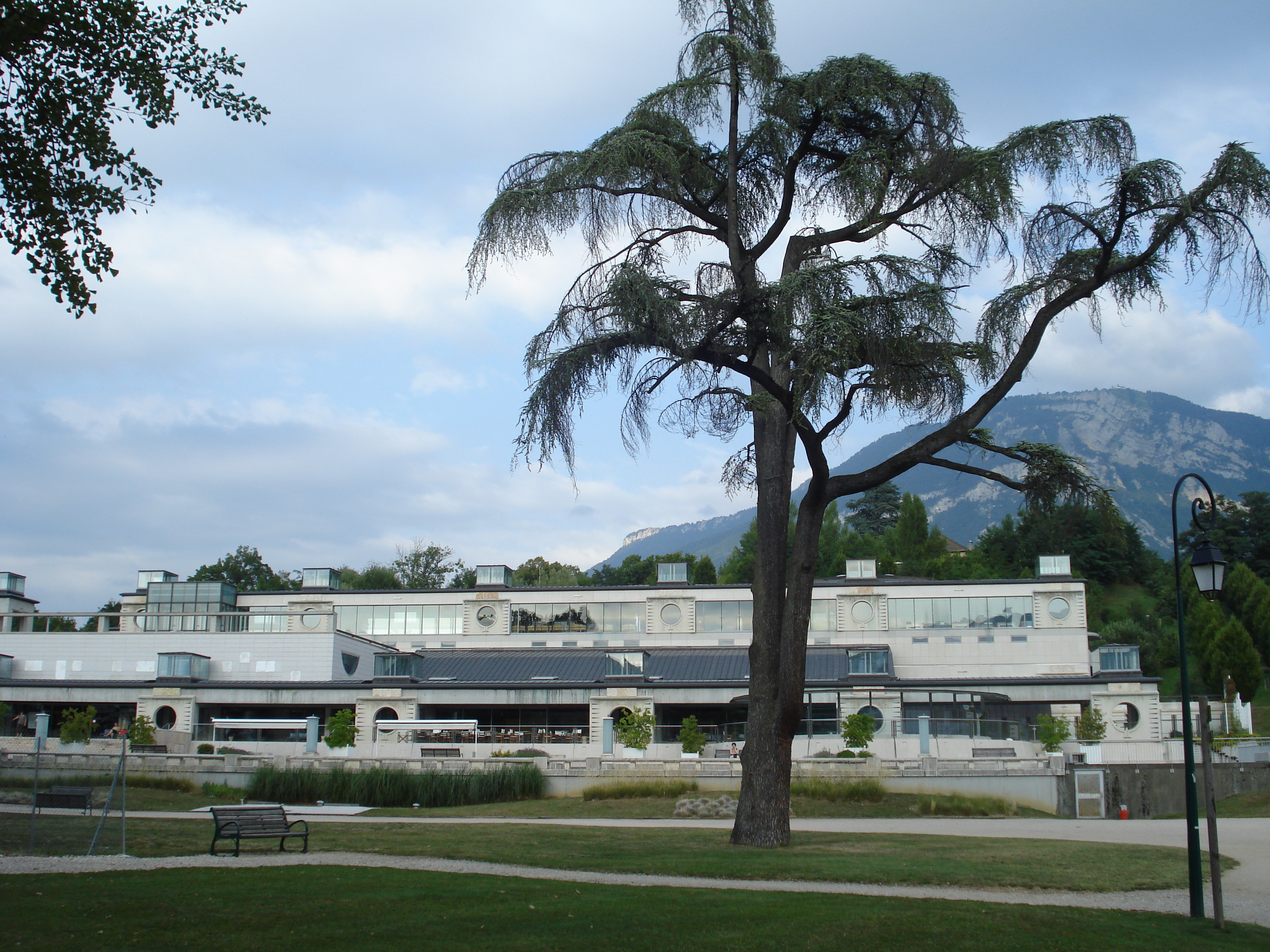
Les thermes Chevalley.

Près du lac du Bourget, on trouve également le centre de réadaptation fonctionnelle et de soins Gustav-Zander, nommé localement Zander. Ce dernier est une clinique privée indépendante. Le centre est spécialisé en rééducation fonctionnelle et réadaptation motrice, traumatologique, orthopédique, neurologique et cardiovasculaire. Le lieu accueille plus de 1 000 patients par an ; la durée moyenne des séjours étant d'environ un mois. En 2008, après d'importants travaux, la clinique a augmenté sa capacité d'hébergement à 110 lits et places ; la surface totale avoisinant alors les 6 000 m2.
Station thermale depuis de nombreux siècles, Aix-les-Bains possède deux établissements thermaux. Les Thermes Chevalley, situés sur les premières hauteurs de la ville, spécialisés en rhumatologie et phlébologie et les Thermes de Marlioz, spécialisés dans les maladies des voies respiratoires et affections ORL, sont ainsi recensés.

### Justice, sécurité, secours et défense

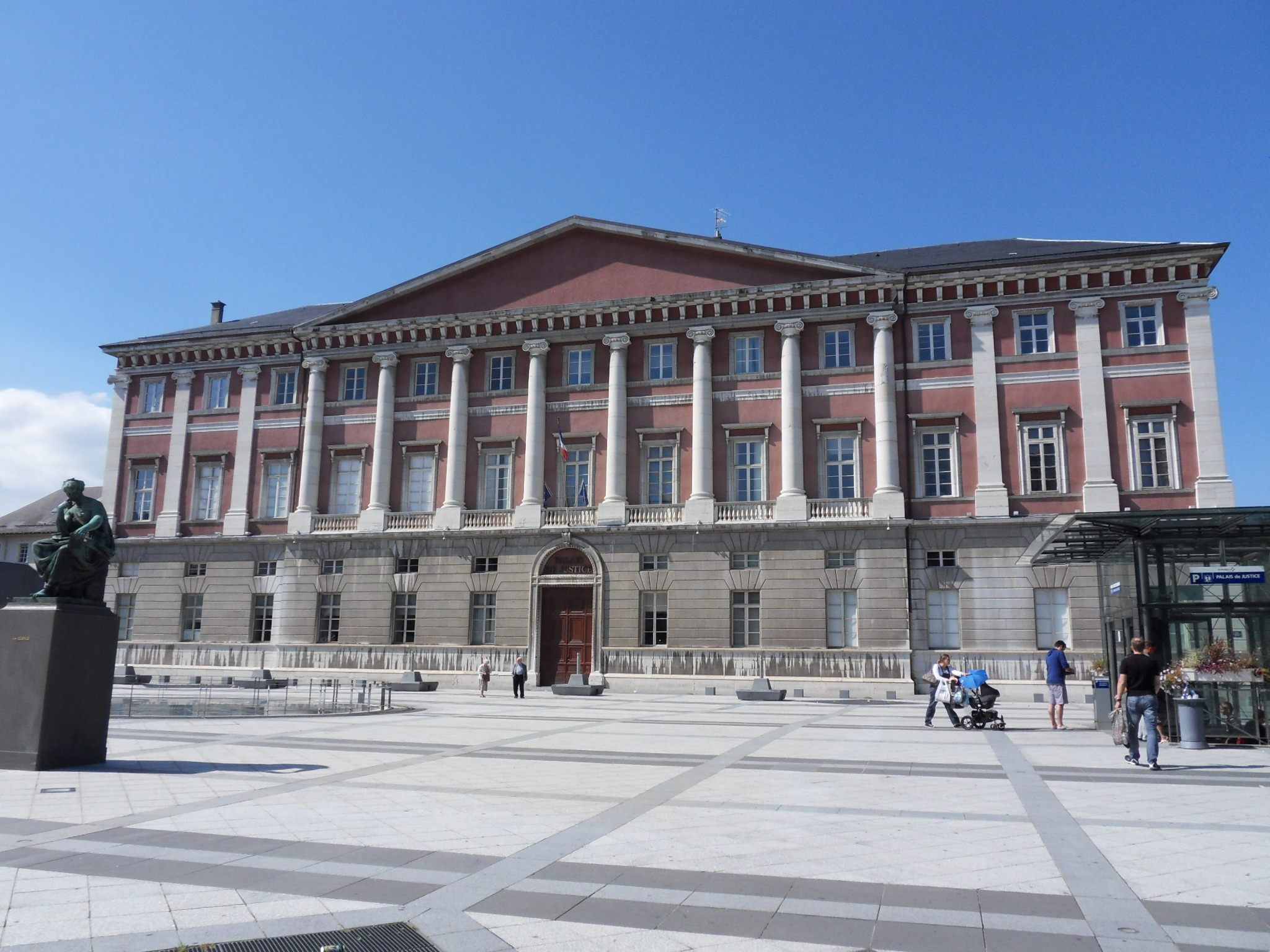
Le palais de justice de Chambéry.

#### Justice
La ville d'Aix-les-Bains dispose de quelques instances judiciaires. Un conseil de prud'hommes une maison de la justice et du droit sont recensés,. Pour ce qui est des autres instances judiciaires, le bassin aixois dépend de la ville de Chambéry. Suivant le découpage judiciaire, Aix-les-Bains est dépendante de la cour d'appel de Chambéry, du tribunal judiciaire de Chambéry, du tribunal pour enfants, du tribunal de commerce de Chambéry, du tribunal des affaires de la sécurité sociale de la Savoie et de la Chambre des Avoués près la cour d'appel de Chambéry.

#### Sécurité
« Si on se compare à une ville de taille identique, on est dans la moyenne » en termes d'infractions, précise dans un hebdomadaire local le commandant de la police nationale aixoise en décembre 2021. « La particularité d’ici, c’est qu’on a une population relativement âgée, et on constate […] qu’il y a donc beaucoup de vols par ruse ». Dans un entretien réalisé par Le Dauphiné en février 2017, Renaud Beretti, alors premier adjoint chargé de la sécurité, précise que « la délinquance est le reflet de l'évolution de notre société et [que] Aix n'y échappe pas ».
La ville d'Aix-les-Bains possède sur son territoire un commissariat de police nationale (dénombrant une soixantaine de fonctionnaires, dont 35 sur la voie publique, en 2021), un poste de police municipale et une brigade de gendarmerie.
La police municipale aixoise, comportant 17 agents au début de l'année 2022, est armée de revolvers et de flash-ball depuis 2017. Une brigade nocturne de police municipale est créée en 2021 ; elle comporte en janvier 2022 six agents dont un maître-chien. Une brigade motorisée devrait voir le jour en 2022.
Par ailleurs, afin de lutter contre les incivilités imputées aux sans-abri dans certains secteurs du centre-ville, un arrêté « anti-mendicité » est instauré en 2016 par la ville d'Aix-les-Bains. Cet arrêté, signé en novembre 2015, est le premier du genre en Savoie. Des perturbations sonores et visuelles sont également constatées au parc floral des Thermes où une brigade verte est instaurée depuis le printemps 2016.

##### Surveillance vidéo
Depuis 2013, la municipalité a mis en place un système de vidéosurveillance sur des lieux stratégiques, comme le centre-ville. Entre autres, une vingtaine de caméras ont été installées dans les écoles publiques d'Aix-les-Bains en 2016.
En 2021, Aix-les-Bains est la ville la plus équipée de la Savoie en termes de caméras, avec plus de 230 appareils installés. Outre le centre de supervision urbain, la police nationale peut également visionner en direct les images. Sur les trois principales entrées de la ville, des caméras sont équipées du système Lapi (lecture des plaques d'immatriculation). Par ailleurs, l'instauration de la vidéo-verbalisation dans certains secteurs bien définis pourrait intervenir en 2022.

##### Plan Vigipirate

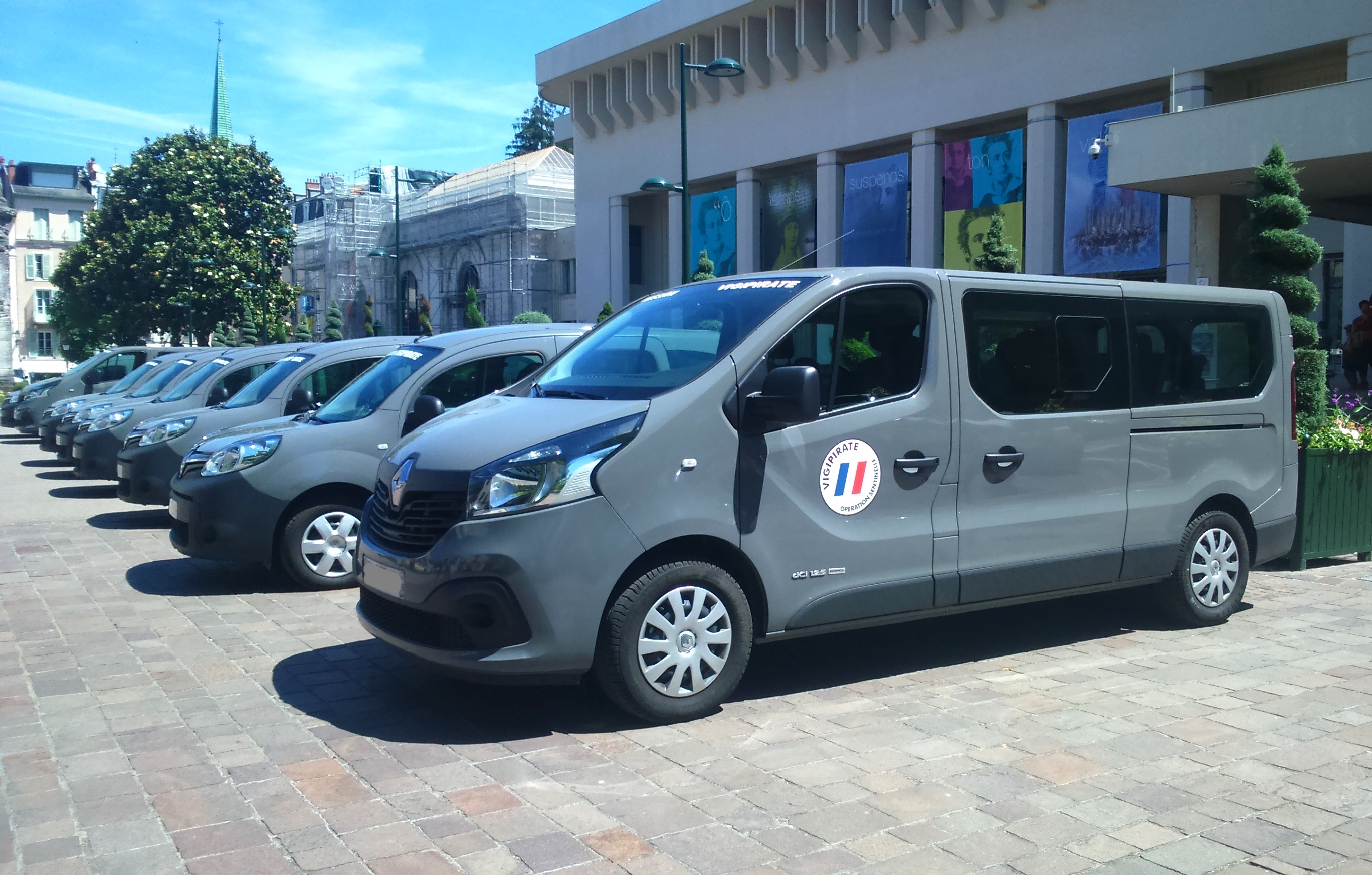
Véhicules de l'opération Sentinelle stationnés sur la place Maurice-Mollard fin juin 2016.

À la suite des attentats de janvier 2015, la ville accueille des renforts militaires dans le cadre de l'opération Sentinelle, dont une centaine de chasseurs alpins du 27e bataillon.
Aix-les-Bains abritant une communauté juive importante,, la sécurité est maximale aux abords des zones sensibles telles que les lieux de culte ou bien les écoles.

#### Services de secours et d'incendie
Une caserne de pompiers est présente pour Aix-les-Bains et ses communes voisines : il s'agit du centre de secours principal (CSP) de la « compagnie bassin opérationnel Aix-Chautagne ». Regroupant nombreuses spécialités (secours en montagne, plongée…), cette caserne est implantée à l'extrême nord d'Aix, sur le territoire administratif de la commune de Grésy-sur-Aix (bien que celle-ci soit très fréquemment située par les habitants de l'agglomération sur la ville d'Aix-les-Bains,). Une futur caserne est actuellement en construction, avec une fin des travaux estimée pour début 2026.
Par ailleurs, on recense plus de 400 hydrants (bouches et poteaux d'incendie notamment) répartis sur l'ensemble du territoire de la commune d'Aix-les-Bains.

#### Social et emploi
La commune possède une agence nationale pour l'emploi (Pôle emploi) et un centre de finances publiques. Un centre communal d'action sociale et un centre de sécurité sociale « Caisse Primaire d'Assurance Maladie » sont également installés sur le territoire communal.

#### Autres
Un refuge animalier « Amis des Bêtes » est présent sur les hauteurs de la ville.

## Population et société

### Démographie

#### Évolution démographique
Aix-les-Bains compte plus de 30 000 habitants, ce qui en fait la deuxième ville la plus peuplée de son département. On peut même préciser que les Aixois représentent près de 7 % de la population savoyarde.
Les relevés démographiques montrent une augmentation franche et régulière de la population aixoise, tout comme son département en moyenne.
L'évolution du nombre d'habitants est connue à travers les recensements de la population effectués dans la commune depuis 1793. Pour les communes de plus de 10 000 habitants les recensements ont lieu chaque année à la suite d'une enquête par sondage auprès d'un échantillon d'adresses représentant 8 % de leurs logements, contrairement aux autres communes qui ont un recensement réel tous les cinq ans,.

En 2022, la commune comptait 32 175 habitants, en évolution de +7,97 % par rapport à 2016 (Savoie : +3,63 %, France hors Mayotte : +2,11 %).
| 1793  | 1800  | 1806  | 1822  | 1838  | 1848  | 1858  | 1861  | 1866  |
| ----- | ----- | ----- | ----- | ----- | ----- | ----- | ----- | ----- |
| 1 415 | 1 596 | 2 018 | 2 813 | 3 556 | 3 850 | 4 116 | 4 253 | 4 373 |

| 1872  | 1876  | 1881  | 1886  | 1891  | 1896  | 1901  | 1906  | 1911  |
| ----- | ----- | ----- | ----- | ----- | ----- | ----- | ----- | ----- |
| 4 182 | 4 399 | 4 741 | 5 580 | 6 296 | 8 328 | 8 120 | 8 679 | 8 934 |

| 1921  | 1926   | 1931   | 1936   | 1946   | 1954   | 1962   | 1968   | 1975   |
| ----- | ------ | ------ | ------ | ------ | ------ | ------ | ------ | ------ |
| 8 764 | 11 563 | 13 020 | 12 889 | 14 556 | 15 680 | 18 132 | 20 627 | 22 210 |

| 1982   | 1990   | 1999   | 2006   | 2011   | 2016   | 2021   | 2022   | - |
| ------ | ------ | ------ | ------ | ------ | ------ | ------ | ------ | - |
| 23 451 | 24 683 | 25 782 | 27 375 | 28 585 | 29 799 | 31 874 | 32 175 | - |

En 2016, la ville se trouve au 276e rang national.
La croissance démographique d'Aix est en constante augmentation grâce à son attractivité. Notons parallèlement que son solde naturel tend à décliner et même à devenir négatif (période 2013-2018).
|                                           | 1968 - 1975 | 1975 - 1982 | 1982 - 1990 | 1990 - 1999 | 1999 - 2008 | 2008 - 2013 | 2013 - 2018 |
| ----------------------------------------- | ----------- | ----------- | ----------- | ----------- | ----------- | ----------- | ----------- |
| Taux de variation annuel de la population | 1,1 %       | 0,8 %       | 0,6 %       | 0,5 %       | 0,6 %       | 1,8 %       | 0,3 %       |
| Solde naturel                             | + 0,4 %     | + 0,1 %     | + 0,2 %     | + 0,2 %     | 0,0 %       | 0,0 %       | - 0,1 %     |
| Solde migratoire                          | + 0,6 %     | + 0,6 %     | + 0,4 %     | + 0,3 %     | + 0,5 %     | + 1,8 %     | + 0,4 %     |

#### Pyramide des âges
En 2018, le taux de personnes d'un âge inférieur à 30 ans s'élève à 29,8 %, soit en dessous de la moyenne départementale (33,6 %). À l'inverse, le taux de personnes d'âge supérieur à 60 ans est de 33,9 % la même année, alors qu'il est de 26,7 % au niveau départemental.
En 2018, la commune comptait 13 781 hommes pour 16 212 femmes, soit un taux de 54,05 % de femmes, largement supérieur au taux départemental (51,04 %).
Les pyramides des âges de la commune et du département s'établissent comme suit.
| Hommes | Classe d’âge | Femmes |
| ------ | ------------ | ------ |
| 1,3    | 90 ou +      | 3,2    |
| 9,9    | 75-89 ans    | 14,4   |
| 18,6   | 60-74 ans    | 19,8   |
| 20,5   | 45-59 ans    | 19,5   |
| 18,0   | 30-44 ans    | 14,9   |
| 16,6   | 15-29 ans    | 15,3   |
| 15,2   | 0-14 ans     | 12,8   |

| Hommes | Classe d’âge | Femmes |
| ------ | ------------ | ------ |
| 0,7    | 90 ou +      | 2      |
| 7,2    | 75-89 ans    | 9,9    |
| 17,1   | 60-74 ans    | 18     |
| 21,1   | 45-59 ans    | 20,4   |
| 18,9   | 30-44 ans    | 18,4   |
| 17,2   | 15-29 ans    | 15,1   |
| 17,7   | 0-14 ans     | 16,2   |

#### Taille des ménages
Voici ci-dessous, l'évolution de la taille des ménages aixois.
| Années                                            | 1968 | 1975 | 1982 | 1990 | 1999 | 2008 | 2013 | 2018 |
| ------------------------------------------------- | ---- | ---- | ---- | ---- | ---- | ---- | ---- | ---- |
| Nombre moyen d'occupants par résidence principale | 2,9  | 2,7  | 2,5  | 2,3  | 2,1  | 2,0  | 2,0  | 1,9  |
| Sources des données : INSEE                       |      |      |      |      |      |      |      |      |

### Manifestations culturelles et festivités

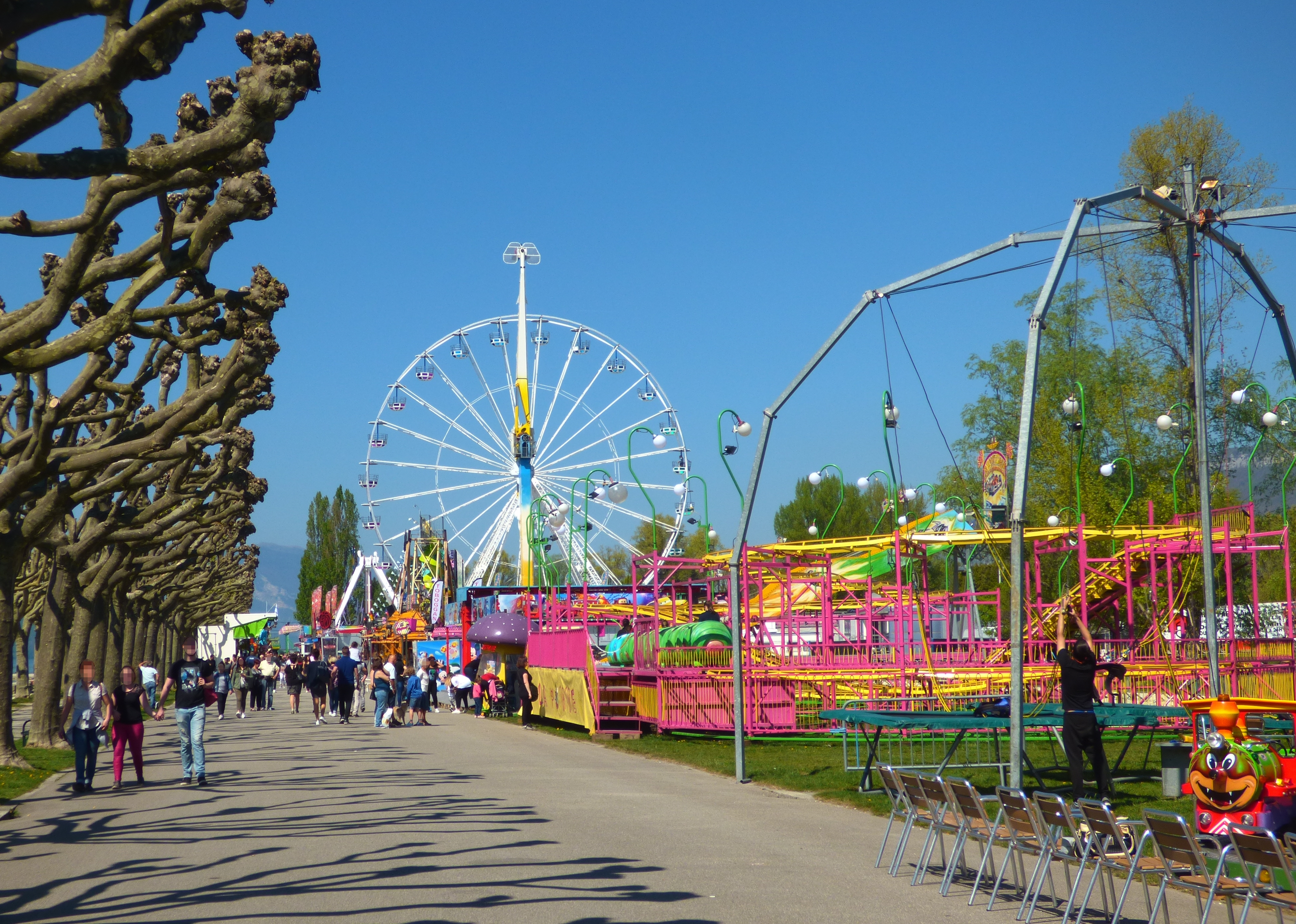
La fête foraine "Méga Park" au printemps 2017.

De nombreuses manifestations rythment la cité thermale, notamment lors de la saison estivale et touristique. En effet, on retrouve des spectacles de musique, des conférences, des visites et expositions, des compétitions sportives ou des fêtes et autres animations.
Entre la fin du mois de mars et le début du mois de mai, la fête foraine « Méga Park » s'installe sur l'esplanade du Lac. Implantée pendant plus d'un mois, elle propose, entre autres, manèges et autres attractions telles que la grande roue en 2016.

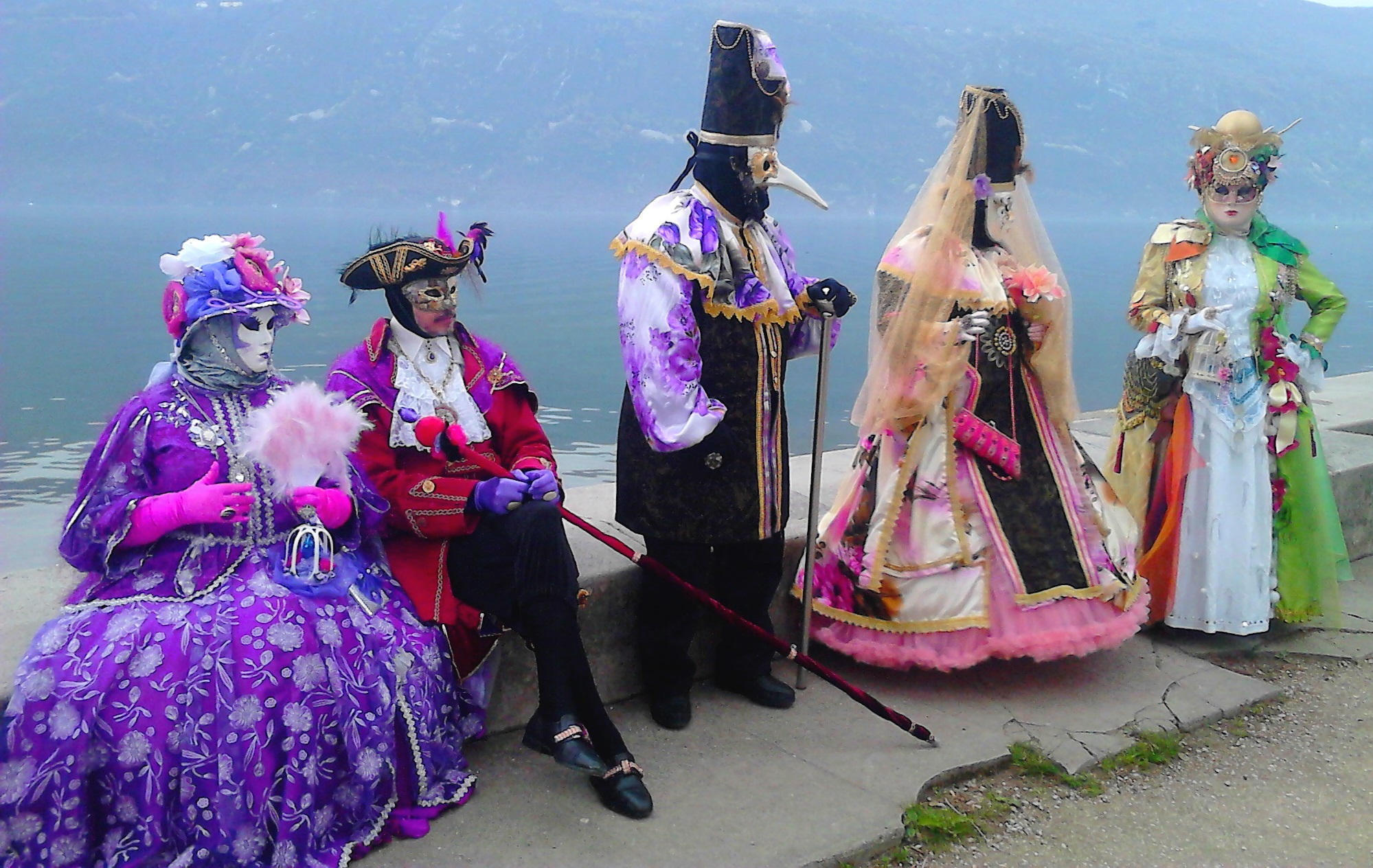
Personnes du carnaval vénitien d'Aix-les-Bains en 2016.

Par ailleurs, le carnaval vénitien s'installe un week-end, généralement au printemps, avec notamment plusieurs dizaines de personnages costumés dans la ville, comme en 2019 pour la 9e édition, où environ une centaine de personnages ont déambulé dans différents lieux de la cité thermale.
En mars 2019, le Casino d'Aix-les-Bains organise la première édition du salon Vins & délices green sur l'agriculture durable, la viticulture biodynamique et l'artisanat des métiers de bouche. Toutefois, aucune étude de marché n'ayant été menée et le public n'étant pas au rendez-vous, l'événement n'a pas été reconduit.
On retrouve également des festivals tels que celui de l'Opérette d'Aix-les-Bains en juillet, le festival des Nuits Romantiques du lac du Bourget en octobre ou le festival international d'Aix-les-Bains de Scrabble francophone qui accueille jusqu'à plus de 4 000 scrabbleurs venant des fédérations française, belge, suisse, sénégalaise et tunisienne principalement entre octobre et novembre,,,.
Durant tout l'été, d'autres événements ont également lieu dans le bassin aixois tels que des concerts gratuits dans le centre-ville ponctués de feux d'artifice et de courses hippiques nationales sur l'hippodrome départemental d'Aix-les-Bains.

#### Festival Musilac

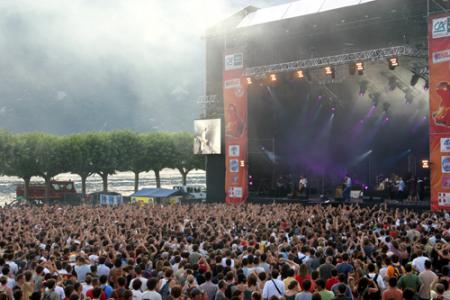
Le festival national de Musilac.

Le festival de musique Musilac s'installe depuis 2002 sur l'esplanade du lac pendant trois à quatre jours au milieu du mois de juillet. Il s'agit du plus grand événement pop-rock de la région Auvergne-Rhône-Alpes ; celui-ci accueille jusqu'à 30 000 personnes par soirée. Lors de l'édition de 2016, 110 000 festivaliers ont été recensés sur le site. Des artistes de la scène musicale française et internationale s'y produisent sur deux voire trois scènes. De nombreuses stars sont passées par "Musilac" comme, entre autres, Indochine, Mika, Stromae, David Guetta, Muse ou bien Elton John.

#### Évènements "L'ADCA invite"
Évènement cinématographique au format unique en France, les évènements "L'ADCA invite" mettent à l'honneur une personnalité du 7e Art, en sa présence, afin de revenir sur sa carrière le temps d'un week-end entier à Aix-les-Bains (projections, masterclass, signature, etc).
Les premières éditions ont été successivement consacrées à Patrick Chesnais, Aure Atika, et Gérard Lanvin.

### Sports et loisirs

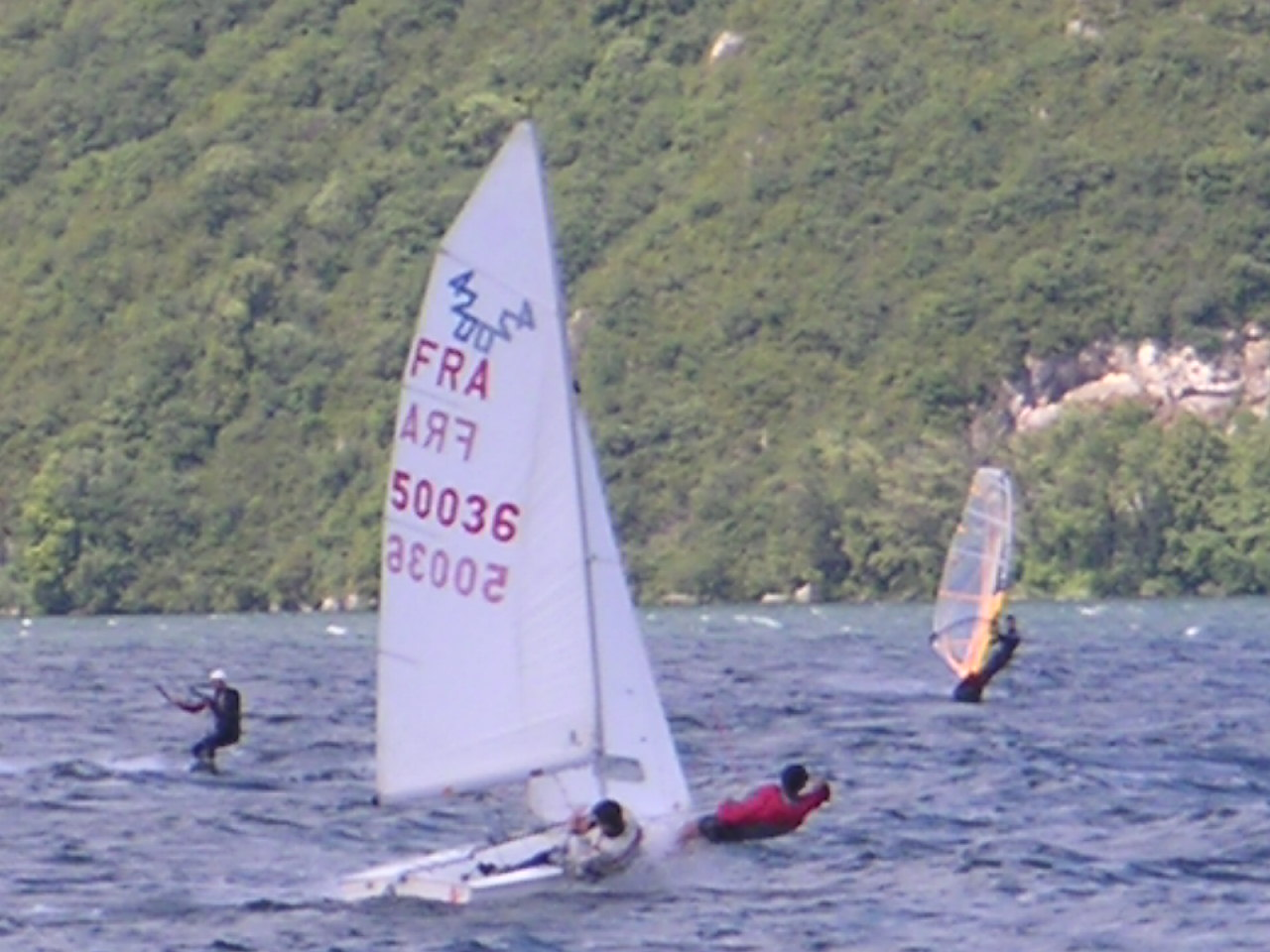
La navigation sur le lac.

Aix-les-Bains est une ville très active dans le domaine sportif. Plus d'une personne sur trois, soit environ 10 500 personnes, est titulaire d'une licence sportive dans un club de sport aixois en 2016 selon L'Essor Savoyard. La ville a par ailleurs été retenue parmi les cinq premières au classement final du titre de la ville la plus sportive de France. On dénombre près de 70 associations en rapport direct avec le sport,.
Par ailleurs, selon un classement réalisé par Les Échos en 2015, la zone de Chambéry/Aix-les-Bains est classée 1re de France pour son nombre de licences sportives. Outre le label Ville active et sportive (quatre lauriers en 2024), en 2020, la commune obtient le label « Terre de Jeux 2024 », promouvant les activités sportives municipales et permettant à la commune de se porter candidate pour devenir centre de préparation des athlètes aux Jeux olympiques d'été de 2024.
En 2022, Aix-les-Bains devient le camp de base officiel de l'équipe de Namibie pour la Coupe du monde de rugby en 2023.

#### Disciplines pratiquées et résultats

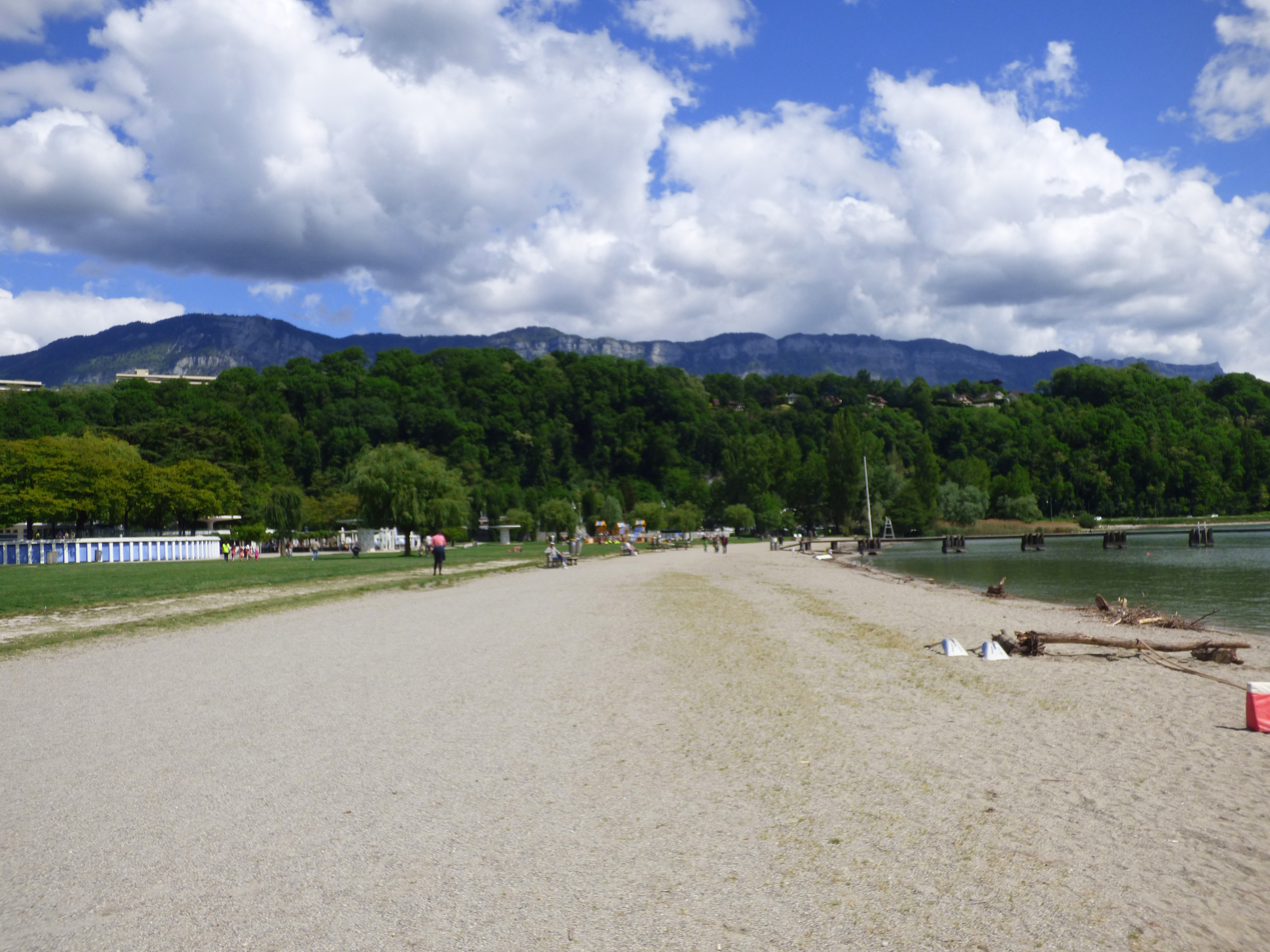
La plage municipale.

Le lac du Bourget, qui borde le flanc ouest de la ville, permet la pratique d'activités de plaisance. La ville possède quelques plages comme celle d'Aix (plage municipale), surveillée et payante en période estivale, ou bien celle du Rowing ou de Mémard. Par ailleurs, on recense un centre nautique : Aqualac. Géré par Grand Lac et rénové en 2014, il offre un accès direct à la plage communale. Une piscine olympique y est présente.
Près de 60 disciplines sportives peuvent être pratiquées dans la commune, par le biais de nombreux clubs. Sans toutes les énumérer, on peut toutefois citer, entre autres :
- le parapente et le deltaplane ;
- l'escalade ;
- la planche à voile et le kitesurf ;
- la voile, au sein du club nautique de voile d'Aix-les-Bains ;
- l'aviron au sein de l'Entente nautique Aix-les-Bains aviron ;
- la plongée avec notamment quatre des Sites palafittiques préhistoriques autour des Alpes ;
- la natation avec son club le cercle des nageurs d'Aix-les-Bains ;
- le water-polo au sein du Cercle des nageurs d'Aix-les-Bains ;
- les sports hippiques avec l'Hippodrome de Marlioz et la société des courses d'Aix-les-Bains qui accueille le public à l'hippodrome classé en « 1re catégorie galop » et « 2e catégorie trot » ;
- le tennis, au sein du T.C. Aix-les-Bains, près de 400 licenciés, structure la plus importante du département[360] ;
- le tir à l'arc, au sein de 1re Compagnie de tir à l'Arc ;
- le volley-ball ;
- le handball, au sein du HB.C. Aix-les-Bains ;
- le judo, au sein du Judo Club Aixois ;
- le karaté, au sein du Karaté club d'Aix-les-Bains ;
- le taekwondo, au sein du Taekwondo Club Daniel Bottero ;
- la pétanque, au sein de la Petanque d'Aix-les-Bains, de La Boule d'Aix-les-Bains ;
- le rugby à XV, au sein du Football club Aix-les-Bains rugby qui officia en première division groupe B en 1983 et 1986, puis en Fédérale 3 depuis la saison 2018-2019 ;
- l'athlétisme, au sein de l'Athlétique sport aixois ;
- le basket-ball avec son club Aix Maurienne Savoie Basket ;
- la boxe, au sein de France Boxe Aix-les-Bains, du Boxing club Aixois, du Club Savate Aixoise Boxe Française d’Aix-les-Bains ;
- le cyclisme, au sein de l'Amical cycle Aixois organisant 2 courses en ville : le prix de Pâques, non reconduit en 2016[361], et la nocturne[353],[362],[363],[364] ;
- l'escrime, au sein du Cercle d'Escrime d'Aix-les-Bains ;
- le football, au sein de l'Aix Football Club ;
- le golf avec le golf international d'Aix-les-Bains de dix-huit trous sur une surface de 45 hectares[365], parsemé d'obstacles naturels et traversé par un cours d'eau, le Tillet ;
- la gymnastique, au sein de l'Union Gymnique d'Aix-les-Bains ou des Enfants du Revard ;

ainsi que de nombreux autres sports.

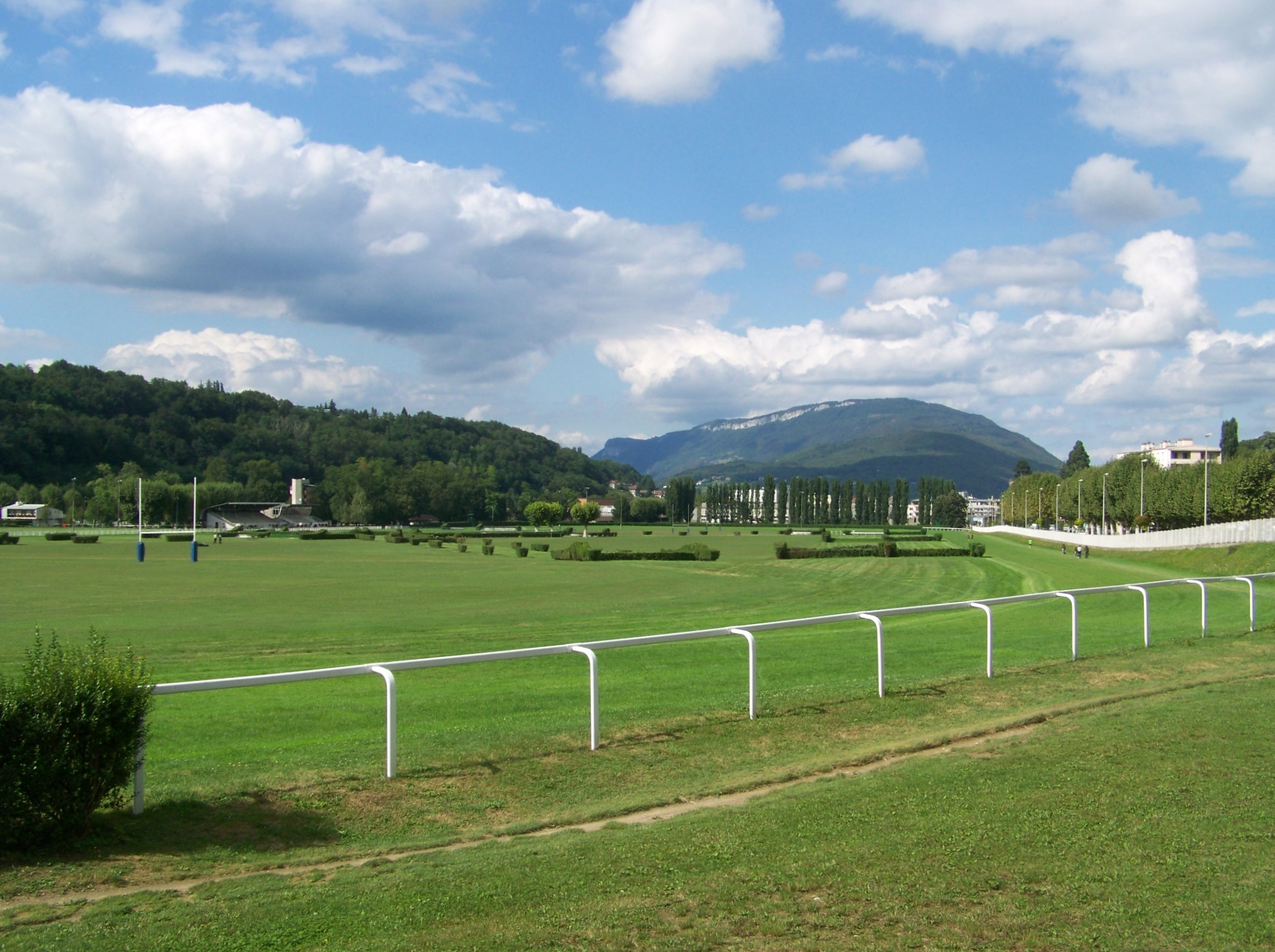
L'hippodrome de Marlioz au sud de la commune.

La commune gère plusieurs services des sports tels que l'école municipale des sports, l'office municipal des sports ou encore le centre aquatique municipal de 12 ha. D'autre part, la situation géographique de la ville se prête volontiers à la pratique du cyclotourisme.
Par ailleurs, en juin 2016, le groupe junior, mais aussi quelques jours plus tard, les seniors du Pôle France de gymnastique aérobic d'Aix-les-Bains ont été sacrés champions du monde après avoir participé aux 14e championnats internationaux de gymnastique aérobic en Corée du Sud, à Incheon,. Ils décrochent ainsi deux médailles d'or et deux de bronze pour la France. En 2017, trois athlètes aixois permettent à la France d'obtenir la médaille de bronze aux Jeux mondiaux 2017 de Worclaw.
En aviron, Aix-les-Bains se hisse dans les plus hauts classements nationaux. Lors de la saison 2016, toutes les catégories du club aixois ont accédé au podium. En juillet 2016, les championnats qui se sont tenus à Vichy ont conforté la position des Aixois. Les minimes ont été sacrés champions de France, les cadets vice-champions de France, les juniors ont obtenu la médaille de bronze et les seniors ont aussi obtenu le titre de vice-champion de France. En 2022, l'Entente Nautique Aviron d'Aix-les-Bains devient le deuxième meilleur club d'aviron français.

#### Principaux événements nationaux et mondiaux
Depuis 1947, Aix-les-Bains a été 14 fois une des villes de passage du Tour de France (dont une étape annulée en 1998).
Le samedi 30 mars 2013, la finale du groupe B du championnat d'Europe de Rugby U18 a eu lieu à Aix-les-Bains entre les Pays-Bas et la Croatie.
La montée du Revard, courses dont certaines partent du centre-ville d'Aix-les-Bains depuis plus d'une trentaine d'années, se déroule un dimanche matin au début de l'été : en 2017, le « Marath'rail Aix-les-Bains Riviera des Alpes », d'une longueur de 40 km et d'un dénivelé positif de 2 600 m, partait de la rue de Genève vers le mont Revard. Un autre départ est lancé début septembre depuis 2012 : celui des championnats d'Europe en ElliptiGO (vélo elliptique sur roues).
Les épreuves internationales de l'« Aquae World Cup » (gymnastique aérobic) se déroulent à Aix entre le 16 et le 21 mars 2016. Près de 1 000 athlètes, dont l'Aixoise Aurélie Joly, et leurs accompagnateurs sont attendus avec un total de 24 nations. Ces dernières sont renouvelées en 2017 à Aix-les-Bains.
La course des « 10 kilomètres Grand Lac » est aussi organisée depuis 2012 sur les rives du lac (Aix et Tresserve) au printemps et bénéficie du « Label National FFA ». Le dimanche 19 avril 2015, l'épreuve a parallèlement accueilli les championnats de France de 10 kilomètres. La manifestation est reconduite pour la septième fois en 2019 avec 1 360 coureurs inscrits (+17 % / 2018).
Les « Championnats de France Promotion Intersérie Dériveur, Intersérie Quillard », organisés par le Club Nautique de Voile d'Aix-les-Bains (CNVA), sous la protection et le soutien de la Fédération française de voile (FFV), se tiennent sur le lac du Bourget entre Aix-les-Bains et Brison-Saint-Innocent du 5 au 8 mai 2016. Environ 120 concurrents, avec 75 bateaux en lice, participent à cette compétition franco-suisse.

Depuis 2013, la commune organise, au mois de mai, l'« Interlac Trail », un challenge sportif permettant de réaliser plusieurs parcours pédestres, entre les lacs du Bourget et d'Annecy. La course principale, d'une longueur de 80 km, regroupe 69 points de vue pour plus de 1 000 participants. En 2016, 17 nations ont participé à cette épreuve. 

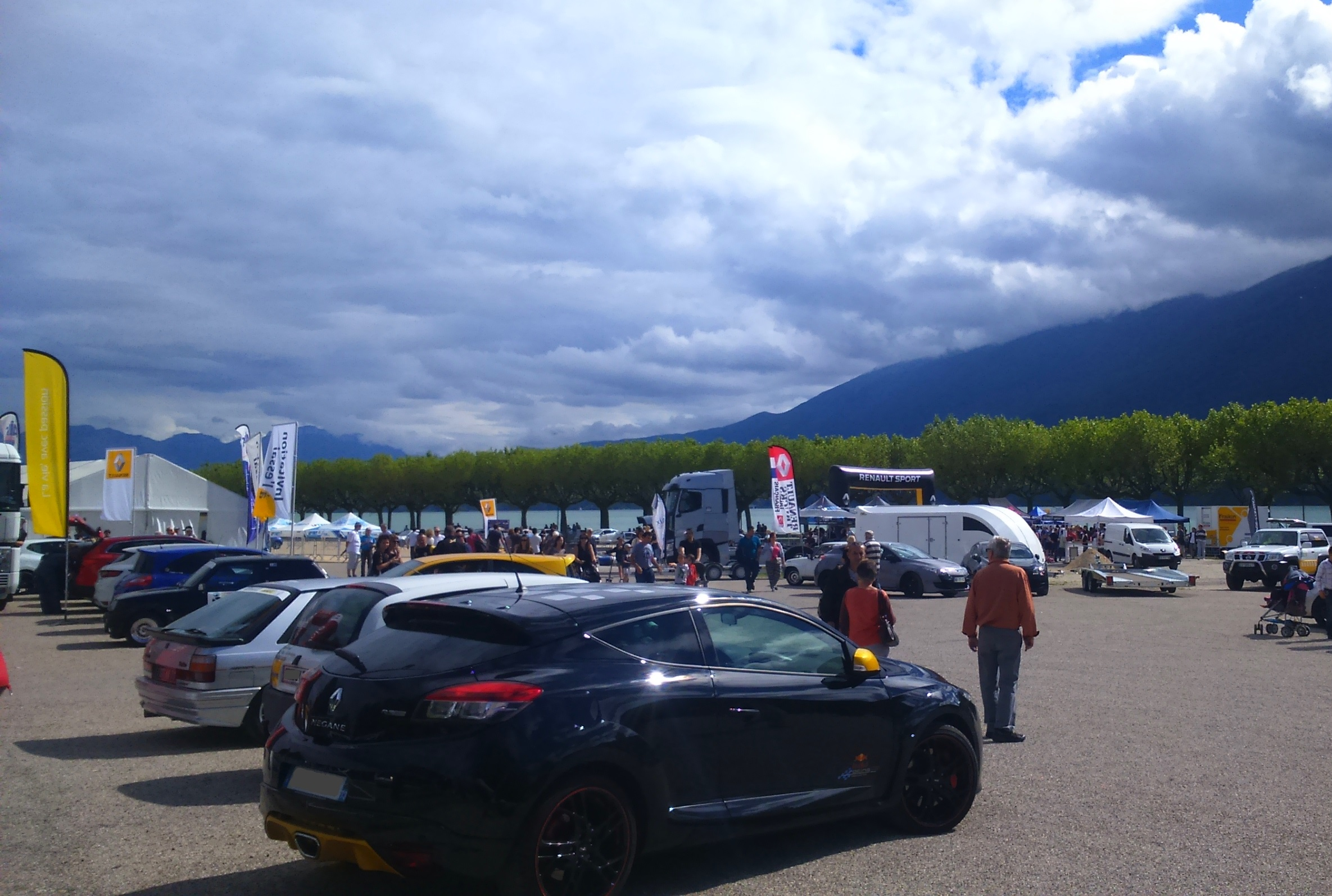
Le Rassemblement Renault Sport et Alpine à Aix-les-Bains en juin 2016.

On retrouve depuis 2012, le second week-end du mois de juin, le « Rassemblement Renault Sport et Alpine », sur l'esplanade du lac, organisé par l'association Aix Auto Sport. En 2016, plus de 400 véhicules, dont la Renault R.S.01 et Jean Ragnotti, pilote international de rallye et de circuit, sont présents sur le site pendant deux jours consécutifs,. On a recensé plus de 1 200 visiteurs lors de ce cinquième rassemblement.
Sur l'Hippodrome de Marlioz, des courses hippiques sont organisées l'été. Une dizaine de courses y sont généralement prévues : cinq de galop et cinq de trot.
Pendant le week-end du 18 au 19 juin 2016, le « championnat de Savoie quadrettes boules » est organisé sur l'esplanade du Lac ainsi qu'un tournoi national de tennis de table dans les gymnases de Marlioz,.
Par ailleurs, principalement en saison estivale, diverses compétitions d'athlétisme interdépartementales, régionales ou nationales (Championnat des Clubs élite en 2018) se déroulent au stade Forestier,.
Début septembre se tient l'« Aix Ski Invitational », un événement sportif national de biathlon. En 2016, les sportifs Richard Jouve, Enora Latuillière, Antonin Guigonnat ou encore Anaïs Chevalier étaient présents sur l'esplanade du lac.
Aix-les-Bains organise également son propre triathlon, implanté sur les bords du lac du Bourget, en septembre. En 2015, la compétition avait rassemblé plus de 1 500 concurrents de tout âge et plusieurs centaines de spectateurs.
Depuis 2007, la Corrida des lumières d'Aix-les-Bains est organisée autour de la place Maurice-Mollard, en passant par le parc floral des Thermes. Cet événement sportif et culturel attire plus d'un millier de participants aux différentes épreuves, dont la course de 7,5 kilomètres nommée « Urban Corrida ».
Un tournoi de rugby national et même international (avec des équipes d'Italie) est organisé sur l'hippodrome depuis 2016 au début du mois de mai. Il s'agit du challenge Gérard Bontron. Cette manifestation nécessite la mise en place de mesures considérables en termes d'organisation (secours, sécurité) et de planification. Le challenge parraine l’association Grégory Lemarchal en 2017.
En mai 2019, la ville se porte volontaire pour organiser une compétition internationale de cross-training (300 compétiteurs). En juin, le temps d'une étape, Aix accueille le rallye des Princesses. La même année, la commune lance le premier grand prix international de vélo électrique, prévu pour 2020.

#### Équipements sportifs
De nombreux équipements sportifs sont présents sur la ville. On peut citer le complexe sportif de Marlioz dont l'hippodrome, le stade Jacques-Forestier, le gymnase des Prés-Riants, le gymnase du Revard spécialisé en gymnastique, le gymnase de Marlioz, le gymnase de Garribaldi, Aqualac (centre nautique), le centre équestre, les courts de tennis, le golf, les boulodromes sans oublier les plateaux sportifs de certaines écoles.

#### Loisirs
En juin 2016, deux bridgeuses aixoises sont sacrées championnes de France dames par équipes en catégorie « excellence » lors d'une compétition nationale de bridge organisée par la Fédération française de Bridge (FFB) dans les Hauts-de-Seine, à Saint-Cloud.
On recense quarante-trois associations dans la commune dans le thème général des loisirs.
L'école municipale des sports, destinée aux sports et loisirs chez les enfants de la maternelle jusqu'aux cours moyens, existe depuis plus de 40 ans ; faisant de la ville un « précurseur national » dans ce domaine ludique et sportif selon le site officiel municipal.
Aix-les-Bains possède, en 2016, par ailleurs 13 aires de jeux destinées aux jeunes enfants sur son territoire.
Dans le cadre des activités périscolaires, la ville propose diverses occupations sportives aux écoliers, dont le ski-roues, une discipline où Aix-les-Bains se veut précurseur dans ce domaine.

#### Vie associative
La maison des associations en regroupe près de 300,.

### Religions et cultes

#### Communauté juive
La ville abrite l'une des plus importantes communautés juives du pays. Pour l'Essor Savoyard, Aix-les-Bains constitue « un centre juif orthodoxe réputé à travers le monde, principalement grâce aux enseignements dispensés à l'école talmudique, située dans la commune de Tresserve ». Selon la même source, en 2012, la communauté juive aixoise se composait de 150 foyers (environ 1 000 personnes). Ainsi, dans la commune, on compte plusieurs synagogues, rue Paul Bona et oratoires israélites. Le Yechiva d'Aix-les-Bains, pratiquant le rite ashkenaz, est l'une des principales académies talmudiques de France.

#### Chrétien catholique
Le territoire aixois dépend de la paroisse catholique des « douze apôtres en pays d'Aix » au sein de l'archidiocèse de Chambéry, Maurienne et Tarentaise. Le doyenné d'Aix-les-Bains comprend quatre autres paroisses, en plus de celle déjà citée : la paroisse Sainte-Marie en Chautagne, la paroisse Sainte-Jeanne de Chantal en Albanais, la paroisse Saint-François de Sales en Albanais et la paroisse Saint-Bernard de Menthon en Bauges.
Les communautés catholiques se répartissent dans les églises de la ville :
- Église Notre-Dame, place du Cardinal Garrone.
- Église Sainte Bernadette, boulevard de la Roche du Roi.
- Église Saint Joseph, avenue du Grand Port.
- Église Saint-Simond de Saint-Simond[414].
- Église Saint-Swithun, rue du Temple.

#### Chrétien protestant
Le temple protestant d'Aix-les-Bains, de l'Église protestante unie, est située dans le quartier Centre-ville-Nord, rue Victor-Hugo depuis 1878.

##### Évangélique
L'Église évangélique des assemblées de Dieu de France (ADDF) se situe sur le boulevard du Président Wilson, ainsi que l'Église protestante évangélique le Rivage.

##### Antoinisme
Un temple du culte antoiniste est présent dans la commune. De style art roman, dédicacé en août 1924, il est situé 3 chemin Saint-Exupéry, et inclus dans l'inventaire général du patrimoine culturel.

##### Témoins de Jéhovah
Le lieu de culte des de Témoins de Jéhovah se situe sur le chemin sous le Bois.

#### Communauté musulmane
La ville abrite deux sites de prière musulmane : la mosquée d'Aix-les-Bains, gérée par l'association musulmane du quartier Lafin et la mosquée d'Aix-les-Bains, chemin sous le Bois, gérée par l'association cultuelle franco-marocaine d’Aix-les-Bains du quartier Lepic,.

### Médias

#### Presse et radios
La presse est représentée majoritairement par les grands quotidiens régionaux et notamment Le Dauphiné libéré. Plus localement, on trouve aussi d'autres journaux avec La Vie nouvelle ou bien L'Essor savoyard et ses déclinaisons. De plus, le siège du média régional Carnet d'Art est installé sur les hauteurs de la ville depuis 2013.
En plus des stations de radiophonie nationales, la ville est couverte par de nombreuses antennes locales dont France Bleu Pays de Savoie, ODS radio et Hot Radio entre autres.
La ville abrite même une radio locale : Radio Grand Lac. Véritable acteur de la vie locale, ce média prône la diversité tout en mettant en valeur les entreprises, les initiatives et les artistes locaux. À noter qu'Aix-les-Bains possédait déjà sa radio locale dans les années 1980 (Victoria FM). Après l'éphémère Radio Aix-les-Bains, en septembre 2018, la fréquence locale 88 FM est attribuée à une nouvelle radio locale : Radio Grand Lac, association pilotée par une équipe entièrement féminine, ce qui en fait un cas unique en France. En 2021, la radio obtient la fréquence définitive 92.1 FM.
Quelques médias électroniques libres traitent indépendamment de l'actualité de la ville et de son bassin. On peut notamment citer Le Journal d'Aix-les-Bains ou encore Le Stefanini Journal.

#### Télévision
La télévision locale TV8 Mont-Blanc diffuse des émissions sur les pays de Savoie. Régulièrement l'émission La place du village exposait la vie locale du bassin aixois jusqu'en 2018. C'est également le cas dans les informations locales de cette même chaîne télévisée ainsi que sur France 3 dans l'édition locale et régionale de France 3 Alpes.

## Économie
Essentiellement station thermale jusqu'au milieu du XXe siècle, Aix-les-Bains a progressivement transformé son économie locale pour ne plus dépendre des thermes, bien moins fréquentés qu'auparavant. Tout comme d'autres stations thermales, les Aixois diversifient leur économie et investissent beaucoup sur le potentiel touristique.

### Revenus de la population et fiscalité

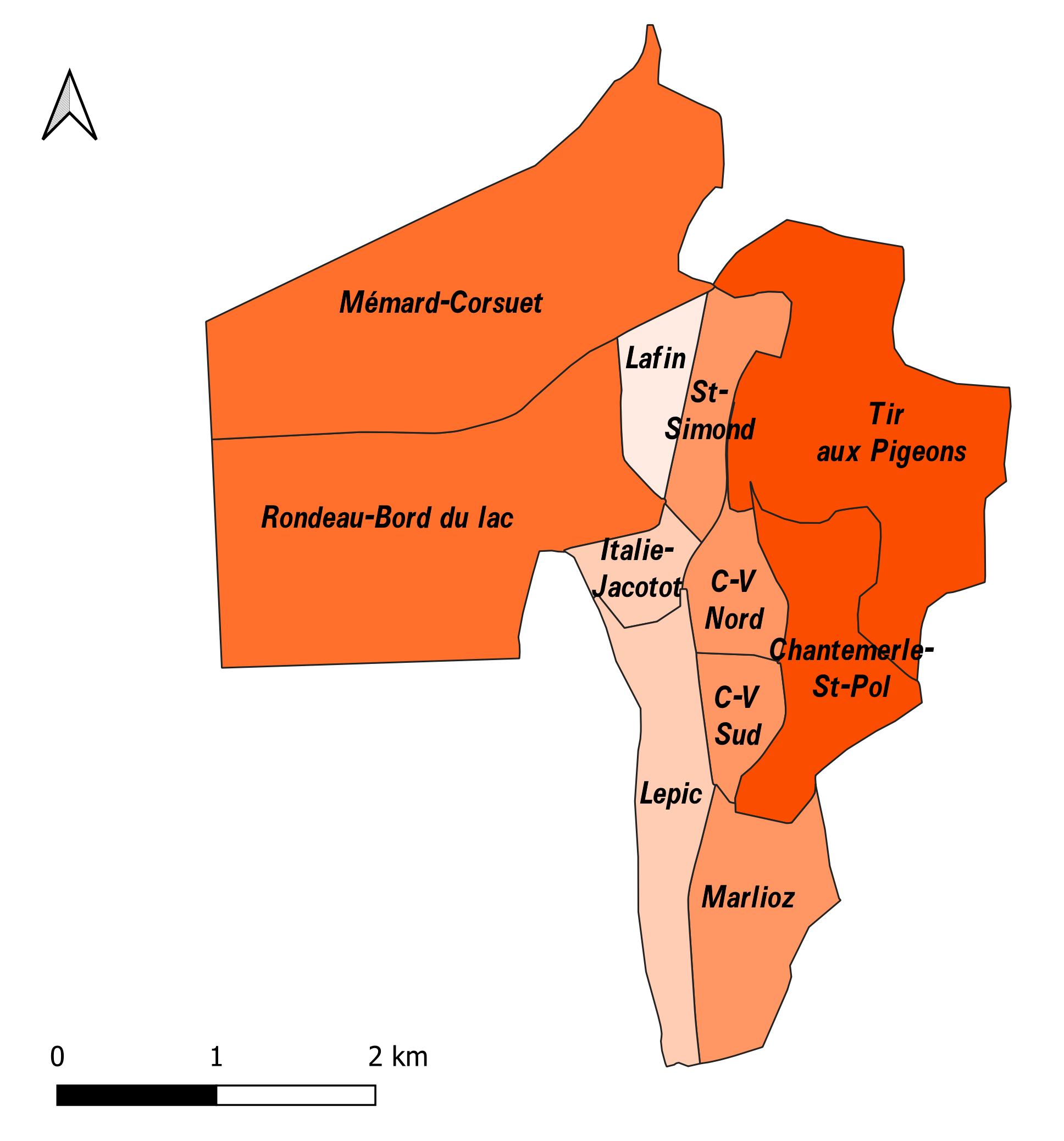
Les quartiers Iris INSEE d'Aix-les-Bains colorés en fonction de leur revenu disponible médian par UC en 2017 :
16 000 à 18 000 €
18 000 à 20 000 €
20 000 à 22 000 €
22 000 à 24 000 €
> 25 000 €

En 2019, la médiane du revenu disponible par ménage s'élevait à 22 710 € (+5,24 % par rapport à 2016) à Aix-les-Bains. Ce revenu est situé plutôt en dessous de la zone de comparaison, c'est-à-dire du département, qui s'élève à 23 210 € pour la même année, mais reste relativement supérieur à la moyenne nationale.
Le taux de pauvreté dans la commune, en 2019, était de 12 % (stable), soit inférieur de 2,6 points par rapport à la moyenne nationale.
Le pourcentage de ménages fiscaux imposés s'élève à 61 % en 2019 (+ 7 points par rapport à 2018). Pour la Savoie, ce taux s'élève à 63,5 % (en nette hausse également).
Par ailleurs, la ville comptait 67 redevables à l'impôt sur la fortune en 2018 pour un patrimoine moyen de 1 919 705 euros.

#### Revenus par quartiers
À l'échelle infracommunale, des différences assez nettes existent entre les quartiers. En effet, grâce à la méthode développée par l'INSEE des îlots regroupés pour l'information statistique (IRIS), on sait que le quartier du Tir aux Pigeons, situé sur les hauteurs de la commune, possédait une médiane du revenu disponible par unité de consommation d'environ 28 000 euros en 2018 tandis que celui de Lafin, au nord de la ville, s'élevait à près de 18 000 euros la même année. D'une manière géographique plus globale, selon L'Essor Savoyard, les hauteurs d'Aix-les-Bains regroupent « bon nombre d’habitants fortunés ».

#### Impôts
L'impôt moyen sur le revenu en 2015 est de 3 458 € sur la ville tandis qu'il s'élève en moyenne à 1 283 € ailleurs en France,. Ce dernier est en hausse assez nette : en l'espace d'un an, il a augmenté de plus de 12 % sur Aix-les-Bains, tandis qu'il a quasiment stagné sur le reste du pays. Selon L'Essor Savoyard, plusieurs facteurs sont responsables de cette hausse progressive : l'environnement et la situation de la ville, le marché de l'emploi et finalement, l'augmentation de la population municipale.

### Emploi
En 2016, la population âgée de 15 à 64 comptait 76,7 % d'actifs. Ainsi, parmi les actifs ayant un emploi en 2016, les employés sont la catégorie professionnelle la plus représentée, avec 30,3 % du total. Suivent les professions intermédiaires avec 28,1 %, les ouvriers avec 17,7 %, les cadres et professions intellectuelles avec 14,4 %, les commerçants, artisans et chefs d'entreprise avec 9,2 %, et les agriculteurs avec 0,2 %.
Le tableau ci-dessous présente le taux de chômage (au sens du recensement) à Aix-les-Bains et en Savoie et leur évolution entre 2007 à 2016, :
|                                                       | Aix-les-Bains (2007) | Aix-les-Bains (2012)                | Aix-les-Bains (2016)               |  | Savoie (2007) | Savoie (2012)                     | Savoie (2016)                     |
| Nombre de chômeurs                                    | 1 267                | 1 742                               | 1 792                              |  | 13 860        | 17 817                            | 19 601                            |
| Taux de chômage 15-64 ans (au sens du recensement)(%) | 10,6                 | 13,7 + 3,1 pts (par rapport à 2007) | 13,4 - 0,3 pt (par rapport à 2012) |  | 7,1           | 8,7 + 1,6 pt (par rapport à 2007) | 9,5 + 0,8 pt (par rapport à 2012) |

La commune comptait 12 313 emplois en 2016, en légère baisse par rapport au précédent recensement (2011). Les secteurs d'activité qui comptaient le plus d'emplois étaient le commerce, les transports et les services, avec 44,2 % du total, l'administration publique, l'enseignement, la santé et l'action sociale avec 35,8 %, et l'industrie avec 13,1 %. Cette même année, 47,6 % des actifs résidant dans la commune y avaient leur emploi.
L’indicateur de concentration d'emploi était de 104,1 %, ce qui signifie que la zone d'emploi offrait alors environ 1,04 emploi pour chaque habitant actif.
La commune dispose de plusieurs structures pour aider les chercheurs d'emploi dans leurs démarches et leur parcours professionnel ainsi que pour l'orientation. Une agence nationale pour l'emploi y est présente ainsi qu'une mission locale spécialisée dans l'orientation et l'organisation d'ateliers de découverte du monde de l'emploi. On peut citer également l'« Association pour le Développement de la Promotion Sociale », organisme de formation, mais aussi la permanence d’accueil d’information et d’orientation et le centre d'information et d'orientation,.

### Entreprises et secteurs d'activité des établissements
Le nombre d'entreprises, au 31 décembre 2017, était de 2 595 (+10,5 % par rapport à 2015). Aix-les-Bains a atteint un nombre de 339 créations d'entreprises pour l'année 2018.
Par ailleurs, on peut représenter, sous forme d'un tableau, la répartition des différents secteurs d'activités des 2 963 établissements actifs, sur Aix, au 31 décembre 2017 :
|                                                 | Nombre | Pourcentage |
| ----------------------------------------------- | ------ | ----------- |
| Industrie                                       | 150    | 5,1         |
| Construction                                    | 247    | 8,3         |
| Commerce, transports, hébergement, restauration | 861    | 29,1        |
| Services marchands aux entreprises              | 870    | 29,4        |
| Services marchands aux particuliers             | 835    | 28,2        |

#### Secteur agricole
La superficie des terrains destinés à l'agriculture a considérablement diminué sur Aix-les-Bains depuis maintenant plusieurs siècles. Les territoires agricoles occupent 4 % de la commune en 2018, contre 5,2 % en 1990. Les principales parcelles sont considérées comme des prairies permanentes (RPG). En 2015, les établissements de type « agriculture, sylviculture et pêche » représentent 0,3 % du total des établissements actifs aixois.
En outre, la commune appartient à la petite région agricole de la « Cluse de Chambéry » d'une superficie de plus de 1 500 ha.

#### Principales entreprises
Les deux principales entreprises présentes dans la commune d'Aix-les-Bains sont :
- Léon Grosse, avec un chiffre d'affaires annuel de près de 631 millions d'euros[446] et un cours en bourse stable estimé à 1 078 € au 21 mars 2016, — ce qui fait d'elle la plus importante entreprise régionale cotée en bourse —[447] et
- Aixam, avec un chiffre d'affaires de 63 millions d'euros[448].

Le bassin aixois comprend également de nombreuses autres entreprises. Entre autres, sont également présentes à Aix-les-Bains,
- l'entreprise Savoie-Yaourt[449],
- l'entreprise Cavaillé dans le domaine viticole[450],
- l'entreprise General Electric ainsi que
- la Manufacture de Haute-Maroquinerie[451] appartenant au maroquinier Hermès[452].

Par ailleurs, depuis quelques années, le secteur de l'hôtellerie se développe fortement. Le géant de l'hôtellerie, Accor, est tout particulièrement présent dans le bassin aixois afin de bénéficier de l'essor des marchés du bien-être et donc du thermalisme.

### Commerce

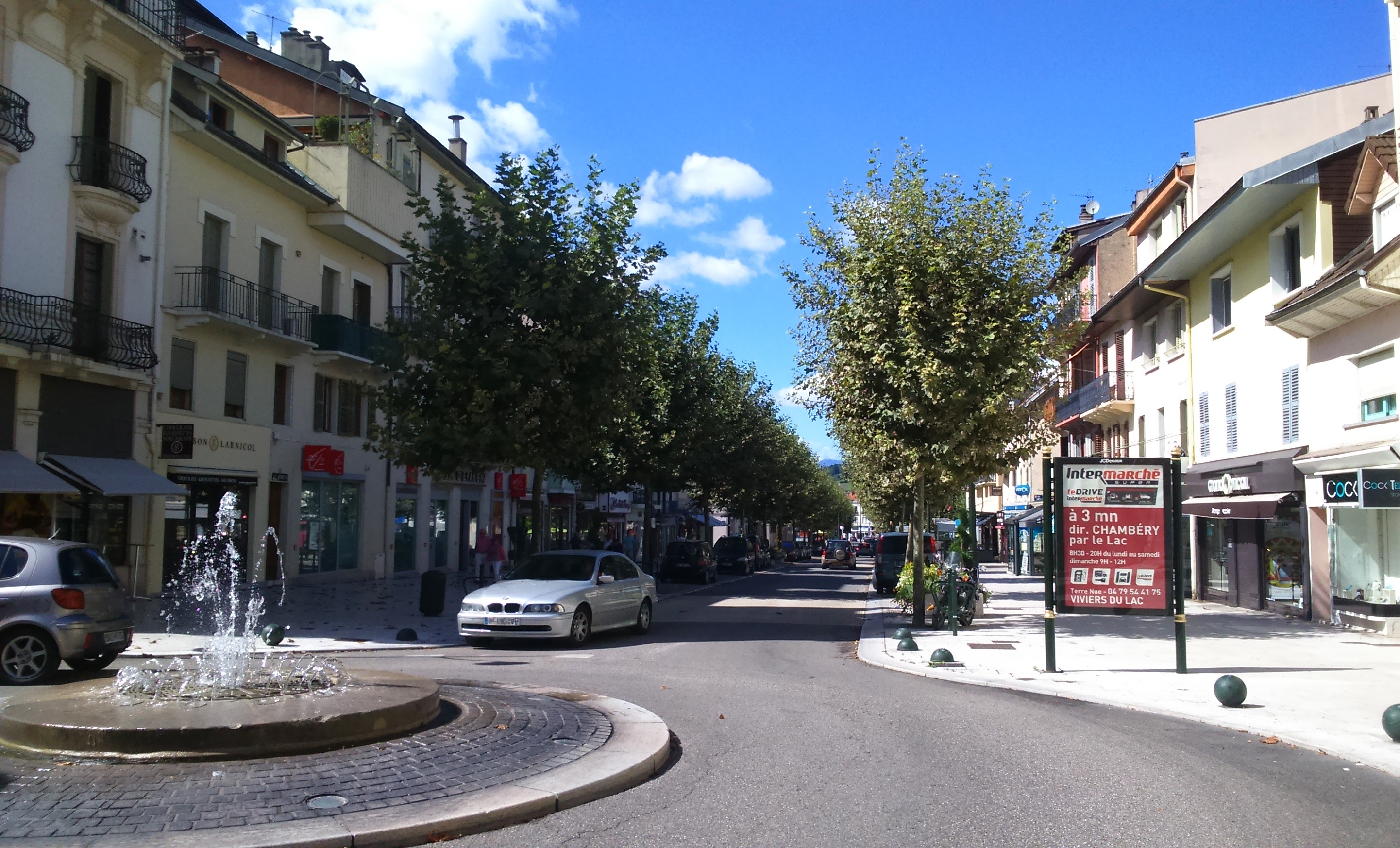
Le centre-ville d'Aix-les-Bains.

Aix-les-Bains totalise près de 450 commerçants et artisans. Ceux-ci sont, pour le plus grand nombre, présents dans le centre-ville. Par exemple, on peut citer la rue de Genève (Centre-ville-Nord), artère centrale majeure, qui totalise une trentaine de commerces ou bien la rue de Chambéry (Centre-ville-Sud). Les commerçants bénéficient de l'attrait de la situation géographique de la commune avec la proximité du lac et du massif des Bauges, mais également grâce au casino.

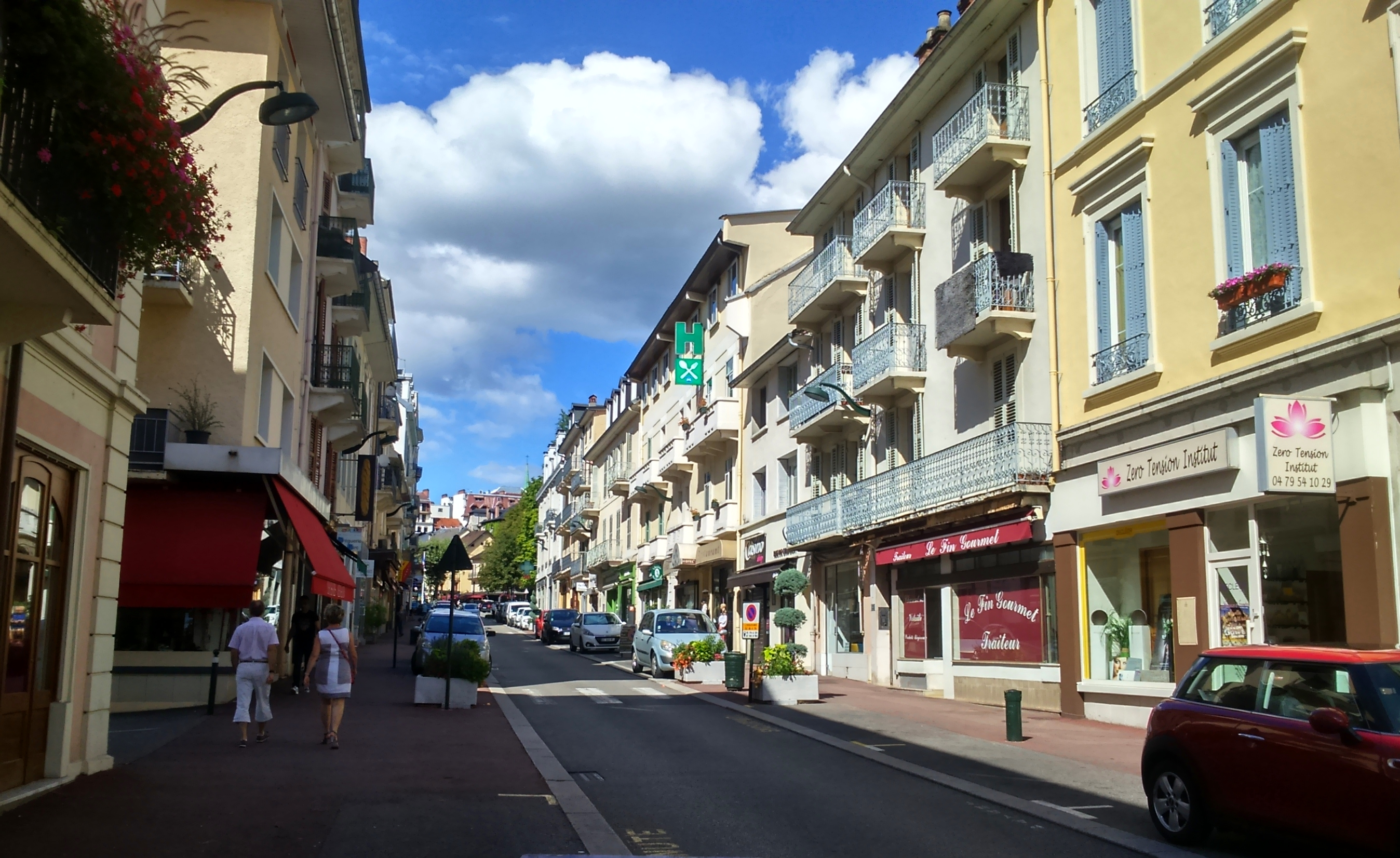
La rue de Chambéry, en direction de l'hôtel de ville.

Par ailleurs, la ville est confrontée à la concurrence des villes et zones d'activités aux alentours. Le bassin Chambérien regroupe de nombreux commerces dont ceux de la zone d'activité des Landiers, où se trouvent la plupart des grandes enseignes telles que Darty, Gémo, King Jouet, la Halle aux vêtements, Feu vert, mais aussi la grande surface Carrefour.
Les commerces d'Aix-les-Bains ont ainsi, dans cette configuration générale, bien du mal à subsister et à attirer les clients potentiels. Cependant, la municipalité aixoise a pris conscience de cet état de fait. Un dossier Fisac a été ouvert. La ville s'est fixé de nombreux objectifs et mesures. À titre d'exemple, on peut citer la création d'un office du commerce et de l'artisanat, des animations événementielles à la carte, la création d'un site Internet, l'accompagnement des commerces alimentaires, l'étude d'aménagements du sud de la ville ainsi que sur l'amélioration de la liaison entre le lac du Bourget et le centre-ville, la valorisation de l'espace public, et d'une manière générale l'amélioration de la communication ainsi que le développement de conseils par le biais de plusieurs canaux d'informations.

#### Marchés
Deux marchés hebdomadaires se tiennent à Aix-les-Bains :
- mercredi matin et après-midi (plein air (4 500 m2) et halle (1 000 m2)) : marché forain et alimentaire au bas du centre-ville ;
- samedi matin (plein air (2 500 m2) et halle (1 000 m2)) : marché principalement alimentaire, place Clemenceau (partie sud).

Ces marchés sont recensés par la fédération des Marchés de France. En 2018, Aix-les-Bains est sélectionnée pour participer au concours du plus beau marché de France (TF1).

### Tourisme

Logo d'Aix les Bains Riviera des Alpes.

Aix-les-Bains constitue une destination touristique importante pour la région avec, en 2022, près d'un million de visiteurs.
La commune est classée, par décret officiel, comme station de tourisme depuis 2013. Le Guide Vert, dressé par Michelin, lui attribue « 2 étoiles : Mérite un détour ».
Selon une étude menée par l'office de tourisme d'Aix-les-Bains avec un cabinet spécialisé, les retombées économiques liées au tourisme s’élèveraient à environ 70 000 000 d'euros en 2015.
En 2014, la capacité d'accueil de la station, estimée par l'organisme Savoie Mont Blanc, est de 21 671 lits touristiques répartis dans 3 892 structures. Les hébergements se répartissent comme suit : 1 263 meublés ; 5 résidences de tourisme ; 38 hôtels ; 4 structures d'hôtellerie de plein air ; 1 centre ou village de vacances/auberge de jeunesse. Lors du palmarès de 2016, la table l'Auberge Saint-Simond se trouve dans le palmarès du guide Michelin, avec la distinction d'un Bib gourmand.
En 2016, une dénomination officielle de tourisme concernant les territoires proches d'Aix-les-Bains et du lac du Bourget est créée : Aix les Bains Riviera des Alpes. Selon Le Dauphiné libéré, l'objectif de cette marque « est de promouvoir la destination touristique au plan local, national et à l’international en s’appuyant sur trois notions : la notoriété de la station thermale et ses eaux de soins, la Riviera à laquelle les notions de « chic » et « balnéaire » sont attachées, ainsi que les Alpes, qui appellent les notions de grand air et de ski ».
Par ailleurs, la commune dispose d'un office de tourisme principal classé et labellisé « Qualité Tourisme » situé dans les thermes nationaux ainsi que d'un second, au Grand Port, fermé l'hiver,. La ville d'Aix-les-Bains s'est lancée depuis 2013 dans la démarche de labellisation « Tourisme et Handicap » afin de rendre accessible aux personnes à mobilité réduite les points d'informations touristiques.

#### Capacités touristiques
- Hôtels.

Au 1er janvier 2019, la ville comptabilisait 1 149 chambres pour 30 hôtels sur son territoire.
|            | Hôtels          | Chambres              |
| ---------- | --------------- | --------------------- |
| Ensemble   | 30 (34 en 2017) | 1 149 (1 392 en 2017) |
| 1 étoile   | 2               | 34                    |
| 2 étoiles  | 14              | 302                   |
| 3 étoiles  | 11              | 581                   |
| 4 étoiles  | 3               | 232                   |
| 5 étoiles  | 0               | 0                     |
| Non classé | 0               | 20                    |

- Autres sites d’hébergement touristique[58].

| Camping(s)               | 2 | 186 emplacements |
| Résidence(s) de tourisme | 3 | 653 lits         |
| Village(s) vacances      | 0 |                  |
| Auberge(s) de jeunesse   | 1 | 96 lits          |

### Thermalisme

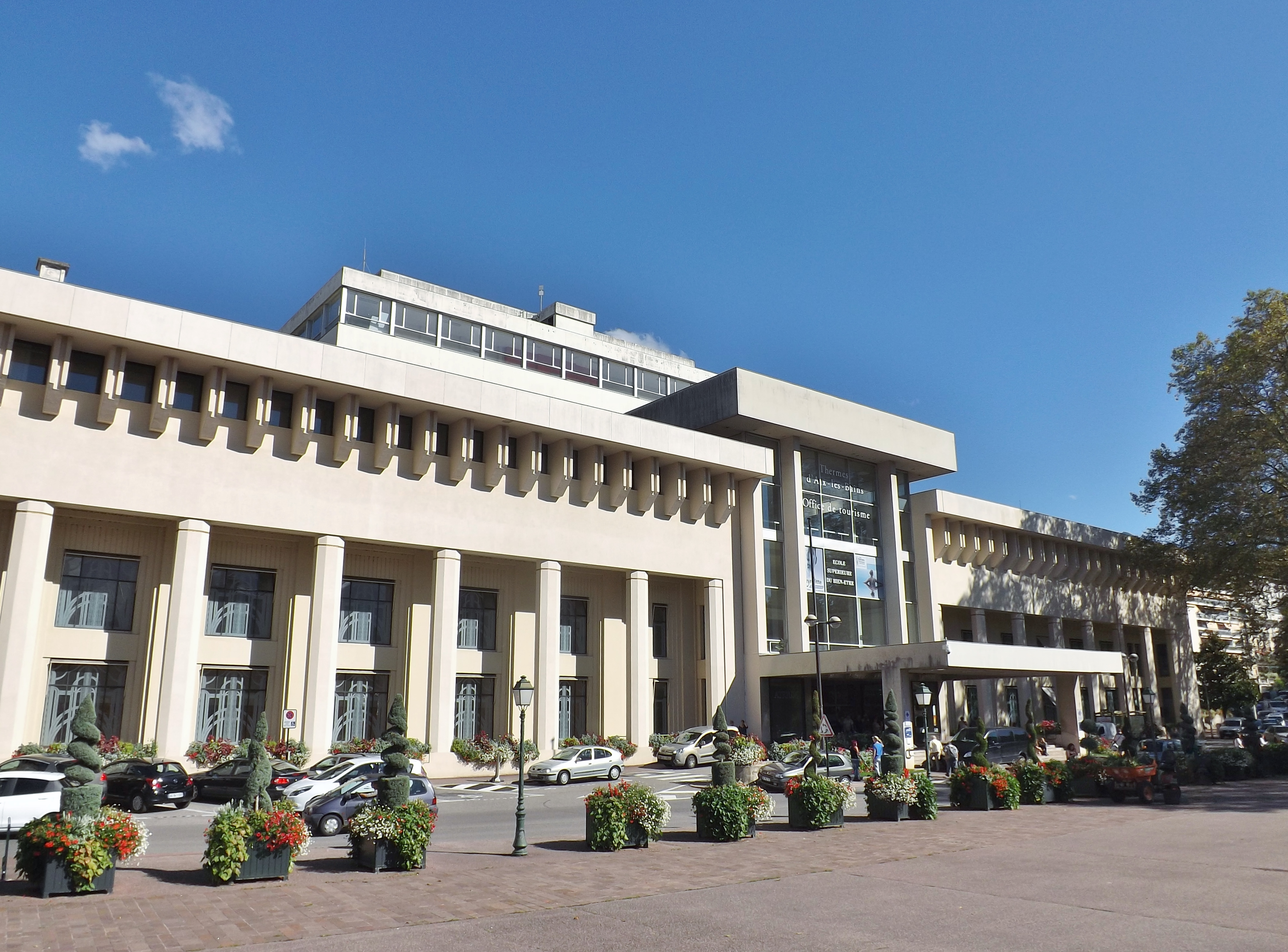
Les thermes nationaux d'Aix-les-Bains.

En 2016, Aix-les-Bains est la 3e station thermale de France, après celles de Balaruc-les-Bains et de Dax.
Rattaché à la cité de Vienne, après la conquête de Gnaeus Domitius Ahenobarbus au Ier siècle av. J.-C., le vicus romain d'Aquae (Aix) se développa autour d'un établissement de bains, plusieurs fois agrandi et amélioré.
Cette tradition des bains fut, dès lors, définitivement conservée au fil des siècles. Nous avons également des témoignages de la présence du roi Henry IV en 1600 qui se lava dans l'unique piscine romaine encore accessible à l'époque, dit le Bain Royal.
En 1783, grâce aux subsides du roi Victor Amédée III, un premier établissement thermal moderne fut construit. Ces thermes royaux, plusieurs fois agrandis, devinrent naturellement des thermes nationaux lors du rattachement de la Savoie à la France en 1860. De nouveaux bâtiments complétèrent le complexe en 1897, et surtout en 1934,. En 2000, un nouvel établissement appartenant d'abord à l'État puis au groupe privé Valvital en 2011, les thermes Chevalley furent inaugurés, s'appuyant sur plusieurs nouveaux captages profonds des sources.

Les thermes Chevalley.

On doit également citer les thermes de Marlioz. Ce dernier établissement se situe dans un parc de dix hectares. Il utilise l'eau de sources découvertes vers 1850. Ce thermalisme est tout particulièrement adapté pour la libération de l’appareil respiratoire et guérit les affections de la bouche. Les pathologies O.R.L. traitées sont les otites, les rhinites, les sinusites, les pharyngite, les angines, les laryngites, les préparations chirurgicales et post-chirurgicales en O.R.L. Sont traités également les pathologies en pneumologie, la trachéite, la bronchite, la dilatation des bronches et pour finir l'asthme.
Grâce à ses thermes, en 1986, la ville comptait environ 52 000 curistes et en 1992, plus de 44 550 curistes. Depuis l'année 2000, à la suite de la disparition des accords avec la Sécurité sociale l'affluence a diminué. Entre l'année 2004 et l'année 2005, une baisse significative de 3 % du taux de fréquentation a été constatée. Depuis 2007, la direction des thermes nationaux d'Aix-les-Bains conduit une politique volontaire afin de redynamiser la fréquentation et de privatiser l'établissement.
La baisse de plus en plus effective des curistes induit négativement l'économie locale et ce notamment dans le domaine de l'Hôtellerie. Selon Marie-Hélène Albert, présidente du club des hôteliers aixois, « On a toujours fonctionné avec les thermes. Mais aujourd’hui c’est beaucoup plus compliqué. Nous pouvons estimer cette baisse à 30 environ % ».
Entre 2014 et 2015, selon l'office de tourisme d'Aix-les-Bains, les réservations des curistes ont baissé de 20 %. Mais selon la directrice de l'office de tourisme, « Pour en avoir discuté avec la société Valvital, notre analyse est de dire que pas mal de clients n’ont pas besoin d’hébergement, car ce sont des régionaux ».
L'année 2016 marque un tournant : la fréquentation des thermes a en effet augmenté de 4,9 % avec 28 100 curistes recensés, soit 1 320 curistes de plus que 2015.
En 2016 et 2017, la commune accueille les rencontres européennes de thermalisme. On recense plus de 260 acteurs scientifiques et économiques de toute l'Europe en 2017.
Un plan de soutien financier est instauré par la région Auvergne-Rhône-Alpes, dans le cadre du Grand plan thermal 2016-2020. La station thermale d'Aix a été retenue, tout comme quinze autres sites régionaux. Le montant de l'aide s'élève à 20 millions d'euros.

### Eau minérale naturelle d'Aix-les-Bains

Logo de l'eau minérale naturelle d'Aix-les-Bains.

La ville d'Aix-les-Bains possède sa propre eau minérale naturelle locale commercialisée : l'eau minérale naturelle d'Aix-les-Bains. Le site de conditionnement de l'eau est basé dans la commune voisine de Grésy-sur-Aix et est géré par la SEAB,. Le point de captage de la source se nomme « Raphy-St-Simon Est » et est, quant à lui, situé sur la ville d'Aix.

## Culture locale et patrimoine
La culture d'Aix-les-Bains se mélange à celle de son département que ce soit pour la gastronomie ou pour son histoire commune. Son patrimoine est un florilège d'influences issues des nombreuses invasions historiques. Elle doit beaucoup à son statut de ville thermale ce qui à la Belle époque lui permit un essor considérable et lui offrit un capital patrimonial riche et varié. Par conséquent elle est classée Ville d'art et d'histoire.

### Lieux et monuments
De son riche passé et son évolution récente, la commune d'Aix-les-Bains possède un patrimoine important et varié. La commune compte ainsi quinze monuments répertoriés à l'inventaire des monuments historiques et 902 répertoriés à l'inventaire général du patrimoine culturel. Par ailleurs, elle compte trois objets répertoriés à l'inventaire des monuments historiques et quatre répertoriés à l'inventaire général du patrimoine culturel.
- Monuments historiques classés, au moins partiellement.
- Monuments historiques inscrits, au moins partiellement.

Le patrimoine a également fait l'objet d'études par la Direction de la Culture de la région Auvergne-Rhône-Alpes dans sa série « Les dossiers de l'inventaire » (Études sur le patrimoine). Ce ne sont pas moins de 1 163 édifices qui ont ainsi retenu une certaine attention.

#### Casino Grand Cercle

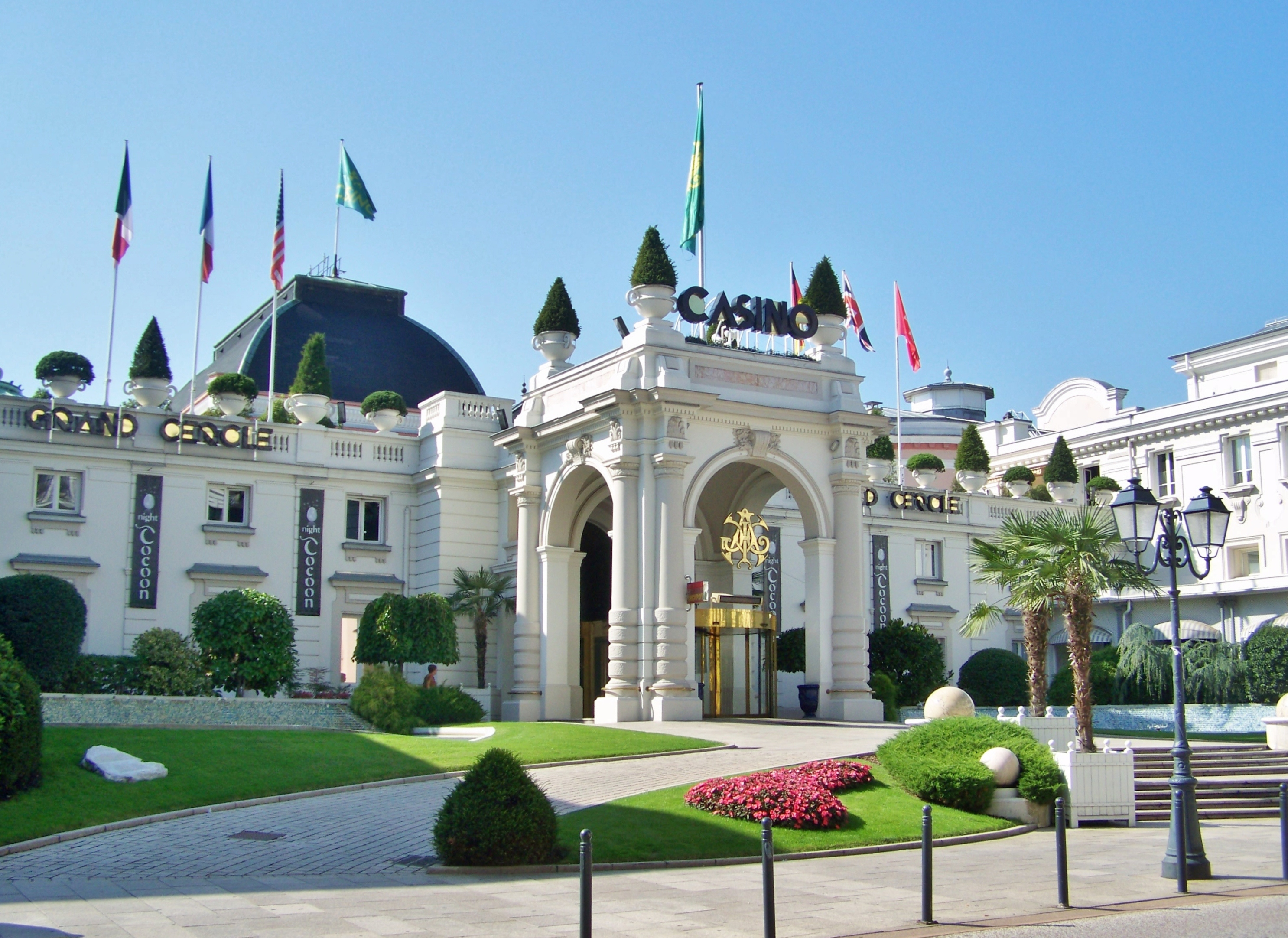
Le Casino Grand Cercle.

Le Casino Grand Cercle se trouve à Aix-les-Bains, constitue un ensemble architectural majeur en Savoie, au même titre que le casino d'Évian-les-Bains. Ce bâtiment a été construit à partir de 1847 puis entièrement rénové depuis 1988. Il a été inauguré par Victor-Emmanuel II en 1850. Ce lieu, symbolique de la Belle Époque, regroupe des salles de réunion, un théâtre, des restaurants, des discothèques et bien sûr les machines à sous.
Le casino Grand Cercle a été classé au 19e rang des casinos français sur la base de son produit brut des jeux pour l'année 2012.

#### Château de la Roche du Roi

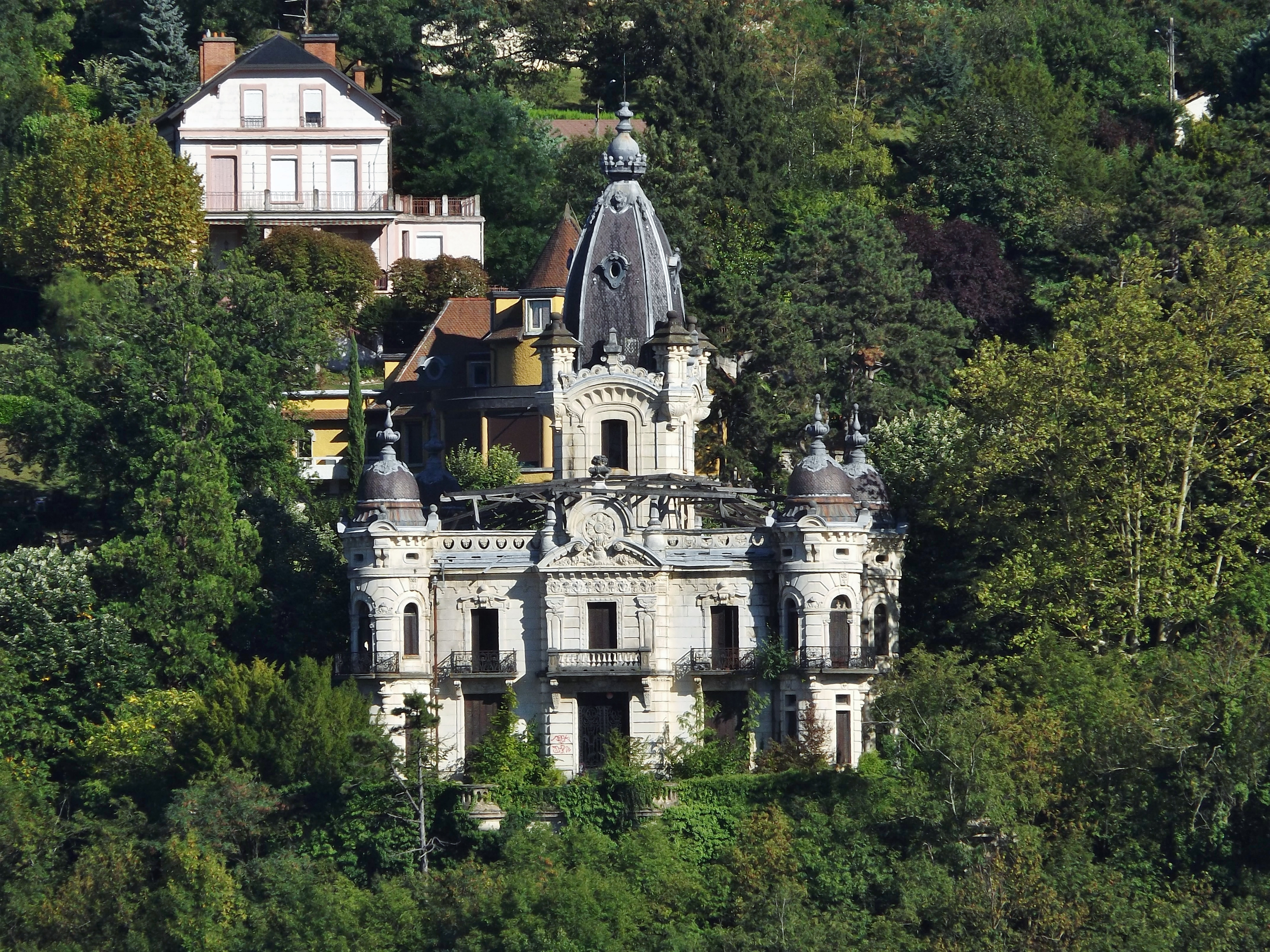
Château de la Roche du Roi.

Le château de la Roche du Roi est un château du XXe siècle. Il se situe sur les hauteurs d'Aix-les-Bains, bâti à flanc de colline, le château domine une bonne partie de la ville et surplombe entre autres l'hippodrome et le golf. Il fut construit en 1900 par l'architecte de la ville Jules Pin (aîné) ainsi que par l'entreprise Léon Grosse. Ce château est à présent classé monument historique. Son style architectural est un mélange entre les palais orientaux et les châteaux de la Renaissance. Il est construit sur une terrasse supportée par des soubassements voûtés en plein cintre. À l'extérieur du château, dans sa périphérie, se trouve une forêt très dense composée d'arbres multicentenaires, de broussailles, et de végétaux communs à la région. Le château appartient actuellement à un propriétaire de la Haute-Savoie. Constatant qu'il est laissé à l'abandon depuis de nombreuses années, la ville tente, après plusieurs dégradations majeures constatées et après de multiples interventions des pompiers sollicitées pour des incendies, de se porter acquéreur de ce monument. Mais alors qu'il tombait en ruine depuis quinze ans, laissé à l’abandon par son ancien propriétaire allemand, la ville l'avait l'acquis pour 485 000 €. En 2015, un industriel de la Haute-Savoie s’est porté acquéreur afin de le rénover et d’en faire un centre culturel privé pour 530 000 €.

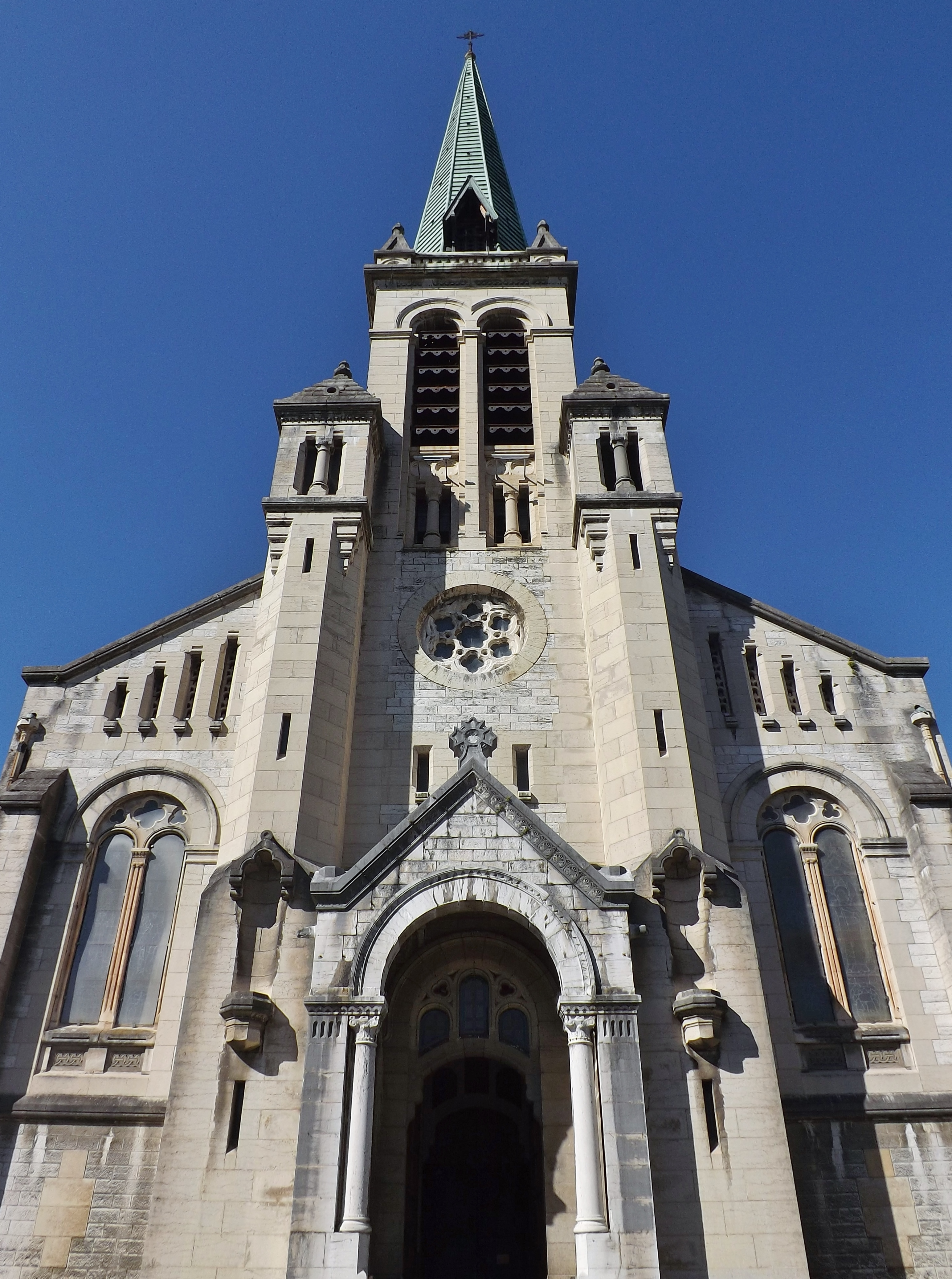
La façade de l'église.

#### L'église Notre-Dame
L’église Notre-Dame-des-Eaux, paroisse de l’Assomption se trouve dans le centre-ville d'Aix-les-Bains. Construite sur les plans de l'architecte Arthur Bertin dans un style romano-byzantin, elle est inaugurée en 1899. Le chevet de l'église est éclairé par des vitraux réalisés par Lucien Bégule, maître verrier d'origine lyonnaise.
La place devant l'église se transforme durant la semaine en parking public en raison de son emplacement central dans le tissu urbain.

#### Le musée Faure

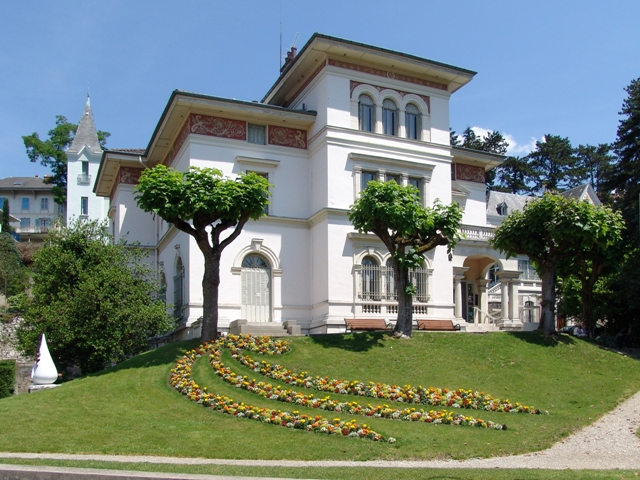
La façade ouest du musée Faure.

Le musée Faure a été fondé en 1949. Au commencement, il devait accueillir le legs du docteur Jean Faure. Le musée est présent dans une villa de style génois. Chaque année, plus de 10 000 visiteurs passent par le musée Faure.

On peut voir entre autres des peintures de Corot, Boudin, Jongkind, Ravier, Besnard, Puy, Cézanne, Sisley, Pissarro, Degas, Bonnard, Vuillard, Lebourg, Lebasque, Marquet, Robert Antral, Cottet, Jules Desbois, Aman-Jean, Sargent, Victor Vignon, Constant Troyon, Lépine, et aussi Adolphe Monticelli, Georges Michel et de Jean Victor Bertin.

#### Les palaces et hôtels aixois
Parmi les autres grands édifices aixois, on se doit d'énumérer les grands palaces, vestiges de la Belle Époque et pour la plupart désormais transformés en habitations collectives. Toutefois, ceux-ci conservent leurs imposantes façades extérieures ainsi que leurs magistrales entrées ornées la plupart du temps de marquises en fer forgé. Ces palaces sont le Beau-site, le Grand Hôtel, le Bernascon (en partie ravagé par un incendie en août 2015), le Splendide, le Royal et le Mirabeau.
Ainsi, on peut répertorier les lieux suivants :
- palace-hôtel Le Splendide (1884) construit par Gaudens Antoine Rossignoli[505] ;
- palace L'excelsior (1906) construit par Gaudens Antoine Rossignoli[506] ;
- palace Le Bernascon (1909) construit par Jean-Marie Bernascon avec son annexe la villa Regina[507]. Près de la moitié de l’édifice est ravagé par un incendie le 18 août 2015[508] ;
- palace Le Royal (1914) construit par Louis Rossignoli[509] ;
- palace Le Mirabeau (1910) construit par l'architecte Martinet[510] ;
- le Grand Hôtel (1857) construit par C-B Pellegrini avec une annexe, « Les Ambassadeurs », en 1877[511] ;
- l'Hôtel Beau-Site (1883)[512] ;
- l'Hôtel des Iles Britanniques (1891)[513] ;
- l'Hôtel International (1893), incendié dans les années 1985-1995, aujourd'hui rénové[514] ;
- l'Hôtel l'Astoria (1905-1906)[515], définitivement fermé[516] ;
- l'Hôtel Le Panoramic (1929)[517], actuellement immeuble[Note 10].

Quelques édifices historiques d'Aix-les-Bains.
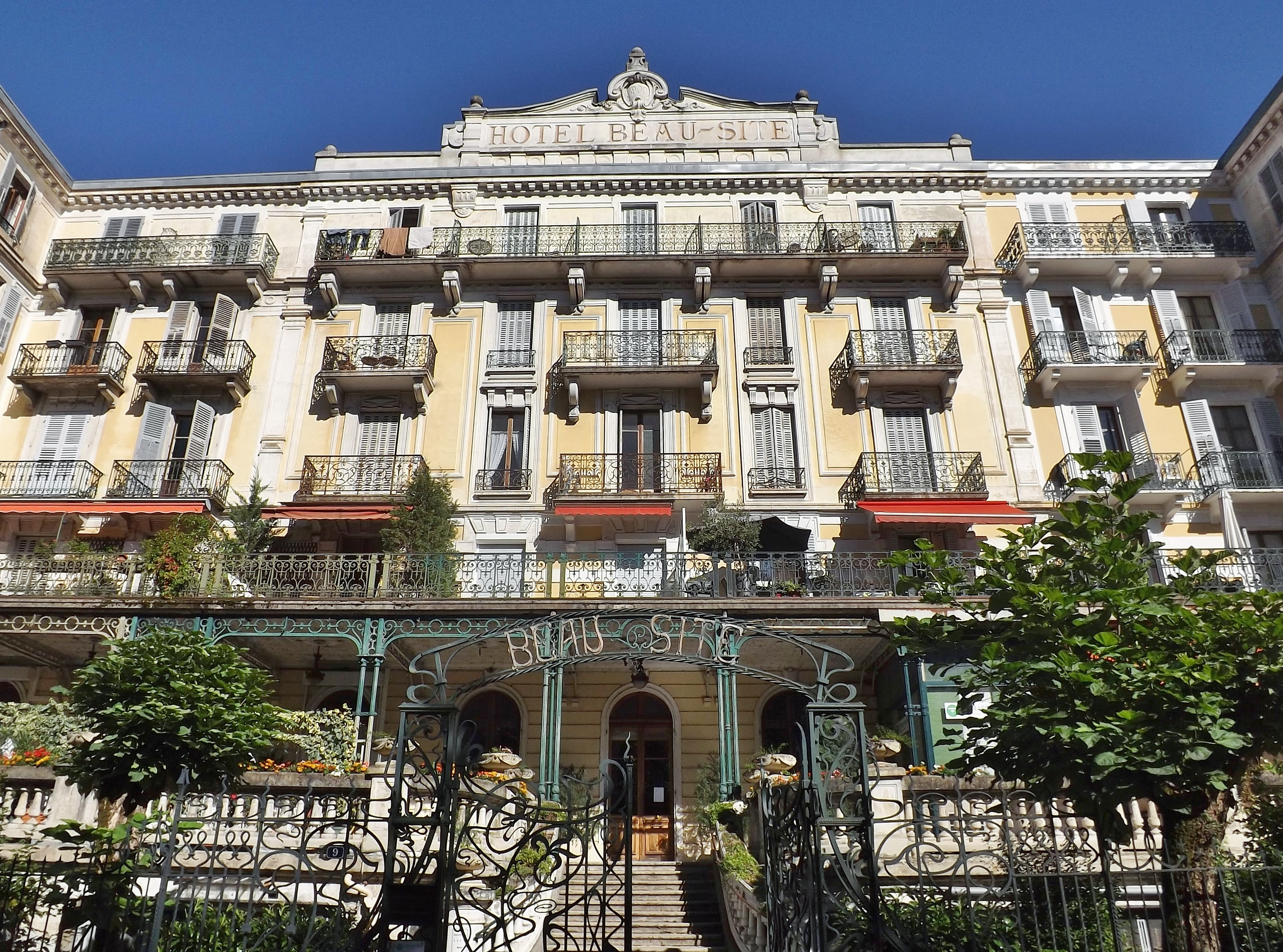
Hôtel Beau-Site d'Aix-les-Bains.
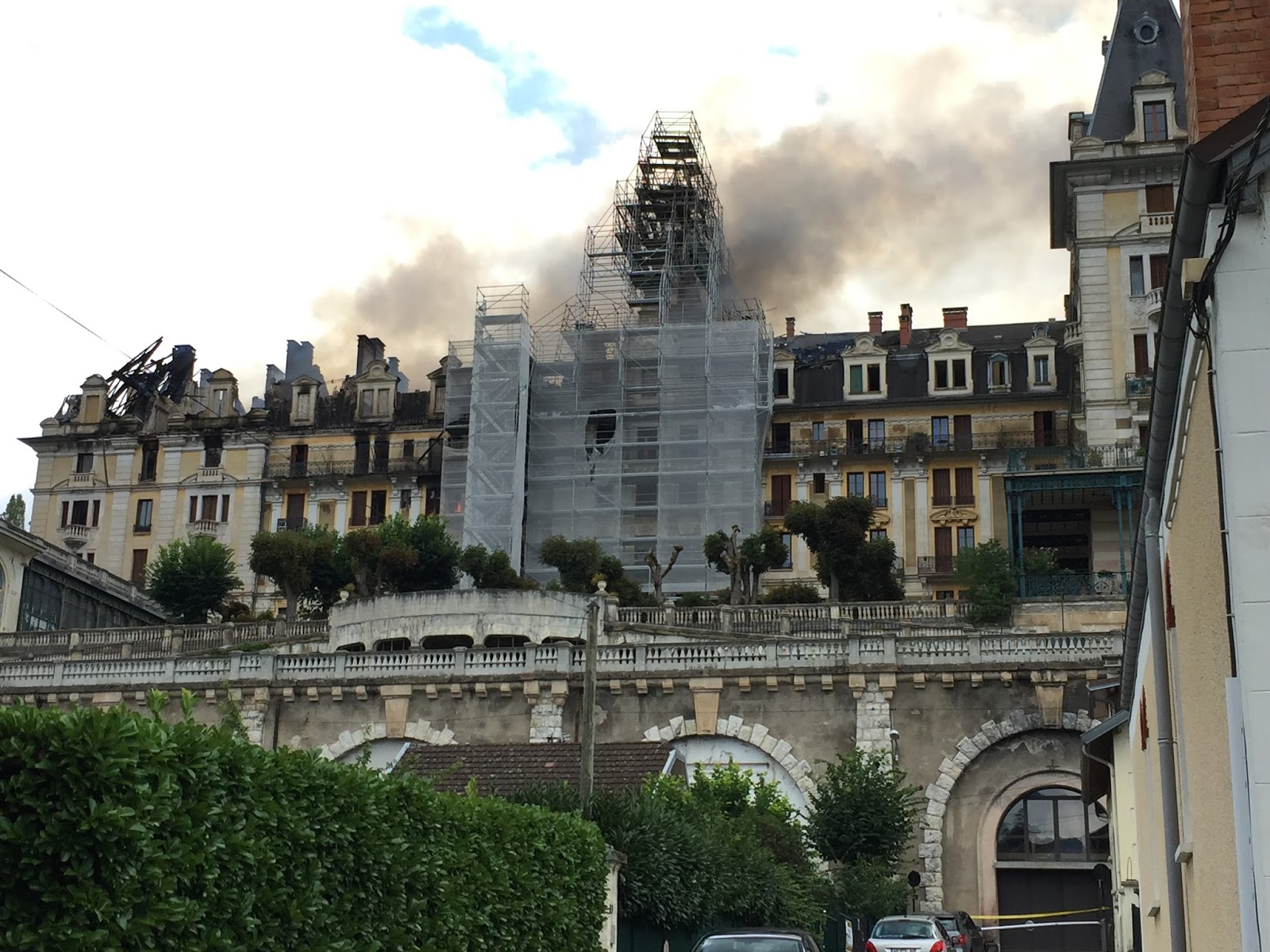
Hôtel Bernascon (en feu en 2015).
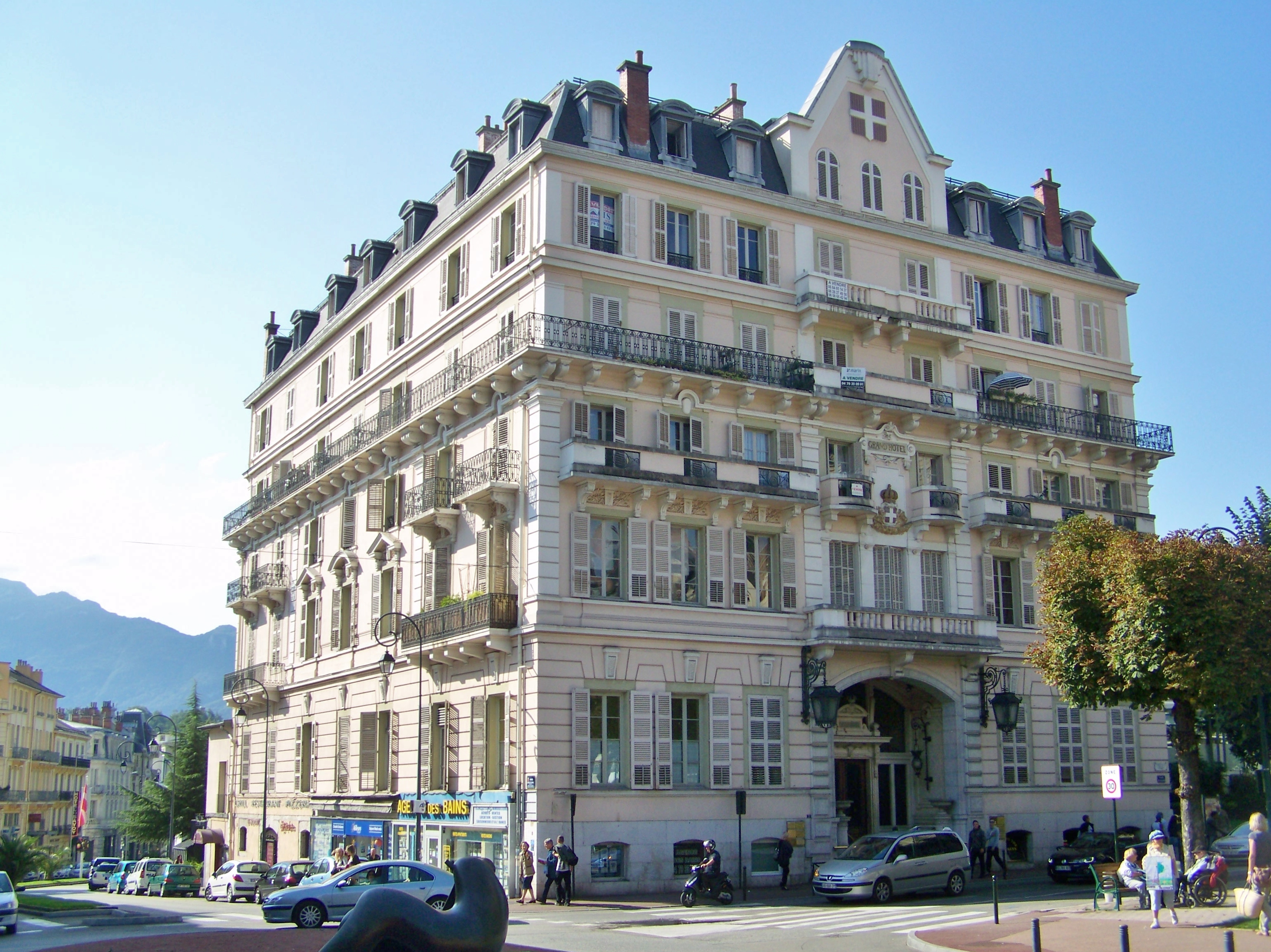
Grand Hôtel.
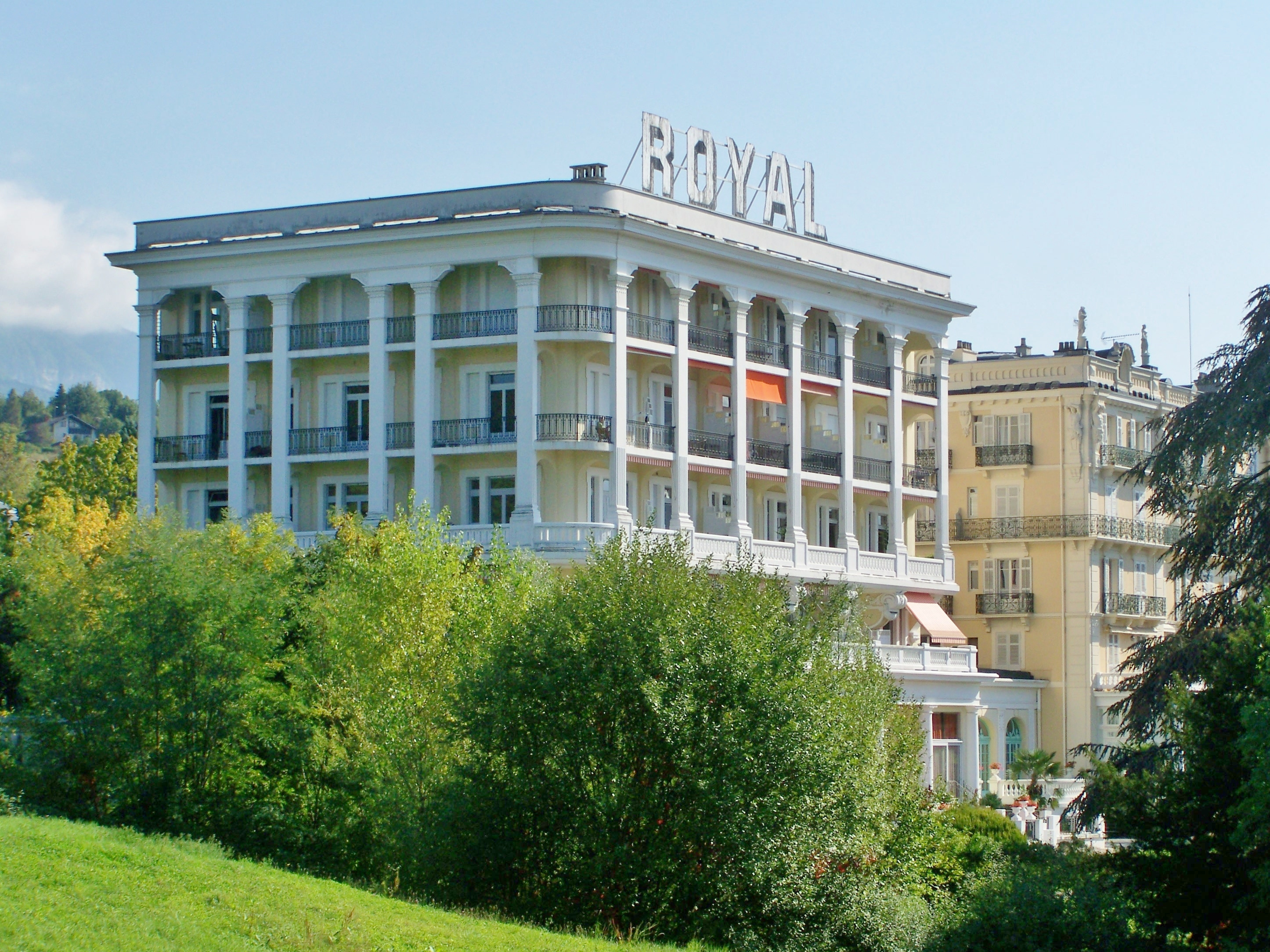
Hôtel Royal.
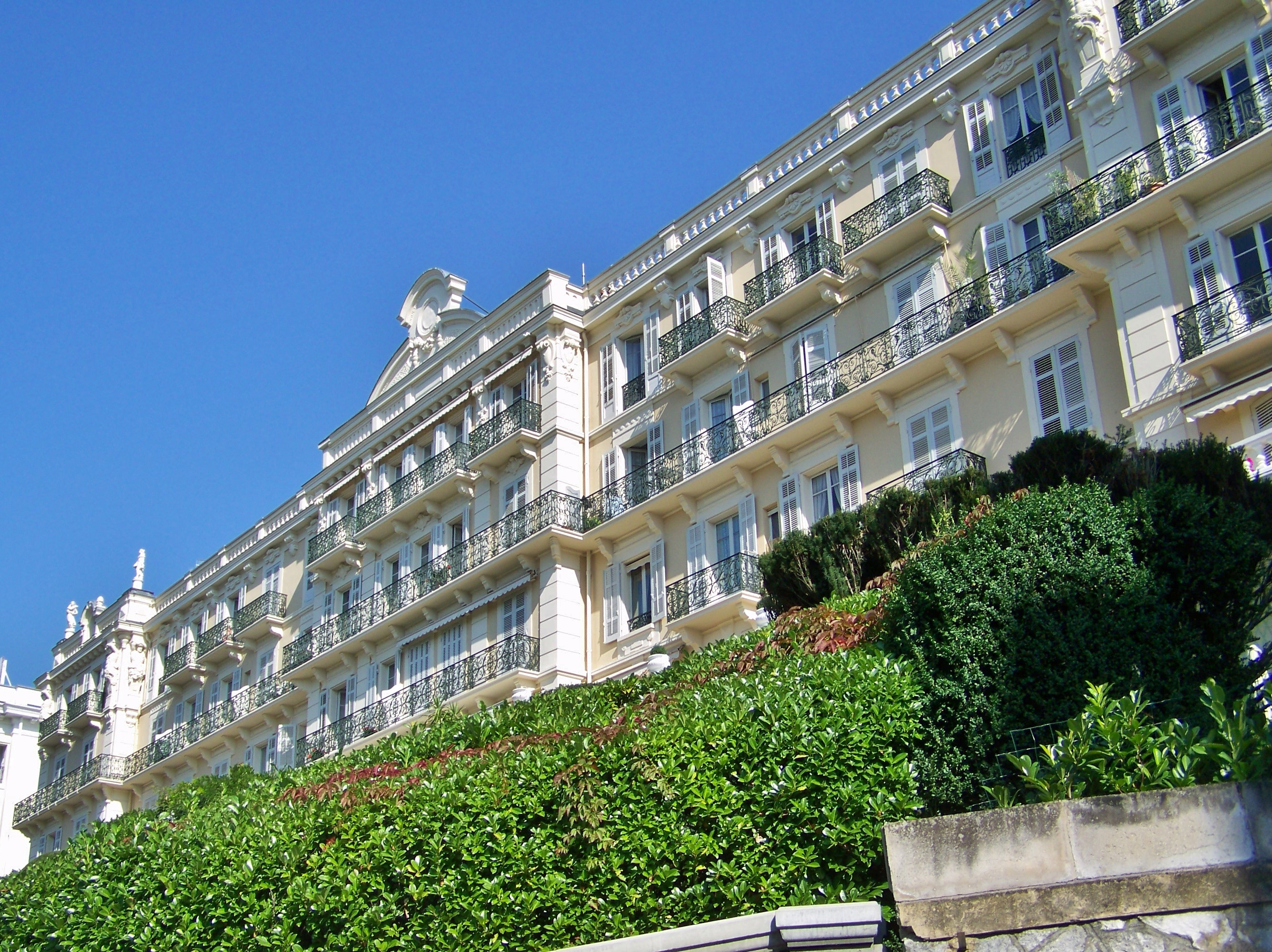
Hôtel Splendide.

#### Autres édifices

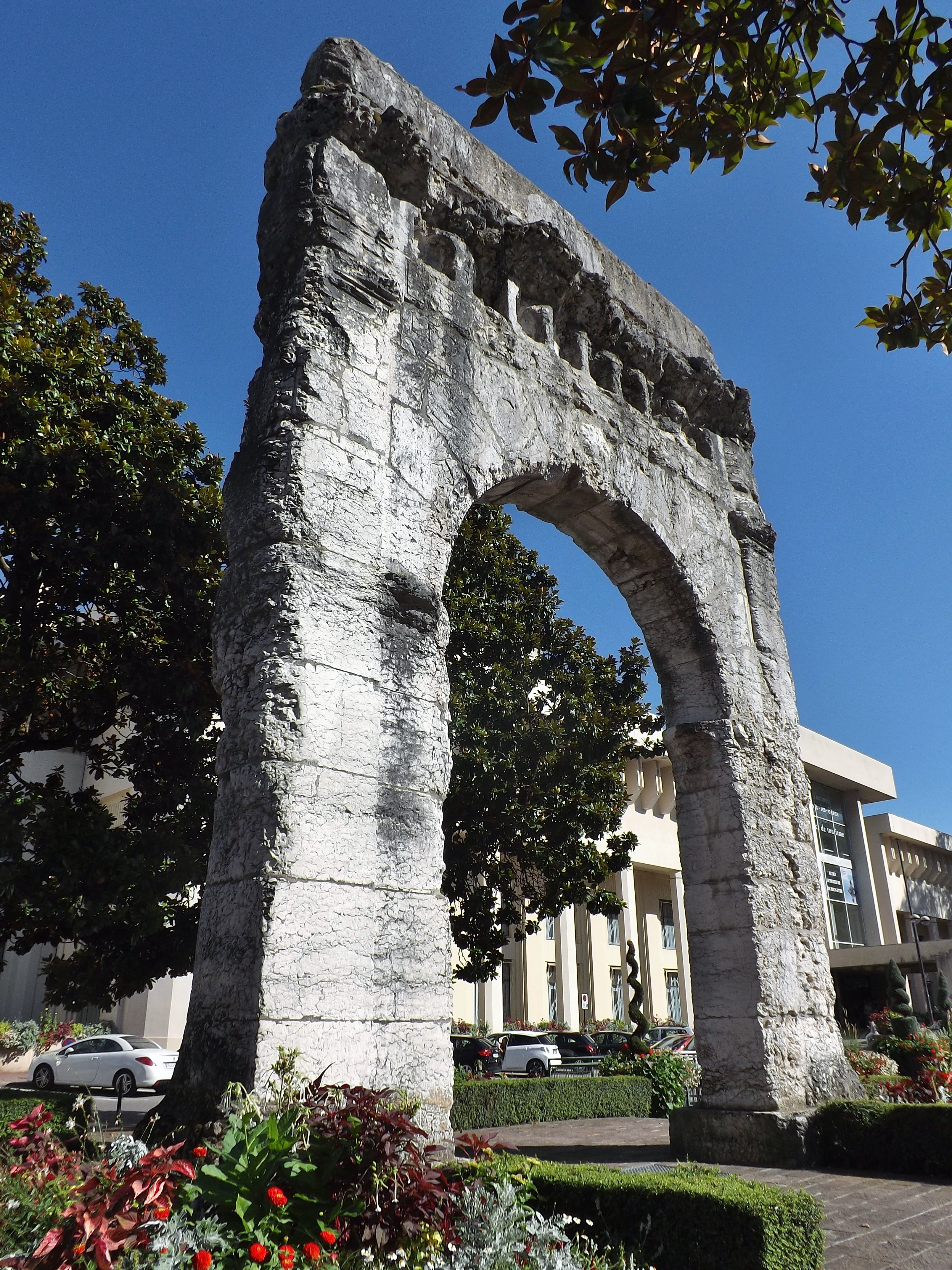
L'arc romain de Campanus.

La ville d'Aix-les-Bains est jalonnée de nombreux édifices historiques ainsi que de bâtiments de caractère. De l'époque gallo-romaine, il subsiste l'« arc funéraire romain de Campanus ». Cet arc fut dressé par Lucius Pompeius Campanus, afin d'honorer les défunts de sa famille. L'arc a une hauteur de plus de neuf mètres. Il est constitué d'une arcade entre deux piliers surmontés d'un entablement avec architrave, le tout fait de pierres taillées ajustées sans apports de mortier. L'arc comprend une frise, une corniche et un attique. La frise de huit niches devait abriter les bustes de quelques-uns des personnages à qui l'arc est dédié.
On trouve également comme édifice marquant, les Thermes antiques ou Thermes nationaux. Vers 120 avant J.-C., les Romains construisirent des thermes confortables à la mode romaine telle que cela se faisait dans tout l'empire. Cette structure comprend plusieurs bains à savoir un bain chaud (caldarium), un bain tiède (tepidarium) puis un bain froid (frigidarium). Tous les bassins sont revêtus de marbres. Les salles étaient ornées de colonnes et de sculptures. Actuellement les vestiges romains sont encore visibles à l'intérieur des thermes nationaux.
L'actuel hôtel de ville d'Aix-les-Bains, classé monument historique depuis 1890, fut à l'origine, une résidence de Conrad le Pacifique, puis l'ancien château des marquis d’Aix du XVe au XVIIe siècle. La partie la plus ancienne date du XIIe siècle, le logis date de la fin du XIIIe siècle. À la fin du XVIe siècle le bel escalier d'honneur fut érigé avec une rampe en pierre pour mener à une petite chapelle située au deuxième étage. Vendu lors de la révolution par la famille de Seyssel, le château fut transformé en 1812 en hospice par le cardinal Fesch et la reine Hortense. Racheté par le marquis d'Aix en 1820, il est transformé en casino et agrandi sur l'avant pour y installer une salle de bal. Lors des travaux la vieille tour médiévale fut démolie. En 1849, le casino déménage pour un lieu plus approprié à ses activités. Alors inoccupé, le château est acheté par la ville en 1866 pour y installer l'hôtel de ville. En 1906 un incendie détruit la toiture et le grenier.
Adossé à l’hôtel de ville on trouve le temple gallo-romain, dit Temple de Diane devenu le Musée lapidaire,. Ce sanctuaire antique est l'un des trois temples conservés intégralement en France. Aujourd'hui reconverti en musée archéologique, l'édifice abrite en son sein de nombreuses statues et objets antiques ainsi que de l'âge du bronze.
En mai 2019, le monument aux morts de la ville ainsi que le monument à l'Alsace et à la Lorraine communal sont inscrits au titre des monuments historiques.

### Gastronomie

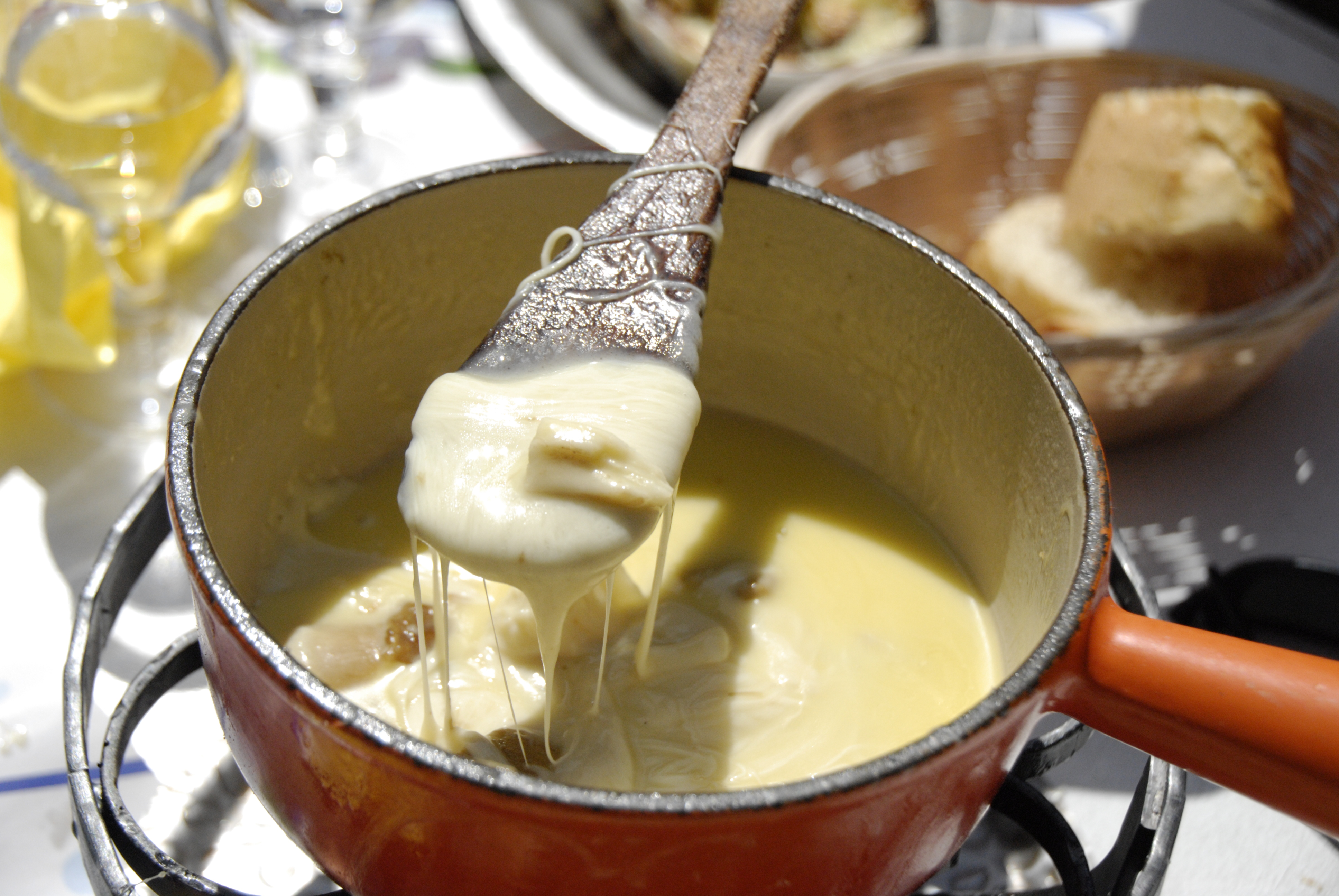
La traditionnelle fondue savoyarde.

La cuisine aixoise est une cuisine typiquement savoyarde basée sur des produits du terroir local et des alpages montagnards. Outre la célèbre fondue savoyarde, on s'y plaît à préparer pour plat principal les bognettes à base de pomme de terre, mais aussi les crozets, la péla, la tartiflette, les diots, la polenta ou les rioutes,. En dessert, on ne peut que solliciter les bugnes ou le célèbre gâteau de Savoie.
Les tables d'Aix-les-Bains arborent les fromages savoisiens comme l'abondance, le beaufort, le bleu du Mont-Cenis, l'emmental de Savoie, le gruyère de Savoie, le persillé des Aravis, le reblochon, le tamié, la tomme de Savoie et encore de nombreux autres préparations fromagères. 

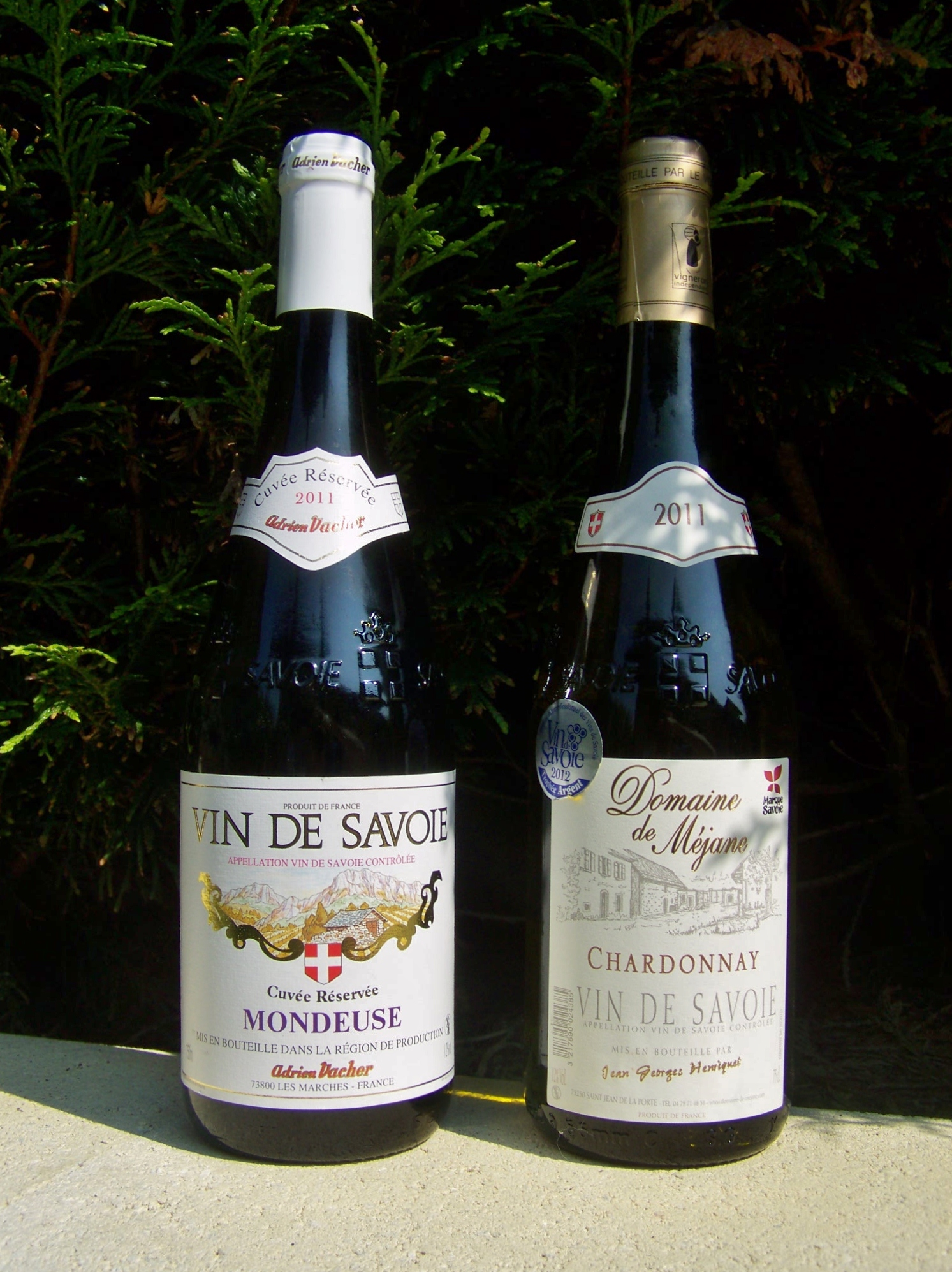
Deux vins de Savoie : Mondeuse et Chardonnay.

Cependant, la présence du lac du Bourget et des rivières telles que le Tillet et le Sierroz, offrent aux cuisiniers aixois un éventail important de poissons d'eau douce qui composent bon nombre de plats locaux. On mange très volontiers de la truite, des ombles chevaliers et du lavaret. Les forêts environnantes et les montagnes de moyenne altitude telles que le mont Revard offrent des produits très appréciés. On trouve des champignons dans les Bauges. La réputation des cèpes, des bolets du Revard ne se dément pas. Plusieurs vignobles autour de la commune aixoise produisent des vins de terroirs employés dans de nombreuses spécialités comme la fondue savoyarde par l'usage de vin blanc. Ainsi, on retrouve près d'Aix-les-Bains le vignoble de Saint-Innocent, le vignoble de Saint-Baldoph et d'une manière générale on consomme la plupart des vins de Savoie.
Par ailleurs, la commune est labellisée Vignobles & découvertes. Cette distinction repose sur les informations mises à disposition des visiteurs sur le patrimoine naturel et culturel du territoire labellisé, mais également sur la gastronomie, le savoir-faire local, l’hébergement et la restauration.

### Patrimoine culturel

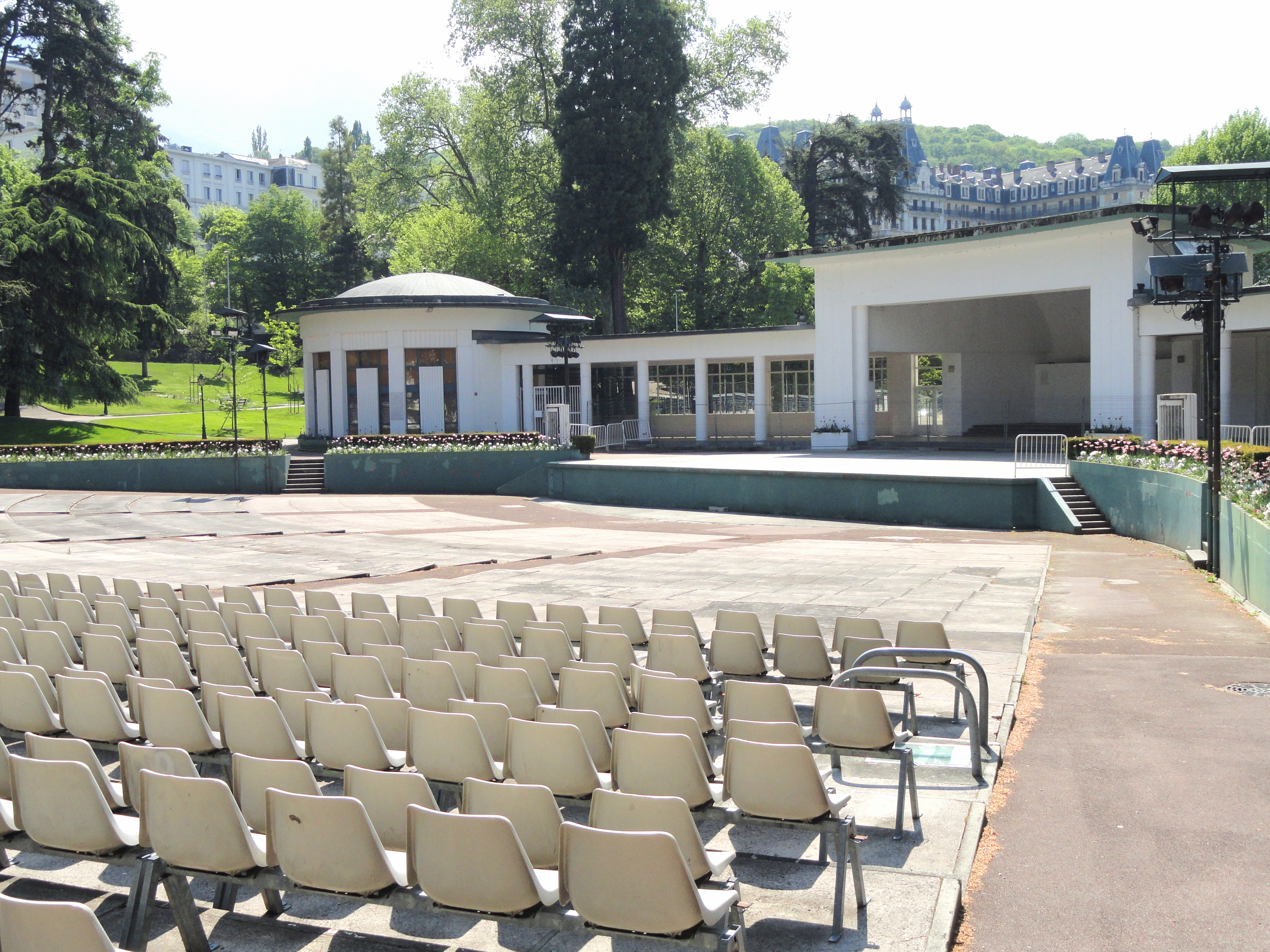
Le théâtre de Verdure dans le parc floral des Thermes.

La ville d'Aix-les-Bains bénéficie de plusieurs installations pour promouvoir la culture. La présence du casino Grand Cercle permet à la commune de disposer d'un théâtre. Il offre une capacité de neuf cents places assises et une scène de vingt mètres par treize. Ce théâtre à l'italienne possède une fosse d’orchestre, un jeu d’orgue et un écran de cinéma.
Plus original encore, Aix-les-Bains bénéficie d'un théâtre extérieur que l'on nomme le Théâtre de verdure situé en plein centre-ville, dans le parc floral des thermes. Il offre une capacité de trois mille places pour des concerts en plein air. Des thés dansants y sont régulièrement organisés, ainsi que des manifestations. L'une des principales salles de la commune est le Palais des congrès d'Aix-les-Bains. On y organise des expositions, des congrès, des concerts, des spectacles comiques, et bien d'autres événements artistiques et culturels.
Aix-les-Bains fut l'une des toutes premières villes françaises à avoir accueilli un cinéma. Aujourd'hui elle possède deux cinémas que sont le Victoria et Les Toiles du Lac d'Aix-les-Bains,. La création du multiplexe Les Toiles du Lac offrant huit salles a fait disparaître un ancien cinéma implanté en centre-ville : Le Rex. Le Victoria, avec ses cinq salles, devrait être conservé et est encore en activité. Celui-ci devrait progressivement accueillir des films d'auteurs, d'arts et d'essais. De plus, cet établissement à la particularité d'abriter le deuxième casino d'Aix-les-Bains. De taille plus modeste que le casino Grand Cercle, le Nouveau Casino, qui est sa dénomination commerciale, possède un parc de jeux toutefois honorable avec ses quarante-cinq machines à sous, sa table de boule, treize rouleaux, quinze vidéo-rouleaux et dix-sept vidéo-poker.
Le Casino Poker Bowl ou Poker Bowl est un récent établissement qui a ouvert ses portes durant l'année 2010. Le lieu présente de nombreuses activités comme des pistes de bowling, des salles pour séminaires et réceptions, un bar-restaurant et bien sûr, une salle avec 63 machines à sous entre autres,.
On peut visiter le Musée Lapidaire. Adossé à l’hôtel de ville, cet ancien temple gallo-romain, dit Temple de Diane, fut reconverti en musée archéologique. L'édifice abrite en son sein de nombreuses statues et objets antiques ainsi que de l'âge du bronze. On peut contempler des vestiges des cités lacustres du lac du Bourget. Autre lieu de souvenir et de rayonnement culturel, la bibliothèque municipale Lamartine possède un fonds documentaire important. Son nom est un hommage au poète et écrivain Alphonse de Lamartine.
Plusieurs sociétés savantes de Savoie sont présentes dans la commune d'Aix-les-Bains. Ces associations permettent à des amateurs éclairés et à des spécialistes de se réunir autour de thèmes divers, dont notamment l'histoire régionale ou l'étude du patrimoine culturel régional. Sont présents, notamment, dans la commune, la Société du Patrimoine de Savoie (S.P.S), fondée à Aix-les-Bains en 1993 ou bien la Société d'Art et d'Histoire d'Aix-les-Bains et sa région, fondée elle aussi en 1993. La ville comptait de 1975 à 2007, le Centre d'archéologie lacustre d'Aix-en-Savoie.

### Personnalités liées à la commune
De nombreuses personnalités sont nées, ont vécu ou ont été de passage dans la cité thermale. Outre la présence de Victor-Amédée III de Sardaigne qui fit construire les thermes nationaux, Alphonse de Lamartine qui a séjourné plusieurs années dans la commune en écrivant son poème Le Lac ou bien la famille de Napoléon Bonaparte qui a été de passage à Aix, il y a bel et bien de nombreuses autres personnes qui ont plus ou moins marqué l'histoire de la ville. On peut également citer, plus récemment, Mercotte, Karl Zero, Laurence Ferrari voire Christophe Lemaitre qui sont nés ou ont passé une partie de leur vie à Aix-les-Bains.

### Aix-les-Bains dans la littérature
Le romancier tourangeau René Boylesve fait se dérouler plusieurs scènes de son œuvre Le Médecin des dames de Néans à Aix-les-Bains, dans et autour des thermes. Boylesve a commencé la rédaction de son roman à Paris en 1893 et l'a terminée l'année suivante à Aix-les-Bains.

### Blasonnement

#### Héraldique
| Armes d'Aix-les-Bains | Les armes d'Aix-les-Bains se blasonnent ainsi : De gueules à une étoile d'or au point du chef. On sait très peu de choses sur ce blason. Amédée IV, comte de Savoie, avait pour armoiries : De gueules à une étoile de seize rais d'argent. On sait cependant que ces armoiries furent dessinées au XIXe. Elles apparaissent pour la première dans l'ouvrage du Comte de Résie en 1847, intitulé La Savoie, voyage à Chambéry et aux eaux d'Aix. La ville, n'ayant jamais obtenu de chartes de franchises de la part de ses seigneurs, ne disposait pas de blason en propre. En revanche, les armes de la famille de Seyssel sont présentes dans le château d'Aix, aujourd'hui l'hôtel de ville. |

### Labels et distinctions
Aix-les-Bains a obtenu un certain nombre de labels et de distinctions :
- 4 fleurs et 2 Fleur d'or au concours national des villes et villages fleuris. Durant l'année 1992, la ville se voit décerner le « grand prix européen du fleurissement » ;
- Station touristique (station classée de tourisme) ;
- Ville Internet avec 5 arobases ;
- Ville d'art et d'histoire ;
- Station nautique « Aix-les-Bains Riviera des Alpes » 4 étoiles ;
- Ville amie des enfants (UNICEF) depuis 2005 ;
- Ville active et sportive avec quatre lauriers (2024) et prix coup de cœur « sport et handicap » (millésime 2021-2023) ;
- Ville à vélo du Tour de France avec 3 vélos (2021)[554] ;
- « Terre de Jeux 2024 », label promouvant les activités sportives municipales et permettant à la commune de se porter candidate pour devenir centre de préparation des athlètes aux Jeux olympiques d'été de 2024 ;
- Ville vélo-touristique ;
- Ville santé (OMS) ;
- Vignobles & découvertes ;
- AVF (Accueil des Villes Françaises) ;
- le prix « Ma Ville, mon artisan » dans la catégorie « culture et patrimoine », par la Chambre nationale de métiers et de l’artisanat en 2022[555] ;
- la labellisation « H+ Destination tourisme » décernée par la Région Auvergne-Rhône-Alpes en 2022 (démarches en faveur du handicap)[556] ;
- la labellisation « Balineae » pour les établissements thermaux aixois décernée par la fédération Rhône-Alpes Thermal[557] ;
- la reconnaissance ville ambassadrice du don d'organes en 2024[558] ;
- lauréate du concours des Décibels d’or en 2006, avec Léon Grosse, Champion et Azimut monitoring[559] ;
- la distinction « Pôle d’excellence de cœur de ville » en 2008[560] ;
- la démarche « Tourisme et Handicap » instaurée en 2013 par l'office de tourisme[561] ;
- lauréate du concours national 2016 de la « Marianne d'air » (actions en faveur de l'amélioration de la qualité de l'air)[562] ;
- 5e « destination la plus romantique d'Europe » en 2016[563].

### Logos

#### Logo de la ville
Depuis 1988, la ville utilise un logo, notamment présent sur les publicités de ses partenaires économiques, comme les eaux d'Aix. La dernière version du logo (2018) se trouve ci-contre.

#### Logo de l'office de tourisme intercommunal
L'office de tourisme de l'agglomération, centré sur Aix-les-Bains et le lac du Bourget, utilise quant à lui un autre logo.